# Liste der Biografien/Hog–Hok
Liste der Biografien |
Portal Biografien |
Personensuche
# |
A |
B |
C |
D |
E |
F |
G |
H |
I |
J |
K |
L |
M |
N |
O |
P |
Q |
R |
S |
T |
U |
V |
W |
X |
Y |
Z |
?
 
Ha |
Hd |
He |
Hi |
Hj |
Hk |
Hl |
Hm |
Hn |
Ho |
Hr |
Hs |
Ht |
Hu |
Hv |
Hw |
Hy
 
Hoa |
Hob |
Hoc |
Hod |
Hoe |
Hof |
Hog–Hok |
Hol |
Hom |
Hon |
Hoo |
Hop |
Hoq |
Hor |
Hos |
Hot |
Hou |
Hov |
How |
Hox |
Hoy |
Hoz
Die Liste der Biografien führt alle Personen auf, die in der deutschsprachigen Wikipedia einen Artikel haben. Dieses ist eine Teilliste mit 1064 Einträgen von Personen, deren Namen mit den Buchstaben „Hog“ – „Hok“ beginnt.

## Hog–Hok

### Hog
- Hög, Eva (1928–2023), finnische Skilangläuferin
- Hog, Hermann (1881–1937), deutscher Jurist und Ministerialbeamter

#### Hoga
- Høgadalsá, Hanus við (1913–1998), färöischer Politiker der Republikaner (Tjóðveldisflokkurin)
- Hogan y Costa, Carlos Alberto (1913–1985), argentinischer Diplomat und Politiker
- Hogan, Alfredo Possolo (1830–1865), portugiesischer Schriftsteller
- Hogan, Barbara (* 1952), südafrikanische Anti-Apartheid-Aktivistin und Politikerin
- Hogan, Ben (1912–1997), US-amerikanischer Golfspieler
- Hogan, Bosco (* 1949), irischer Schauspieler
- Hogan, Brooke (* 1988), US-amerikanische TV-PersönlichkeitBrooke Hogan (* 1988)

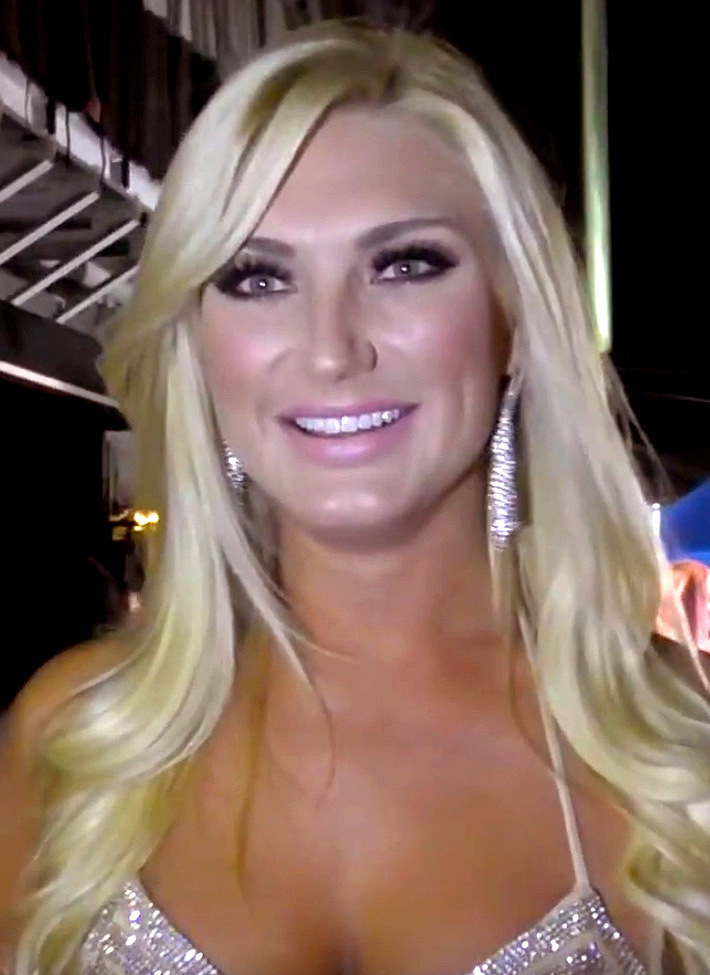
Brooke Hogan (* 1988)

- Hogan, Bryan (* 1988), US-amerikanischer Eishockeyspieler
- Hogan, Chris (* 1987), US-amerikanischer American-Football-Spieler auf der Position des Wide Receivers
- Hogan, Christine, kanadische Politikerin
- Hogan, Chuck (* 1968), US-amerikanischer Schriftsteller und Drehbuchautor
- Hogan, Cruz (* 1994), australischer Speerwerfer
- Hogan, David (* 1988), irischer Snookerspieler
- Hogan, Dennis, US-amerikanischer Soziologe
- Hogan, Desmond (* 1950), irischer Autor
- Hogan, Earl (1920–2007), US-amerikanischer Politiker
- Hogan, Edmond (1883–1964), australischer Politiker und Premier von Victoria
- Hogan, Edmund (1831–1917), irischer Jesuit, Historiker und Sprachwissenschaftler
- Hogan, Gabriel (* 1973), kanadischer Schauspieler und Synchronsprecher
- Hogan, Gerard (* 1958), irischer Jurist
- Hogan, Granville T. (1929–2004), US-amerikanischer Schlagzeuger
- Hogan, Hector (1931–1960), australischer Leichtathlet
- Hogan, Henry (1909–1993), britischer Offizier der Luftstreitkräfte des Vereinigten Königreichs
- Hogan, Hulk (1953–2025), US-amerikanischer Wrestler und SchauspielerHulk Hogan (1953–2025)

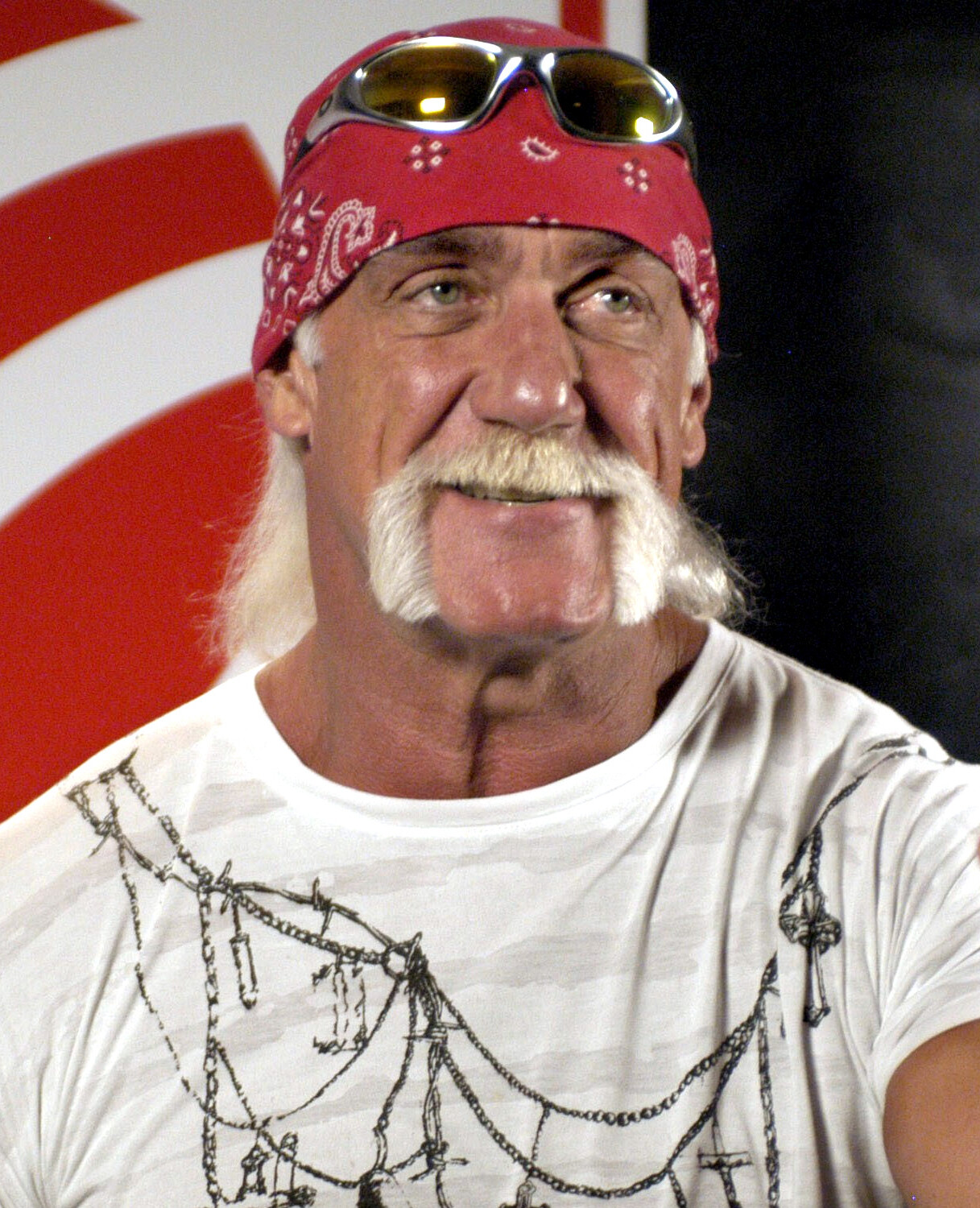
Hulk Hogan (1953–2025)

- Hogan, J. Paul (1919–2012), US-amerikanischer Chemiker und Erfinder
- Hogan, Jack (1929–2023), US-amerikanischer Schauspieler
- Hogan, James (* 1956), australischer Geschäftsmann
- Hogan, James P. (1890–1943), US-amerikanischer Filmregisseur
- Hogan, James P. (1941–2010), britischer Science-Fiction-Schriftsteller
- Hogan, Jim (1933–2015), irisch-britischer Marathonläufer
- Hogan, Jimmy (1882–1974), englischer Fußballspieler und -trainer
- Hogan, John (1800–1858), irischer Bildhauer
- Hogan, John (1805–1892), US-amerikanischer Politiker
- Hogan, John Forest (1895–1962), britischer Ordensgeistlicher, römisch-katholischer Bischof von Bellary
- Hogan, John Joseph (1829–1913), irisch-amerikanischer römisch-katholischer Bischof
- Hogan, Joseph Lloyd (1916–2000), US-amerikanischer Geistlicher, römisch-katholischer Bischof von Rochester
- Hogan, Joseph M. (* 1957), amerikanischer Manager
- Hogan, Kate (* 1957), US-amerikanische Politikerin
- Hogan, Larry (* 1942), katholischer Theologe, Professor für Altes Testament
- Hogan, Larry (* 1956), US-amerikanischer Politiker, Gouverneur von Maryland
- Hogan, Lawrence (1928–2017), US-amerikanischer Politiker
- Hogan, Mark Anthony (1931–2017), US-amerikanischer Politiker
- Hogan, Michael (* 1949), kanadischer SchauspielerMichael Hogan (* 1949)

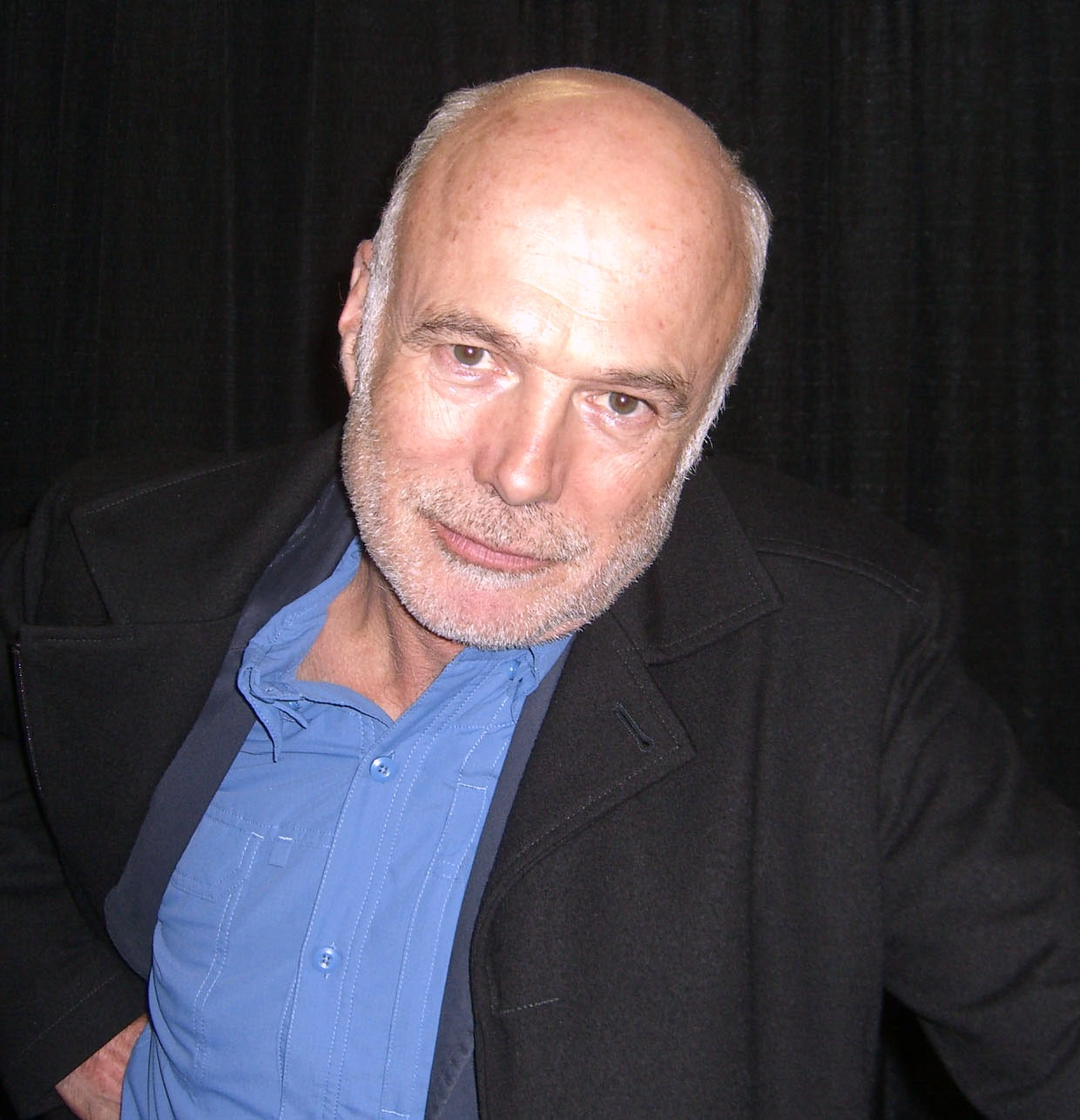
Michael Hogan (* 1949)

- Hogan, Michael J. (1871–1940), US-amerikanischer Politiker
- Hogan, Moses (1957–2003), US-amerikanischer Komponist, Arrangeur, Pianist und Dirigent
- Hogan, P. J. (* 1962), australischer Filmregisseur und Drehbuchautor
- Hogan, Patrick (1885–1969), irischer Politiker
- Hogan, Patrick (1891–1936), irischer Politiker
- Hogan, Patrick (1907–1972), irischer Politiker
- Hogan, Patti (* 1949), US-amerikanische Tennisspielerin
- Hogan, Paul (* 1939), australischer Schauspieler und ComedianPaul Hogan (* 1939)

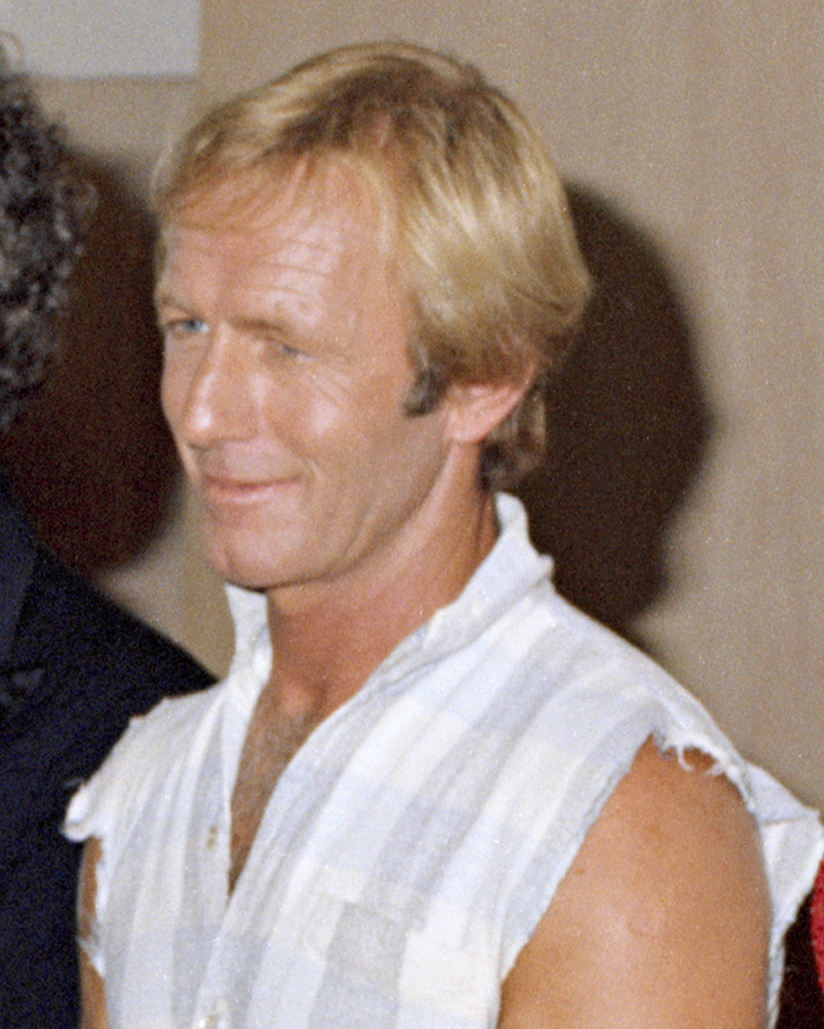
Paul Hogan (* 1939)

- Hogan, Phil (* 1960), irischer Politiker (Fine Gael)
- Hogan, Robert (1933–2021), US-amerikanischer Schauspieler
- Hogan, Robert (* 1937), amerikanischer Psychologe und Präsident der Hogan Assessment Systems
- Hogan, Susan (* 1948), kanadische Filmschauspielerin
- Hogan, Timothy Sylvester (1864–1926), US-amerikanischer Jurist und Politiker
- Hogan, Victor (* 1989), südafrikanischer Diskuswerfer
- Hogan, William (1792–1874), US-amerikanischer Jurist und Politiker
- Hogan-O’Higgins, Brigid (1932–2022), irische Politikerin
- Hogans, O.J. (* 1982), US-amerikanischer Sprinter
- Hoganson, Dale (* 1949), kanadischer Eishockeyspieler
- Hogard, Henri (1808–1880), französischer Geologe und Pionier der geologischen Erforschung der Vogesen
- Hogarth, Burne (1911–1996), US-amerikanischer Comiczeichner
- Hogarth, David George (1862–1927), britischer Archäologe
- Hogarth, Hazel (1882–1940), englische Badmintonspielerin
- Hogarth, Kevin John (1934–2022), australischer Boxer
- Hogarth, Ryan (* 1992), schottischer Dartspieler
- Hogarth, Samuel, englischer Dirigent, Komponist und Pianist
- Hogarth, Steve (* 1959), britischer Sänger
- Hogarth, William (1697–1764), englischer sozialkritischer Maler und GraphikerWilliam Hogarth (1697–1764)

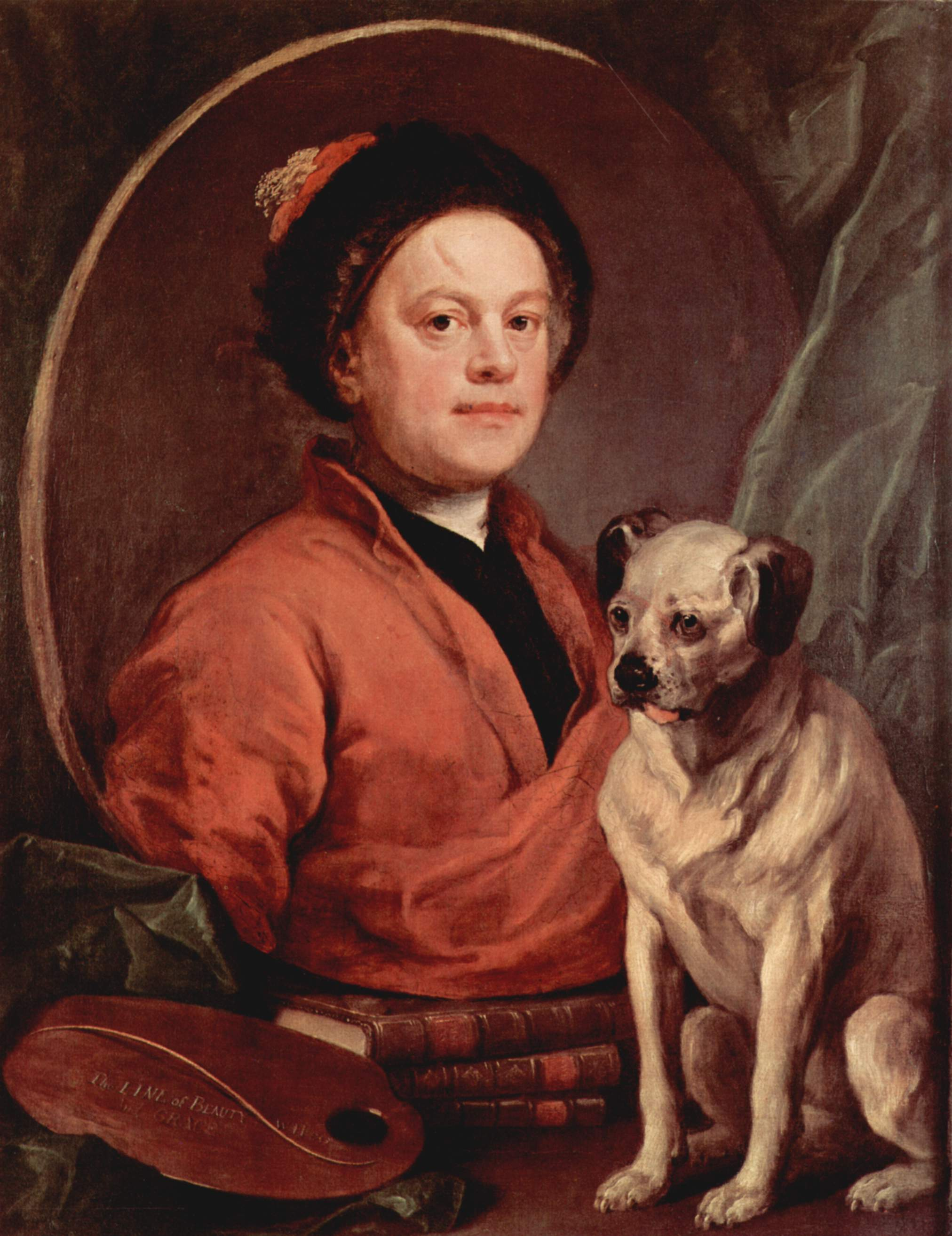
William Hogarth (1697–1764)

#### Hogb
- Hogben, Lancelot (1895–1975), englischer Zoologe, Genetiker, Statistiker und Schriftsteller
- Högberg, Anders (* 1976), schwedischer Skilangläufer
- Högberg, Anna (* 1985), schwedische Jazzmusikerin (Saxophone, Komposition)
- Högberg, Bo (1938–2005), schwedischer Boxer
- Högberg, Elisabeth (* 1986), schwedische Biathletin
- Högberg, Julia (* 1982), schwedische Schauspielerin
- Høgberg, Karl (1901–1981), norwegischer Maler
- Högberg, Rebecca (* 1984), schwedische Leichtathletin
- Hogbin, Ian (1904–1989), australischer Anthropologe britischer Herkunft
- Högbom, Arvid (1857–1940), schwedischer Geologe, Mineraloge und Geograph

#### Hogd
- Högdahl Schønningsen, Moa (* 1996), norwegische Handballspielerin

#### Hoge
- Hoge, Alphonse Richard (1912–1982), brasilianischer Herpetologe
- Hoge, Andreas (* 1960), deutscher Filmkomponist und Musiker
- Hoge, Annelise (* 1945), deutsche Malerin und Grafikerin
- Hoge, Günter (1940–2017), deutscher Fußballspieler
- Höge, Helmut (* 1947), deutscher Journalist und Sachbuchautor
- Hoge, John (1760–1824), US-amerikanischer Politiker
- Hoge, John B. (1825–1896), US-amerikanischer Jurist und Politiker
- Hoge, Joseph P. (1810–1891), US-amerikanischer Politiker
- Hoge, Käte (1904–1984), deutsche Politikerin (SPD), MdL Niedersachsen
- Hoge, Mike, deutscher Computerspieleentwickler
- Hoge, Solomon L. (1836–1909), US-amerikanischer Politiker
- Hoge, Will (* 1973), US-amerikanischer Musiker
- Hoge, William (1762–1814), US-amerikanischer Politiker
- Hoge, William M. (1894–1979), US-amerikanischer Offizier, Generalleutnant der US-Army
- Hoge-Benteler, Boris C. (* 1979), deutscher Schriftsteller
- Hogeback, Hermann (1914–2004), deutscher Oberstleutnant und Kampfflieger im Zweiten Weltkrieg
- Hogeboom, James L. (1766–1839), US-amerikanischer Politiker
- Hogedoorn, Jesper (* 1985), niederländischer Fußballtorhüter
- Hogefeld, Birgit (* 1956), deutsche Terroristin der Rote Armee Fraktion
- Hogefeld, Brand († 1496), deutscher Kaufmann und Ratsherr der Hansestadt Lübeck
- Hogehus, Harmen, Glocken- und Zinngießer
- Hogekamp, Wolf (* 1961), deutscher Filmemacher, Slam-Master und Lyriker
- Högel, Niels (* 1976), deutscher Serienmörder
- Högelmüller, Georg von (1770–1826), österreichischer Offizier, Gründer der Brandschadensversicherungsanstalt
- Högelow, Otto (* 1895), deutscher SS-Hauptscharführer und verurteilter Kriegsverbrecher
- Hogema, Antonius (1917–2013), niederländischer Theologe
- Högemann, Johannes (* 1980), deutscher Basketballspieler
- Högemann, Peter (1941–2021), deutscher Althistoriker
- Hogen, Dieter (* 1953), deutscher Leichtathletiktrainer
- Högen, Joseph von (* 1767), österreichischer Verwaltungsjurist und Dichter
- Hogen, Roman (* 1970), tschechischer Fußballspieler
- Hogenberg, Abraham, Kupferstecher und Radierer
- Hogenberg, Frans (1535–1590), Kupferstecher und Radierer
- Hogendijk, Jan (* 1955), niederländischer Mathematikhistoriker
- Hogendorp, Dirk van († 1822), niederländischer General und Staatsmann
- Hogendorp, Gijsbert Karel van (1762–1834), niederländischer Staatsmann
- Hogendorp, Mariane van (1834–1909), niederländische Sozialreformerin und Feministin
- Högener, Gerd (1922–2002), deutscher Politiker (SPD), Oberstadtdirektor von Düsseldorf
- Høgenhaug, Kristian (* 1991), dänischer Triathlet
- Hogenhuis, Maarten (* 1986), niederländischer Jazz- und Popmusiker (Saxophone, Komposition)
- Hogenkamp, Josef († 1944), deutscher Fußballspieler
- Hogenkamp, Richèl (* 1992), niederländische Tennisspielerin
- Hogenkamp, Wim (1947–1989), niederländischer Schauspieler, Liedtexter und Sänger
- Hogensee, Jakob (1495–1573), lutherischer Theologe
- Hogenson, William (1884–1965), US-amerikanischer Leichtathlet
- Hoger († 906), Abt der Klöster Werden und Helmstedt
- Hoger († 915), Erzbischof von Hamburg und Bischof von Bremen (909–915)
- Höger, Anton (* 1956), deutscher Maler und Komponist
- Hoger, Arthur (1875–1951), deutscher Apotheker
- Höger, Christine (1901–1982), deutsche Politikerin (SPD), Mitglied der Stadtverordnetenversammlung von Groß-Berlin
- Höger, Ernst (1945–2019), österreichischer Politiker (SPÖ), Landtagsabgeordneter
- Höger, Fritz (1877–1949), deutscher Architekt und Baumeister
- Hoger, Hannelore (1939–2024), deutsche Schauspielerin, Theaterregisseurin sowie Hörbuch- und HörspielsprecherinHannelore Hoger (1939–2024)

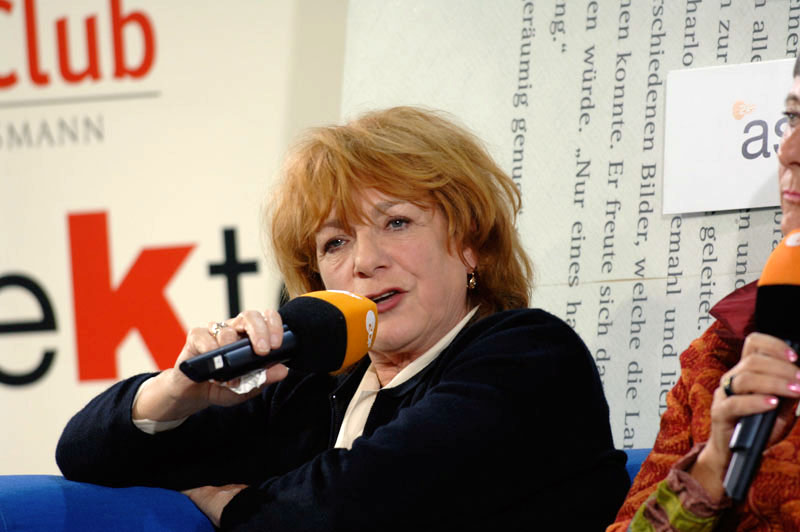
Hannelore Hoger (1939–2024)

- Höger, Hans (* 1960), deutscher Kunsthistoriker, Hochschullehrer und Autor
- Höger, Hermann (1882–1950), deutscher Architekt
- Höger, Inge (* 1950), deutsche Politikerin (Die Linke), MdB
- Höger, Ivan (* 1982), tschechischer Basketballspieler
- Höger, Joseph (1801–1877), österreichischer Maler und Grafiker
- Höger, Karl (1847–1913), österreichischer Politiker
- Höger, Karl (1897–1975), deutscher Fußballspieler
- Höger, Karlheinz (1922–2009), deutscher Fußballspieler (Torhüter)
- Hoger, Leo (1892–1972), deutscher Schauspieler und Bühneninspizient
- Höger, Marco (* 1989), deutscher Fußballspieler
- Hoger, Nina (* 1961), deutsche SchauspielerinNina Hoger (* 1961)

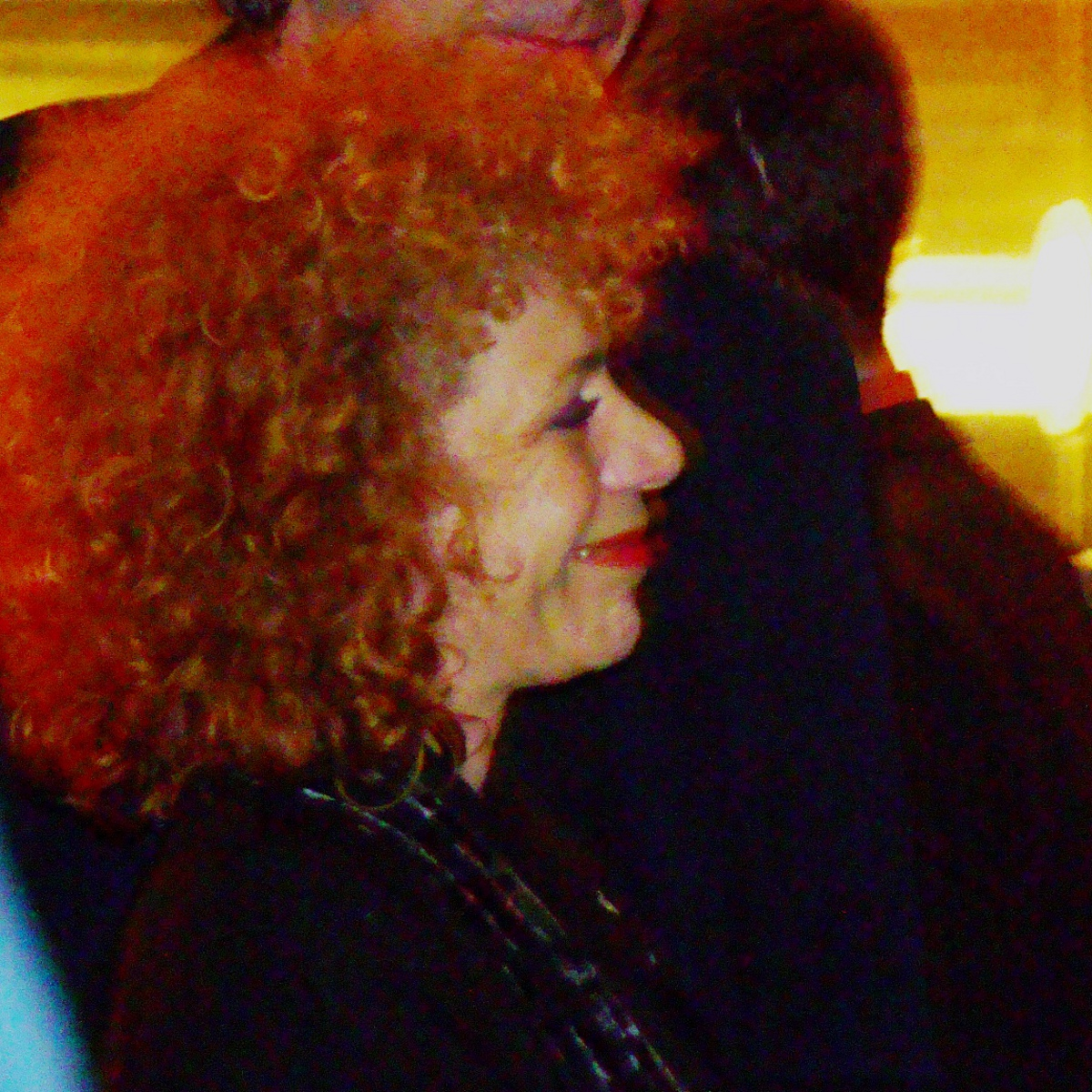
Nina Hoger (* 1961)

- Höger, Rudolf Alfred (1877–1930), österreichischer Genre- und Kriegsmaler
- Höger, Xaver (1930–2014), deutscher Leichtathlet
- Hogerbeets, Rombout (1561–1625), niederländischer Staatsmann
- Högermann, Dieter (1934–2012), deutscher Designhistoriker, Museumskurator und Sammler
- Hogervorst, Theo (* 1956), niederländischer Radrennfahrer
- Hogerwerf, Elisabeth (* 1989), niederländische Ruderin
- Hogewoning, Petra (* 1986), niederländische Fußballspielerin

#### Hogf
- Högfeldt, Robert (1894–1986), schwedischer Maler, Illustrator und Karikaturist

#### Hogg
- Hogg, Andrew (* 1985), englisch-maltesischer Fußballspieler
- Hogg, Arthur Robert (1903–1966), australischer Astronom
- Hogg, Charles E. (1852–1935), US-amerikanischer Politiker
- Hogg, Chris (* 1985), englischer Fußballspieler
- Högg, Clemens (1880–1945), bayerischer Landtagsabgeordneter (SPD)
- Hogg, David (1886–1973), US-amerikanischer Politiker
- Hogg, David (* 2000), amerikanischer Aktivist und Befürworter von strengeren WaffengesetzenDavid Hogg (* 2000)

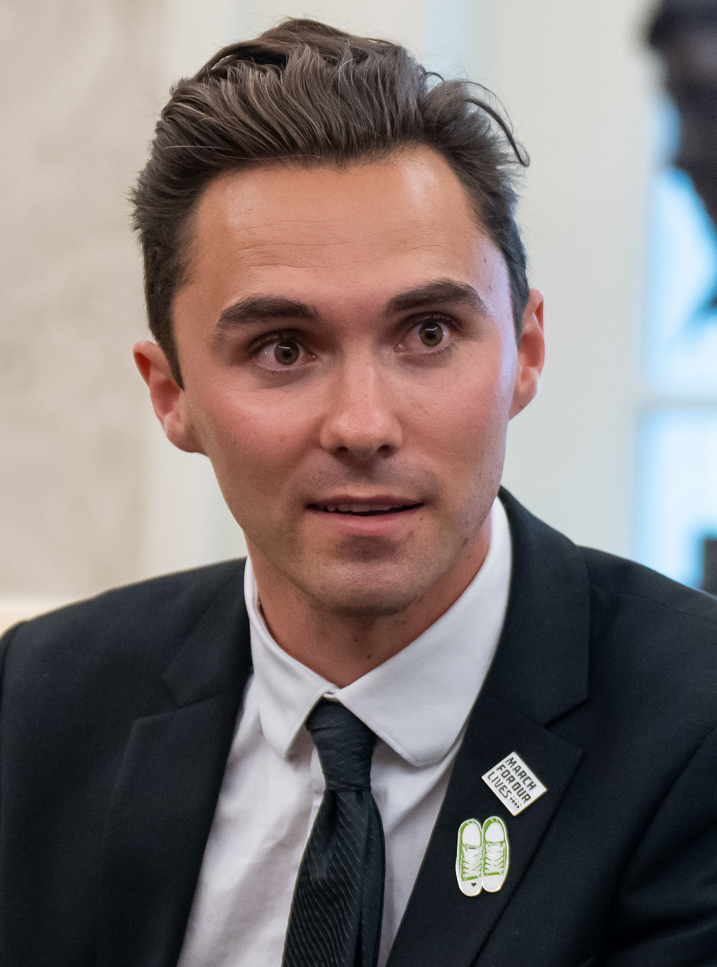
David Hogg (* 2000)

- Hogg, Derek (1930–2014), englischer Fußballspieler
- Hogg, Douglas, 1. Viscount Hailsham (1872–1950), britischer Jurist und Politiker, Mitglied des House of Commons
- Hogg, Douglas, 3. Viscount Hailsham (* 1945), britischer Politiker, Mitglied des House of Commons
- Hogg, Edward (* 1979), britischer Schauspieler
- Högg, Emil (1867–1954), deutscher Architekt, Hochschullehrer und Kommunalpolitiker
- Hogg, Frank Scott (1904–1951), kanadischer Astronom
- Hogg, George (1915–1945), britischer Journalist, Autor, Abenteuerer und Schulleiter
- Hogg, Gerry (* 1960), US-amerikanischer American-Football-Spieler
- Högg, Hans (1901–1974), deutscher Architekt, Stadtplaner, Baubeamter und Hochschullehrer
- Hogg, Helen Sawyer (1905–1993), kanadische Astronomin
- Hogg, Herschel M. (1853–1934), US-amerikanischer Politiker
- Hogg, Ian (1911–2003), britischer Vizeadmiral
- Hogg, Ian (1926–2002), englischer Offizier, Fachbuchautor zur Militärgeschichte und Wehrtechnik
- Hogg, Ima (1882–1975), US-amerikanische Philanthropin, Kunstsammlerin
- Hogg, James († 1835), schottischer Schriftsteller
- Hogg, James Lester (1931–2018), britischer Anglist und Religionshistoriker
- Hogg, Jim (1851–1906), US-amerikanischer Politiker
- Hogg, Joanna (* 1960), britische FilmemacherinJoanna Hogg (* 1960)

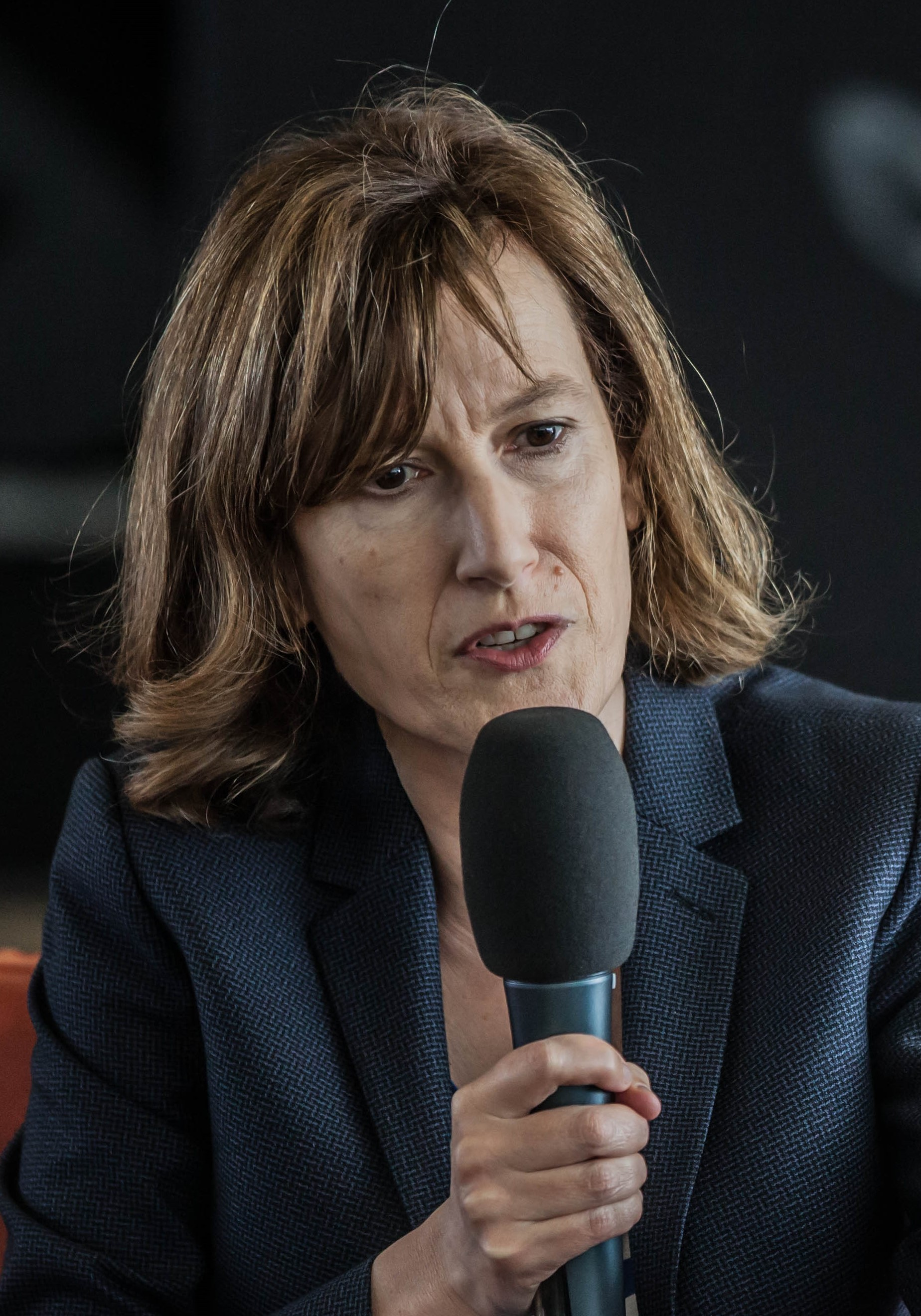
Joanna Hogg (* 1960)

- Hogg, John (1800–1869), britischer Jurist, Altertums- und Naturforscher
- Hogg, John, englischer Fußballspieler
- Hogg, John (* 1949), australischer Politiker (ALP)
- Hogg, Jonathan (* 1988), englischer Fußballspieler
- Högg, Max (1854–1933), deutscher Musiker, Komponist und Kapellmeister
- Hogg, Norman (1938–2008), britischer Politiker (Labour Party), Mitglied des House of Commons
- Hogg, Peter (1939–2020), kanadischer Rechtswissenschaftler
- Hogg, Quintin McGarel (1907–2001), britischer Jurist und Politiker (Conservative Party), Mitglied des House of Commons
- Hogg, Robert Lynn (1893–1973), US-amerikanischer Politiker
- Hogg, Russell (1968–2012), schottischer Badmintonspieler
- Hogg, Samuel E. (1783–1842), US-amerikanischer Politiker
- Hogg, Sarah, Viscountess Hailsham (* 1946), britische Politikerin, Journalistin und Managerin
- Hogg, Smokey (1914–1960), US-amerikanischer Blues-Musiker
- Hogg, Stuart (* 1992), schottischer Rugby-Union-Spieler
- Hogg, Theodor (* 1941), deutscher Ordensgeistlicher, Erzabt von Beuron
- Hogg, Thomas Jefferson (1792–1862), britischer Jurist und Schriftsteller
- Hogg, Wendy (* 1956), kanadische Schwimmerin
- Hoggan, David L. (1923–1988), US-amerikanischer Historiker, Geschichtsrevisionist
- Hoggan, Jeff (* 1978), kanadischer Eishockeyspieler
- Hoggard, Andrew, neuseeländischer Politiker der Partei ACT New Zealand
- Hoggard, Jay (* 1954), US-amerikanischer Vibraphonist des Modern Jazz
- Hoggart, Richard (1918–2014), britischer Kultursoziologe
- Hoggatt, Wilford Bacon (1865–1938), amerikanischer republikanischer Politiker
- Hogge, James (1873–1928), britischer Politiker
- Hoggenmüller, Klaus (* 1954), deutscher Theaterautor und Hochschullehrer
- Högger, Daniel (1706–1784), Schweizer Politiker, Bürgermeister von St. Gallen
- Högger, Sebastian (1686–1737), Schweizer Offizier in schwedischen Diensten
- Höggerl, Gerhard (* 1943), österreichischer Politiker (FPÖ), Landtagsabgeordneter
- Höggerl, Susanne (* 1972), österreichische Journalistin und Fernsehmoderatorin

#### Hogh
- Høgh, Dorte Warnø (* 1969), dänische Drehbuchautorin und Regisseurin
- Høgh, Jes (* 1966), dänischer Fußballspieler
- Høgh, Julie (* 1999), dänische Curlerin
- Høgh, Kasper (* 2000), dänischer Fußballspieler
- Høgh, Lars (1959–2021), dänischer Fußballspieler
- Hogh, Paul (* 1933), deutscher Boxer
- Hogh, Philip (* 1979), deutscher Philosoph
- Høgh-Christensen, Jonas (* 1981), dänischer Segler
- Hoghe, Raimund (1949–2021), deutscher Schriftsteller, Choreograph, Tänzer, Filmemacher, Journalist
- Hoghelande, Theobaldus van († 1608), niederländischer Alchemist

#### Hogi
- Hogiu, Petrică (* 1991), rumänischer Skilangläufer

#### Hogl
- Högl, Birgit, Neurologin und Schlafmedizinerin
- Högl, Carl (1789–1865), österreichischer Baumeister, Wiener Stadtbaumeister
- Högl, Eduard (1875–1939), Jurist und Präsident des oldenburgischen Oberlandesgerichtes
- Högl, Eva (* 1969), deutsche Politikerin (SPD), MdB
- Högl, Franz (1769–1859), deutscher Bildhauer
- Högl, Georg Andreas (1714–1787), österreichischer Steinmetz des Barock
- Högl, Hans (* 1942), österreichischer Medien- und Bildungssoziologe
- Högl, Johann (1784–1856), österreichischer Stadt-Steinmetzmeister in Wien, Obervorsteher der Wiener Bauhütte
- Högl, Johann Caspar (1702–1776), deutsch-österreichischer Steinmetzmeister und Bildhauer, Bürgermeister von Eggenburg, Niederösterreich
- Högl, Johann Georg (1706–1748), österreichischer Steinmetzmeister und Bildhauer
- Högl, Johann Philipp (1755–1800), österreichischer Stadt-Steinmetzmeister in Wien
- Högl, Jörg (* 1964), deutscher Architekt
- Högl, Joseph (1741–1780), österreichisch-polnischer Steinmetzmeister und Bildhauer
- Högl, Martin, Wissenschaftler auf dem Gebiet der Betriebswirtschaftslehre
- Högl, Peter (1897–1945), deutscher SS-Obersturmführer und Kriminaldirektor des Reichssicherheitsdienstes
- Högl, Petra (* 1971), deutsche Politikerin (CSU), MdL
- Hogl, Richard (* 1967), österreichischer Landwirt und Politiker (ÖVP), Landtagsabgeordneter
- Hoglan, Gene (* 1967), US-amerikanischer SchlagzeugerGene Hoglan (* 1967)

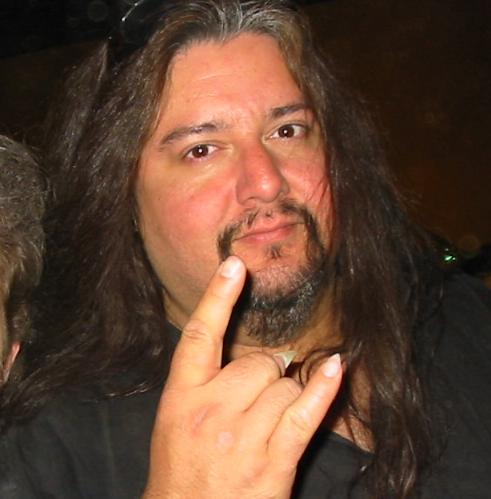
Gene Hoglan (* 1967)

- Höglander, Nils (* 2000), schwedischer Eishockeyspieler
- Höglauer, Sebastian (* 1990), deutscher Musiker, Komponist und Arrangeur
- Högler, Franz (1802–1855), österreichischer Bildhauer
- Högler, Gregor (* 1972), österreichischer Speerwerfer und Leichtathletik-Trainer
- Høgli, Tom (* 1984), norwegischer Fußballspieler
- Höglin, Johnny (* 1943), schwedischer Eisschnellläufer
- Höglinger, Andrea (* 1967), österreichische Sozialforscherin, Managerin im Bereich Forschungsfinanzierung
- Höglinger, Günter (* 1971), deutscher Neurologe
- Höglinger, Tobias (* 1973), österreichischer Landespolitiker (SPÖ)
- Höglund, Alexandra (* 1990), schwedische Fußballspielerin
- Höglund, Hans (1952–2012), schwedischer Kugelstoßer
- Höglund, Henric (* 1977), schwedischer Eishockeyspieler
- Höglund, Jonas (* 1972), schwedischer Eishockeyspieler
- Höglund, Otto Magnus (1846–1933), schwedischer Kaufmann und Politiker, Mitglied des Riksdag
- Höglund, Sven (1910–1995), schwedischer Radrennfahrer
- Höglund, Zeth (1884–1956), schwedischer kommunistischer, später sozialdemokratischer Politiker, Autor und Journalist

#### Hogm
- Högman, John (* 1953), schwedischer Jazzmusiker
- Høgmo, Per-Mathias (* 1959), norwegischer Fußballspieler und -trainer

#### Hogn
- Högn, August (1878–1961), deutscher Lehrer, Schulrektor, Komponist und Heimatforscher
- Högn, Hans (1904–1980), deutscher Optiker und Politiker (SPD), Oberbürgermeister von Hof an der Saale und Vizepräsident des Bayerischen Landtags
- Högna Sigurðardóttir (1929–2017), isländische Architektin
- Högner, Bärbel, deutsche Ethnologin, Fotografin und Autorin
- Högner, Franz (1903–1979), deutscher Maler und Illustrator
- Högner, Friedrich (1897–1981), deutscher Organist und Kirchenmusiker
- Högner, Günter (1943–2018), österreichischer Hornist
- Högner, Hugo (1910–1994), deutscher Maler und Goldschmied
- Högner, Markus (* 1967), deutscher Fußballspieler und -trainerMarkus Högner (* 1967)

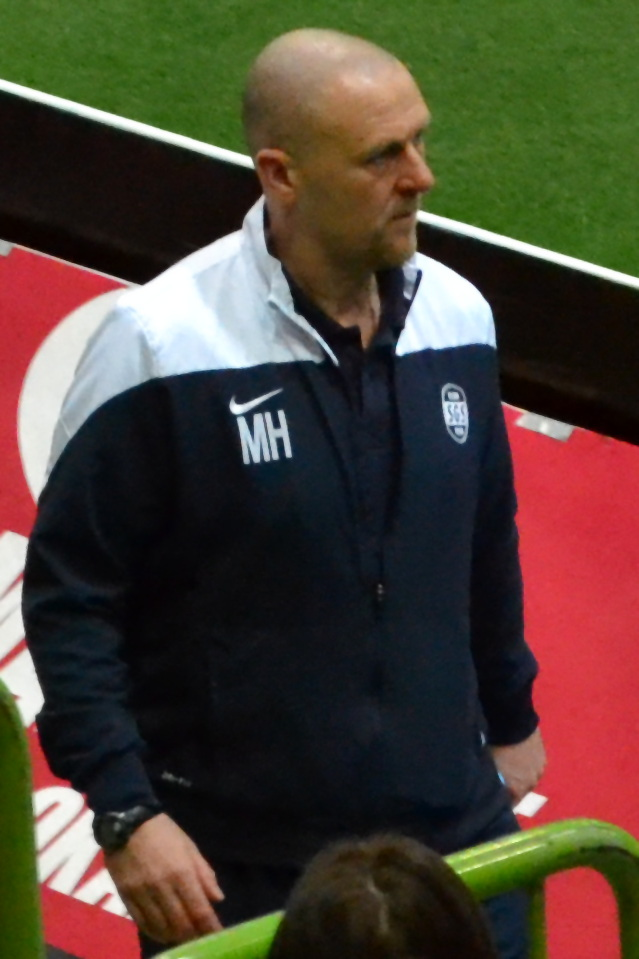
Markus Högner (* 1967)

- Högner, Rudi (1907–1995), deutscher Graphiker, Designer, Architekt und Bildhauer
- Hogness, David S. (1925–2019), US-amerikanischer Genetiker, Biochemiker und Entwicklungsbiologe
- Hogness, Hanne (* 1967), norwegische Handballspielerin und -trainerin
- Hognestad, Nils (* 1984), norwegisch-kanadischer Schauspieler und Synchronsprecher
- Hognon, Vincent (* 1974), französischer Fußballspieler und -trainer

#### Hogo
- Högosta, Göran (* 1954), schwedischer Eishockeytorhüter

#### Hogq
- Högquist, Emilie Sofia (1812–1846), schwedische Schauspielerin und Mätresse von König Oskar I. von Schweden

#### Hogr
- Hogräfer, Roman (* 1979), deutscher Basketballspieler
- Hogrebe, Heinrich (1913–1998), deutscher Forstmann und Offizier
- Hogrebe, Michael (* 1965), deutscher Offizier der BundeswehrMichael Hogrebe (* 1965)

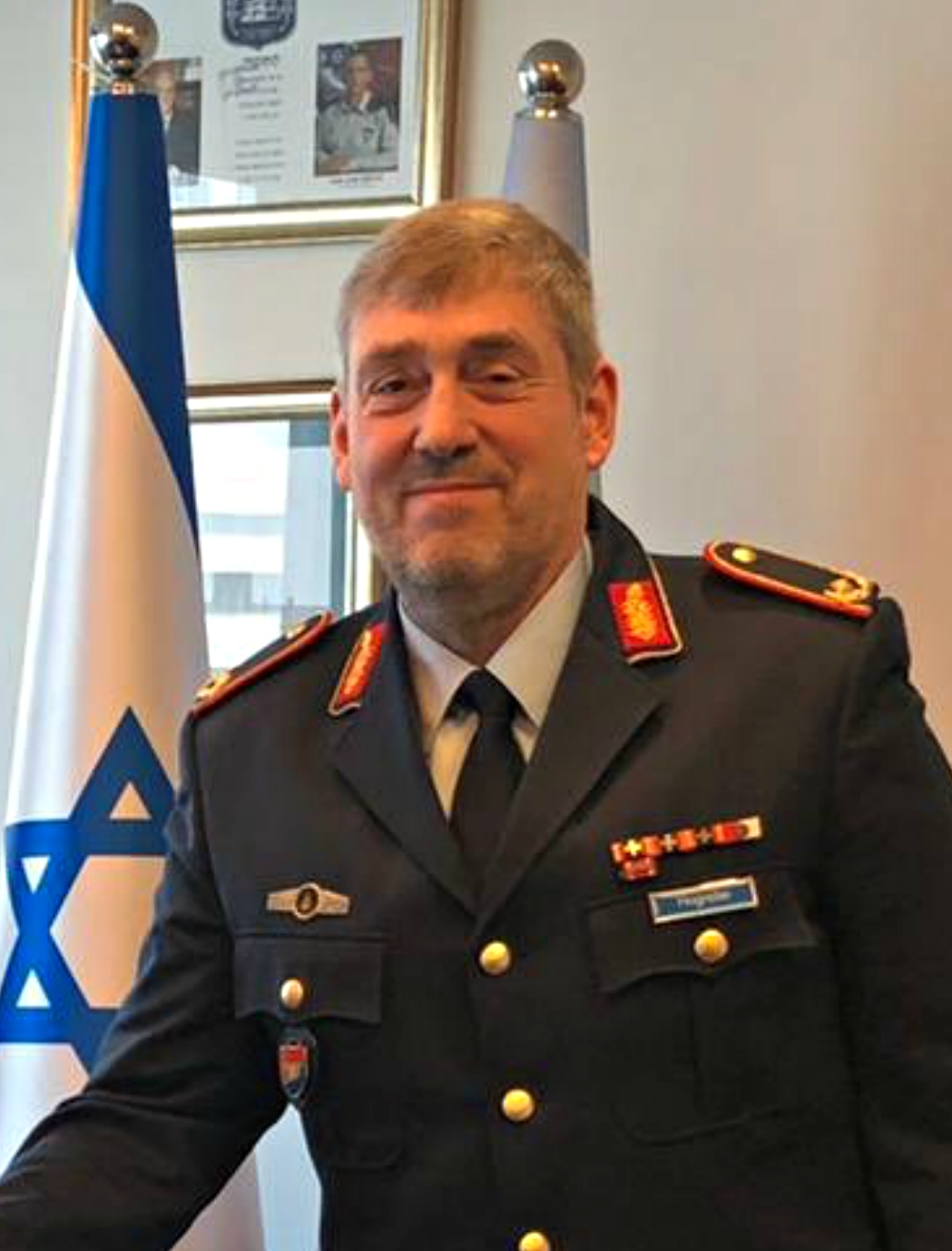
Michael Hogrebe (* 1965)

- Hogrebe, Wolfram (* 1945), deutscher Philosoph
- Hogrefe, Bernd (* 1948), deutscher Brigadegeneral der Bundeswehr
- Hogrefe, Carl Jürgen (1924–2007), deutscher Psychologe und Verleger
- Hogrefe, Dieter (* 1958), deutscher Informatiker
- Hogrefe, Dietmar (* 1962), deutscher Vielseitigkeitsreiter
- Hogrefe, Frederik (* 1985), deutscher politischer Beamter (CDU)
- Hogrefe, G.-Jürgen (* 1960), deutscher Psychologe und Verleger
- Hogrefe, Johann Ludwig (1737–1814), deutscher Offizier, Lehrer, Ingenieur und Kartograf
- Hogrefe, Jürgen (* 1949), deutscher Journalist, Buchautor und Manager
- Hogrefe, Lühr (1900–1942), deutscher Politiker (NSDAP), MdR, Hitlerjugendfunktionär
- Hogrefe, Wilhelm (* 1949), deutscher Politiker (CDU), MdL

#### Hogs
- Høgsberg, Kristian (* 1975), dänischer Softwareentwickler
- Høgsberg, Lucas (* 2006), dänischer Fußballspieler
- Høgsbro, Halfdan (1894–1976), dänischer lutherischer Theologe und Bischof
- Høgsbro, Sofus (1822–1902), dänischer Politiker (Venstre), Mitglied und Präsident des Folketing
- Högsdal, Björn (* 1975), deutscher Autor, Slam-Poet und Moderator
- Høgseth, Ane Cecilie (* 2001), norwegische Handballspielerin
- Hogshead, Nancy (* 1962), US-amerikanische Schwimmerin
- Högström, Amanda (* 1989), schwedische Badmintonspielerin
- Högström, Anders (* 1975), schwedischer Rechtsradikaler
- Högström, Elisabeth (* 1951), schwedische Curlerin
- Högström, Georg (1895–1976), schwedischer Stabhochspringer und Hochspringer
- Högström, Leif (* 1955), schwedischer Degenfechter
- Högström, Torvald (1926–2010), finnischer Radrennfahrer

#### Hogu
- Hogue, Benoît (* 1966), kanadischer Eishockeyspieler
- Hoguet, Charles (1821–1870), deutscher Maler
- Hoguet, Emilie (1801–1869), deutsche Tänzerin
- Hoguet, Michel François (1793–1871), französischer Tänzer und Choreograf

#### Hogv
- Høgvold, Lars (1888–1963), norwegischer Skisportler

#### Hogw
- Hogwood, Christopher (1941–2014), britischer Dirigent und Cembalist

#### Hogy
- Högyes, Endre (1847–1906), ungarischer Mediziner und Immunologe

### Hoh
- Höh, Christoph (* 1963), deutscher Politiker (Bündnis 90/Die Grünen)
- Höh, Marc von der (* 1970), deutscher Historiker
- Höh, Rainer (* 1955), deutscher Abenteurer, Übersetzer und Reiseschriftsteller

#### Hoha
- Hohage, Karsten (* 1968), deutscher Schriftsteller und Slam-Poet
- Hoham, biblischer Amoriterkönig von Hebron
- Hohaus, Wilhelm (1844–1909), Priester, Pädagoge, Heimatschriftsteller sowie Großdechant der Grafschaft Glatz und Generalvikar des Erzbistums Prag in Preußen

#### Hohb
- Hohbach, Friedrich (1809–1877), deutscher Zeichner, Lithograf, Maler und Hochschullehrer
- Hohbach, Gustav (1803–1850), deutscher Dichter und Jurist
- Hohberg und Buchwald, Anton von (* 1885), deutscher Armee- und SS-Offizier
- Hohberg, Alejandro (* 1991), peruanisch-uruguayischer Fußballspieler
- Hohberg, Hans (1906–1968), deutscher Wirtschaftsprüfer und verurteilter Kriegsverbrecher
- Hohberg, Joachim (* 1903), deutscher Jurist, Landrat im Landkreis Cochem sowie kommissarischer Landrat im Landkreis Zell (Mosel)
- Hohberg, Juan (1926–1996), uruguayischer Fußballspieler
- Hohberg, Rainer (* 1952), deutscher Schriftsteller
- Hohberg, Wolf Helmhardt von (1612–1688), Dichter und Schriftsteller des BarockWolf Helmhardt von Hohberg (1612–1688)

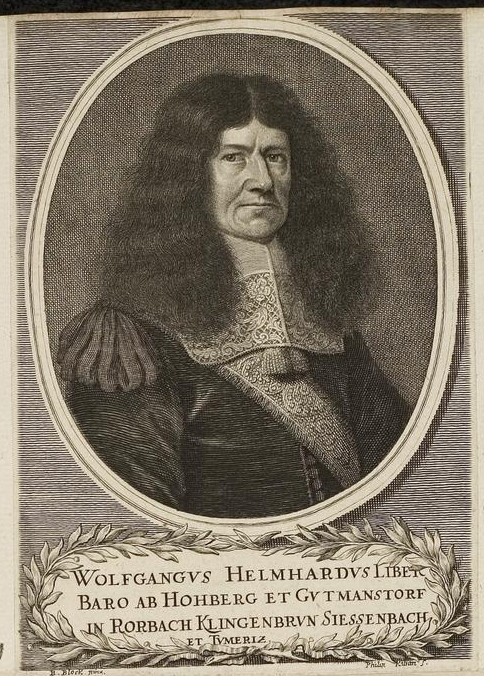
Wolf Helmhardt von Hohberg (1612–1688)

- Hohberger, Peter (* 1939), deutscher Bildhauer

#### Hohe
- Hohe, Carl (1847–1882), deutscher Maler, Zeichenlehrer, Lithograph und Restaurator
- Hohe, Christian (1798–1868), deutscher Zeichner, Maler und Lithograf
- Hohe, Friedrich (1802–1870), deutscher Maler und Lithograf
- Hohe, Gustav von (1800–1872), bayerischer Verwaltungsbeamter
- Hohe, Johann (1774–1847), deutscher Maler
- Hohe, Rudolf (1837–1877), deutscher Maler, Lithograph und Zeichenlehrer

##### Hohei
- Hoheisel, Guido (1894–1968), deutscher Mathematiker
- Hoheisel, Horst (* 1944), deutscher bildender Künstler
- Hoheisel, Karl (1937–2011), deutscher Religionswissenschaftler
- Hoheisel, Karl-Heinz (1936–2018), deutscher Politiker (parteilos), MdHB
- Hoheisel, Klaus (1906–1998), deutscher Offizier
- Hoheisel, Konrad (1862–1930), österreichischer Postbeamter
- Hoheisel, Laurentius (1923–2008), deutscher Ordensgeistlicher, Abt der Beuroner Kongregation
- Hoheisel, Marie (1873–1947), österreichische Frauenrechtlerin
- Hoheisel, Tobias (* 1956), deutscher Bühnen- und Kostümbildner
- Hoheisel, Willy (1894–1982), deutscher Politiker (SPD), MdA

##### Hohen
- Hohen, Alexander von (1856–1914), russischer Architekt und Hochschullehrer

###### Hohena
- Hohenadel, Christian (* 1976), deutscher Rennfahrer
- Hohenadl, Frank (* 1972), deutscher Eishockeyspieler
- Hohenadl, Gustav (1816–1879), deutscher Richter und Politiker
- Hohenadl, Tom (* 1995), deutscher Triathlet
- Hohenau, Friedrich von (1857–1914), deutscher AdligerFriedrich von Hohenau (1857–1914)

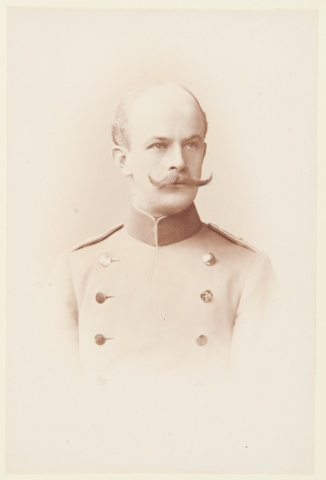
Friedrich von Hohenau (1857–1914)

- Hohenau, Wilhelm von (1854–1930), preußischer Generalleutnant
- Hohenau, Wilhelm von (1884–1957), deutscher Turnierreiter

###### Hohenb
- Hohenbaum van der Meer, Joseph Anton Franz (1718–1795), Schweizer Benediktiner und Historiker
- Hohenberch, Wortwin von, Adliger
- Hohenberg, Artur († 1938), österreichischer Produzent beim deutschen Film
- Hohenberg, Ernst (1904–1954), österreichisches NS-Opfer, Mitglied der österreichischen Heimwehr, Abkömmling des Hauses Habsburg
- Hohenberg, Fritz (1907–1987), österreichischer Mathematiker
- Hohenberg, Georg (1929–2019), österreichischer Diplomat
- Hohenberg, Karl (1862–1950), österreichischer Politiker (SdP), Abgeordneter zum Nationalrat
- Hohenberg, Marc (* 1985), deutscher Handballspieler
- Hohenberg, Maximilian (1902–1962), österreichischer Adeliger, Sohn des österreichischen Thronfolgers Franz FerdinandMaximilian Hohenberg (1902–1962)

Maximilian Hohenberg (1902–1962)

- Hohenberg, Pierre (1934–2017), US-amerikanischer theoretischer Physiker
- Hohenberger, Erich (* 1948), österreichischer Politiker (SPÖ)
- Hohenberger, Franz (1867–1941), österreichischer Maler
- Höhenberger, Fritz (1911–2001), deutscher Politiker (CSU), MdL
- Höhenberger, Helmut (* 1931), deutscher Ringer
- Hohenberger, Herbert (* 1969), österreichischer Eishockeyspieler, -trainer und -funktionär
- Hohenberger, Johann Friedrich (1950–1991), deutscher Bauunternehmer
- Hohenberger, Karl (1900–1945), deutscher Jazz- und Unterhaltungsmusiker
- Hohenberger, Kurt (1908–1979), deutscher Trompeter und Bandleader
- Hohenberger, Lydia (1959–2011), deutsche Politikerin (AL), MdA
- Hohenberger, Martin (* 1977), österreichischer Eishockeyspieler und -trainer
- Höhenberger, Michael (1954–2023), deutscher Beamter und Ministerialdirigent in der Bayerischen Staatskanzlei
- Hohenberger, Werner (* 1948), deutscher Chirurg
- Hohenbleicher, Rudolf (* 1869), deutscher Verwaltungsjurist und Bezirksoberamtmann
- Hohenborn, Adolf Wild von (1860–1925), preußischer General der Infanterie sowie KriegsministerAdolf Wild von Hohenborn (1860–1925)

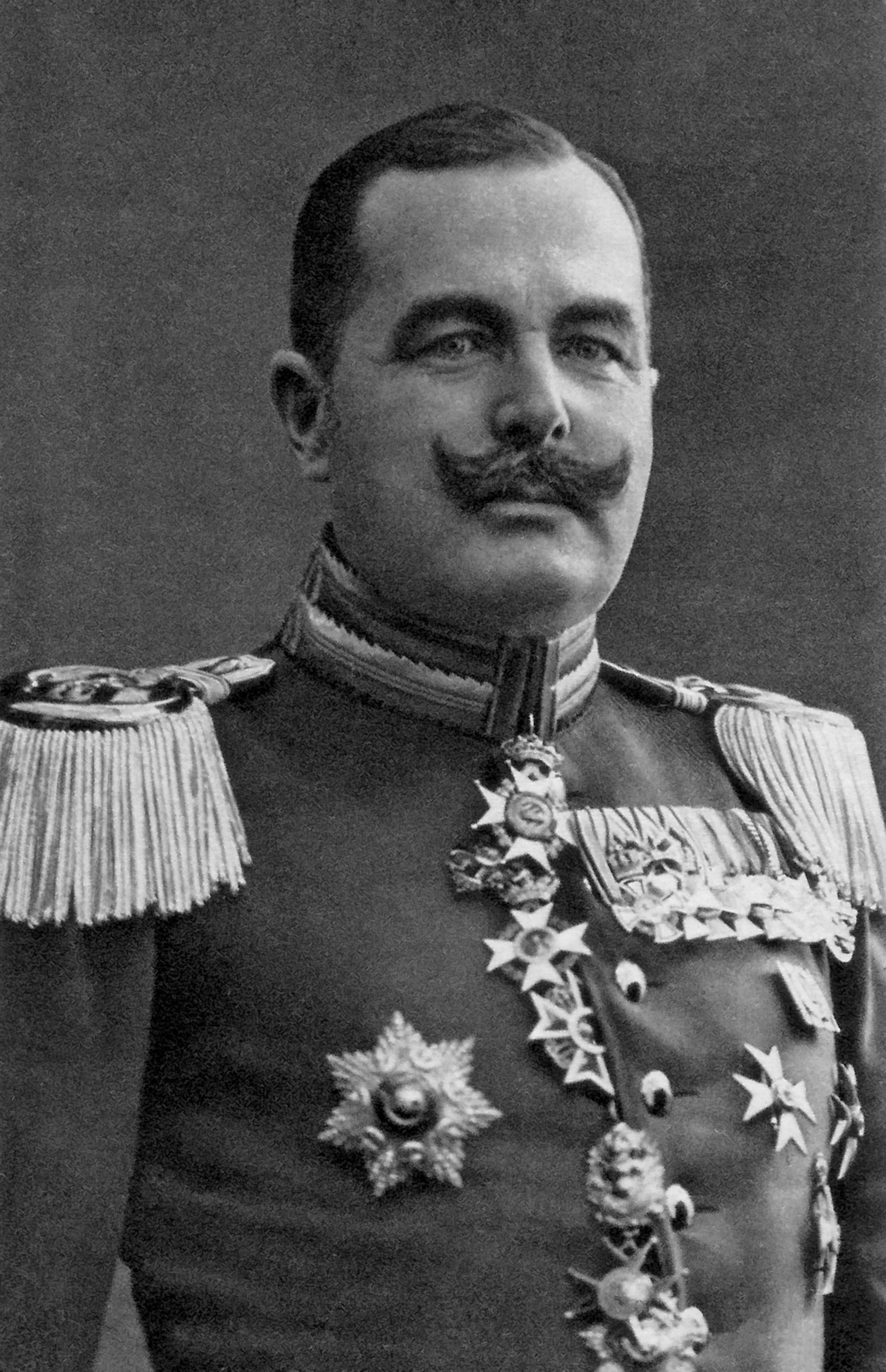
Adolf Wild von Hohenborn (1860–1925)

- Hohenbruck, Priska von (1845–1924), österreichische Frauenrechtlerin
- Hohenbüchler, Christine (* 1964), österreichische Künstlerin und Hochschullehrerin
- Hohenbüchler, Irene (* 1964), österreichische Malerin und Bildhauerin
- Hohenbühel, Adalbert Heuffler von Rasen und (1631–1696), salzburgischer römisch-katholischer Geistlicher
- Hohenbühel, Friedrich von (1917–1997), österreichischer Diplomat
- Hohenbühel, Ludwig Heufler von (1817–1885), österreichischer Beamter, Lokalhistoriker, Schriftsteller und Botaniker

###### Hohend
- Hohendahl, Peter Uwe (* 1936), deutsch-amerikanischer Kultur- und Literaturwissenschaftler
- Hohendorf, Gerrit (1963–2021), deutscher Psychiater und Medizinhistoriker
- Hohendorf, Wolfgang Albrecht von (1709–1770), preußischer Oberst
- Hohendorff, Friedrich Christian von († 1750), preußischer Landrat

###### Hohene
- Hoheneck, Anselm Franz von († 1704), deutscher Freiherr, Domscholaster und Generalvikar im Erzbistum Mainz
- Hoheneck, Johann Adam von († 1731), deutscher Freiherr, Domdekan in Worms, Stiftsherr in Würzburg
- Hoheneck, Johann Franz Jakob Anton von (1686–1758), deutscher Domdekan in Mainz und Domherr im Fürstbistum Worms
- Hoheneck, Johann Georg Adam von (1669–1754), oberösterreichischer Genealoge, Historiker und Politiker
- Hoheneck, Philipp Karl von (1735–1808), Domkantor in Mainz und kurfürstlicher Geheimer Rat
- Hoheneder, Niklas (* 1986), österreichischer Fußballspieler
- Hoheneder, Till (* 1965), deutscher Comedian und Musiker
- Hohenegger, Johann (* 1946), österreichischer Paläontologe
- Hohenegger, Ludwig (1807–1864), deutscher Geologe und Montanist
- Hohenegger, Maria Ancilla (* 1954), italienische Ordensfrau (Benediktinerin) und Äbtissin des Klosters Säben
- Hohenegger, Simon (1898–1990), deutscher Maler
- Hohenems, Ferdinand Karl von (1650–1686), Graf aus dem Adelsgeschlecht Hohenems-Vaduz
- Hohenems, Franz Karl Anton von (1650–1713), Graf aus dem Adelsgeschlecht der Herren von Ems
- Hohenems, Franz Rudolph von (1686–1756), kaiserlich-österreichischer Feldmarschall und General der Kavallerie
- Hohenems, Franz Wilhelm I. von (1628–1662), Graf aus dem Adelsgeschlecht Hohenems-Vaduz
- Hohenems, Franz Wilhelm II. von (1654–1691), Graf
- Hohenems, Jakob Hannibal I. von (1530–1587), Graf aus dem Adelsgeschlecht Hohenems
- Hohenems, Jakob Hannibal II. von (1595–1646), Graf aus dem Adelsgeschlecht Hohenems
- Hohenems, Jakob Hannibal III. von (1653–1730), Graf aus dem Adelsgeschlecht Hohenems-Vaduz
- Hohenems, Karl Friedrich von (1622–1675), Graf aus dem Adelsgeschlecht Hohenems-Vaduz
- Hohenems, Kaspar von (1573–1640), Reichsgraf
- Hohenems, Markus Sittikus von (1533–1595), Bischof von Konstanz, Kardinal
- Hohenems, Markus Sittikus von (1574–1619), Fürsterzbischof des Fürsterzbistums Salzburg (1612–1619)Markus Sittikus von Hohenems (1574–1619)

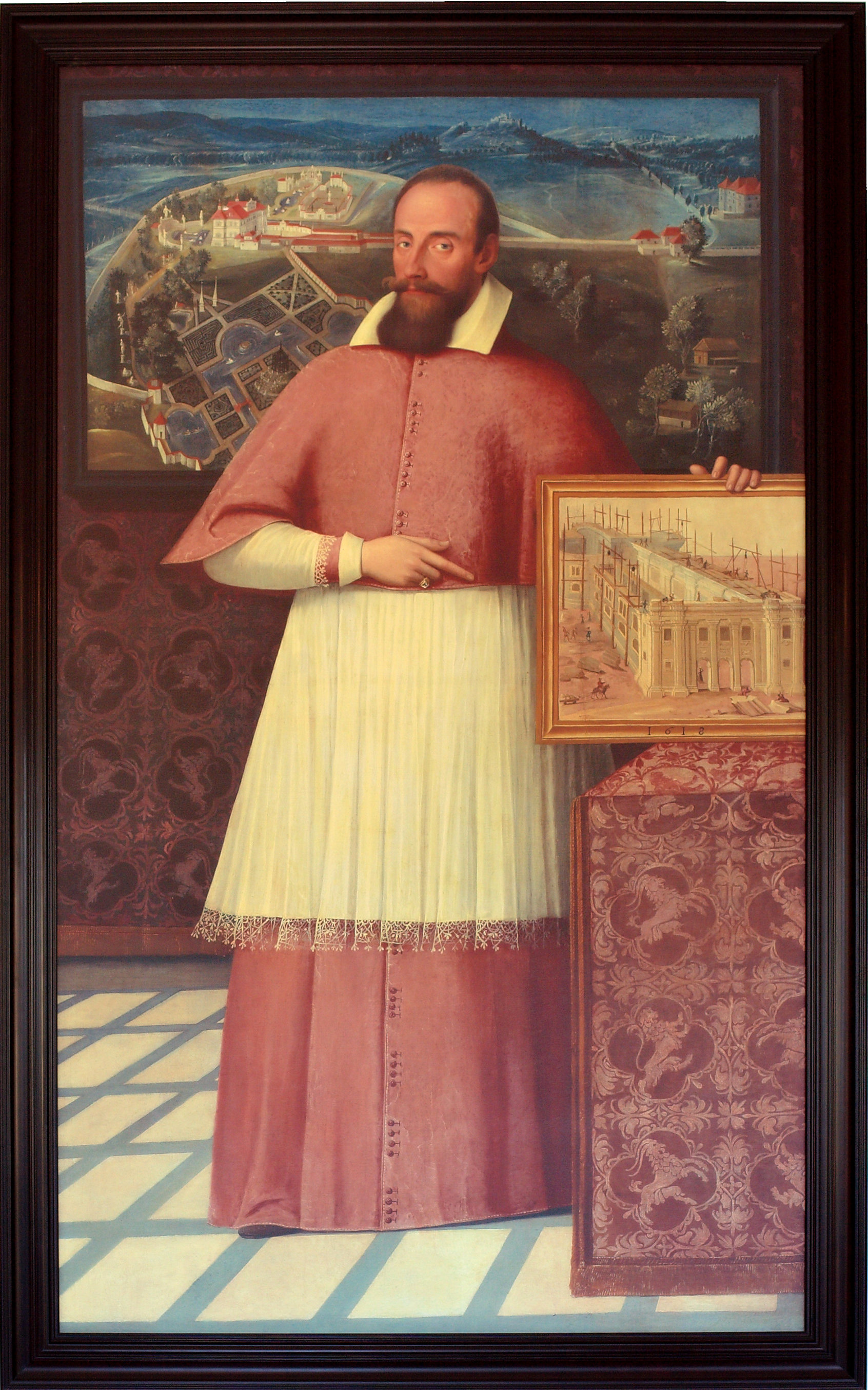
Markus Sittikus von Hohenems (1574–1619)

- Hohenems, Wolf Dietrich von (1508–1538), Graf aus dem Adelsgeschlecht Hohenems
- Hohenemser, Ernst (1870–1940), deutscher Aphoristiker
- Hohenemser, Henri (1946–2014), deutscher Theaterregisseur, Schauspieler und Bildender Künstler
- Hohenemser, Ida (1866–1920), deutsche Montessoripädagogin und Philanthropin
- Hohenemser, Kurt (1906–2001), deutschamerikanischer Luftfahrtingenieur und Hubschrauberpionier
- Hohenemser, Paul (1869–1932), deutscher Historiker und Bibliothekar
- Hohenemser, Richard (1870–1942), deutscher Musikwissenschaftler
- Höhener, Hans (* 1947), Schweizer Politiker
- Höhener, Johannes (1834–1901), Schweizer Textilunternehmer, Gemeindepräsident und Kantonsrat
- Höhener, Martin (* 1980), Schweizer Eishockeyspieler
- Höhener, Stefan (* 1980), Schweizer Rodler
- Hohenester, Albert (* 1902), deutscher Offizier, Maler und Illustrator
- Hohenester, Amalie (1827–1878), deutsche WunderheilerinAmalie Hohenester (1827–1878)

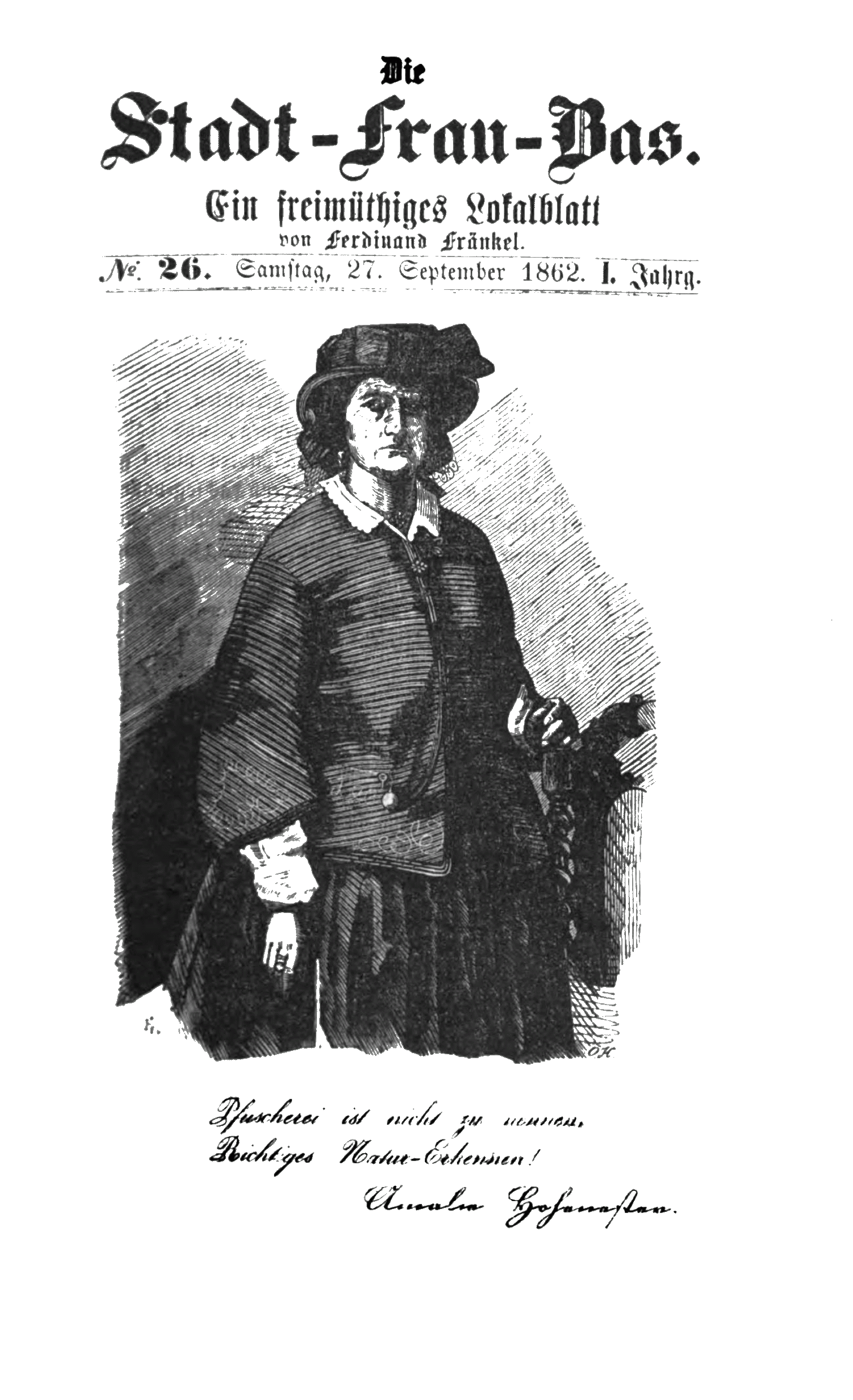
Amalie Hohenester (1827–1878)

- Hohenester, Hans (1900–1962), deutscher Verleger und Vorsitzender des Bund Naturschutz Bayern (NS-Zeit)
- Hohenester, Hans (1917–2001), deutscher Bobfahrer und Sportfunktionär

###### Hohenf
- Hohenfeld, Achatius von (1610–1672), Nassau-Diezer Militär und Beamter, kurtrierischer Oberamtmann im Amt Camberg und Reichspfennigmeister
- Hohenfeld, Franz Carl Friedrich von (1696–1757), katholischer Priester, Domdekan und fürstbischöflicher Statthalter in Worms
- Hohenfeld, Otto Philipp von (1733–1799), österreichischer Feldzeugmeister
- Hohenfellner, Markus (* 1958), österreichischer Urologe
- Hohenfellner, Rudolf (* 1928), österreichischer Urologe
- Hohenfels-Berger, Stella von (1857–1920), österreichische Schauspielerin

###### Hoheng
- Hohengarten, André (* 1939), luxemburgischer Eisenbahnbeamter und Lokalhistoriker
- Hohengeroldseck, Elisabeth von († 1540), Äbtissin des Damenstifts Buchau

###### Hohenh
- Hohenhau, Rolf von (* 1944), deutscher Verbandsfunktionär und Unternehmer
- Hohenhausen, Elise von (1789–1857), deutsche Schriftstellerin und Übersetzerin
- Hohenhausen, Elise von (1812–1899), deutsche Salonière
- Hohenhausen, Leonhard von (1788–1872), bayerischer General der Kavallerie und Kriegsminister
- Hohenhausen, Sylvester Joseph von (1735–1814), kurpfälzisch-bayerischer Generalmajor und Altertumsforscher
- Hohenhausen, Sylvius von (1743–1822), preußischer Steuerrat, Kriegs- und Domänenrat
- Hohenheim, Franziska von (1748–1811), morganatische zweite Ehefrau Herzog Carl Eugens von Württemberg
- Hohenholtz, Johann Ernst (1690–1767), deutscher evangelisch-lutherischer Pastor und Superintendent
- Hohenhövel, Nils (* 1995), deutscher Schauspieler

###### Hohenl
- Hohenlandenberg, Hugo von (1457–1532), Bischof von Konstanz
- Hohenleiter, Xaver (1788–1819), deutscher RäuberXaver Hohenleiter (1788–1819)

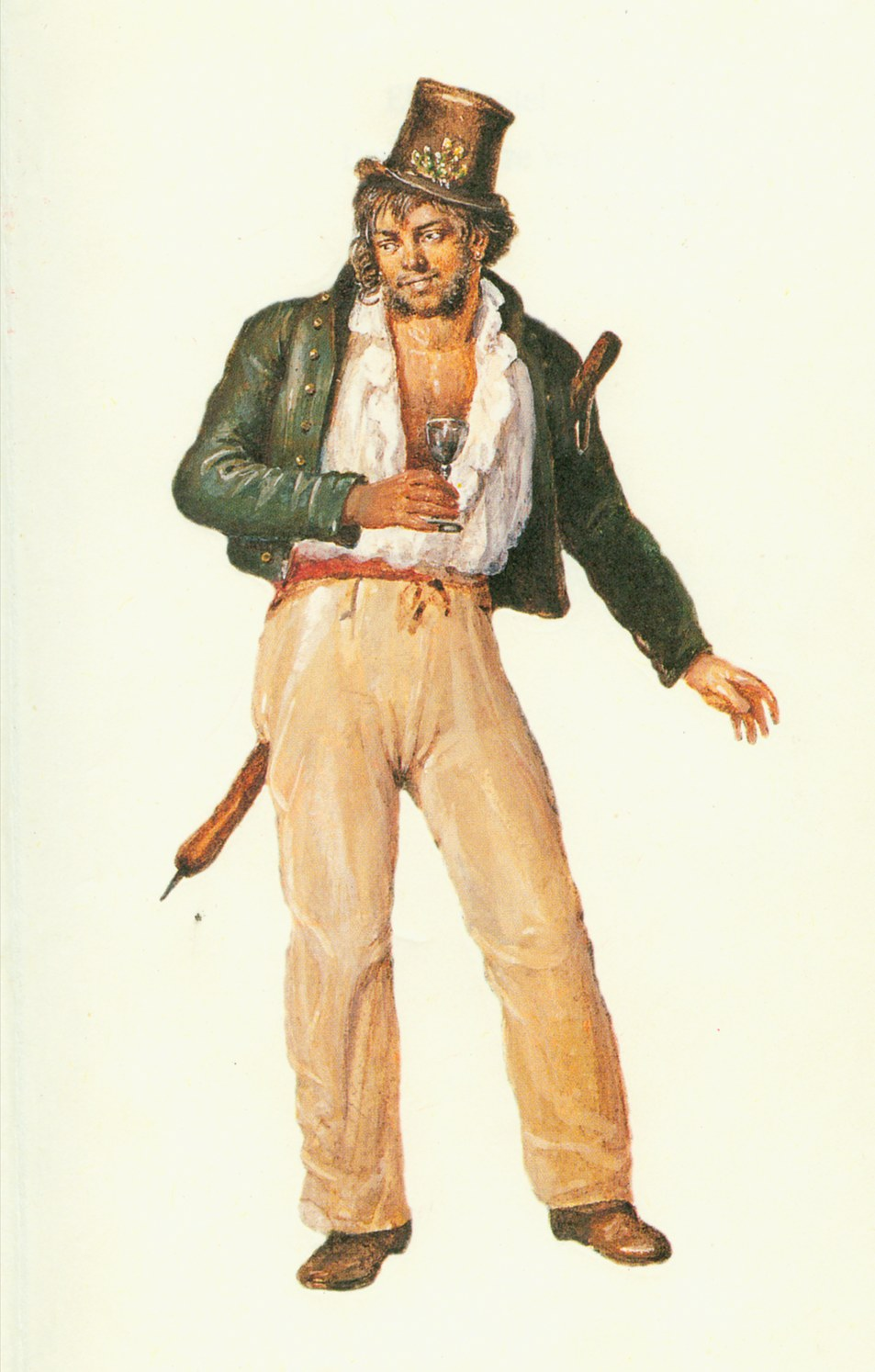
Xaver Hohenleiter (1788–1819)

- Höhenleitner, Christoph (* 1983), deutscher Eishockeyspieler
- Hohenleitner, Helene, deutsche Opernsängerin (Sopran)
- Hohenleitner, Sepp (* 1931), deutscher Skispringer
- Hohenlohe, Diana zu (* 1970), deutsche Rechtswissenschaftlerin
- Hohenlohe, Friedrich I. von († 1352), Bischof von Bamberg
- Hohenlohe, Georg von († 1423), Fürstbischof im Bistum Passau und von 1418 bis 1423 Administrator des Erzbistums Gran (1390–1423)
- Hohenlohe, Gottfried III. von († 1322), Bischof von Würzburg
- Hohenlohe, Gottfried von (1265–1309), Hochmeister des Deutschen Ordens
- Hohenlohe, Hubertus von (* 1959), Liechtensteiner Musiker und Fotograf, mexikanischer SkirennläuferHubertus von Hohenlohe (* 1959)

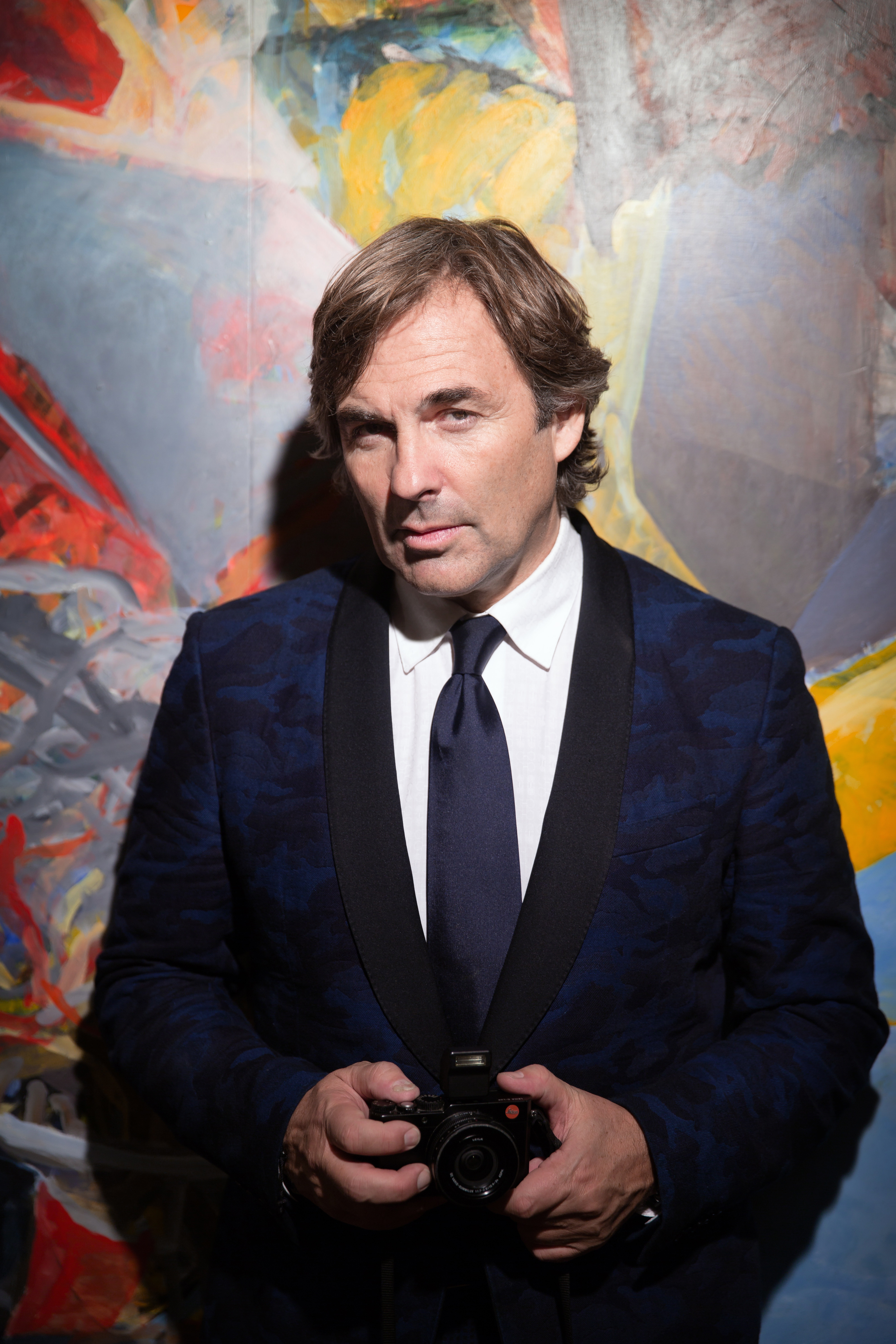
Hubertus von Hohenlohe (* 1959)

- Hohenlohe, Karl (* 1960), österreichischer Journalist, Kolumnist, Moderator, Drehbuchautor und Gault-Millau-Österreich-Herausgeber
- Hohenlohe, Martina (* 1972), österreichische Journalistin und Sachbuchautorin
- Hohenlohe, Teresa (1964–2007), österreichische Galeristin
- Hohenlohe, Wolfgang II. von (1546–1610), Alchemist und Graf in Weikersheim
- Hohenlohe-Bartenstein, Johannes zu (1863–1921), deutscher Fürst
- Hohenlohe-Bartenstein, Karl Philipp Franz zu (1702–1763), deutscher Reichsfürst aus dem Adelsgeschlecht Bartenstein
- Hohenlohe-Bartenstein, Karl zu (1837–1877), deutscher Fürst
- Hohenlohe-Bartenstein, Philipp Karl zu (1668–1729), deutscher Reichsgraf
- Hohenlohe-Ingelfingen, Adolf zu (1797–1873), deutscher Militär und Politiker
- Hohenlohe-Ingelfingen, Carl zu (1820–1890), deutscher Beamter und Politiker, MdR
- Hohenlohe-Ingelfingen, Friedrich Karl Wilhelm von (1752–1815), kaiserlicher Feldmarschall-Leutnant, Ritter des Maria Theresien-Ordens, Fürst von Hohenlohe-Ingelfingen
- Hohenlohe-Ingelfingen, Friedrich Wilhelm zu (1826–1895), preußischer General der Kavallerie und Erbherr auf Koschentin
- Hohenlohe-Ingelfingen, Georg Friedrich Heinrich von (1757–1803), preußischer Generalmajor, Chef des Infanterieregiments Nr. 31
- Hohenlohe-Ingelfingen, Karl Gottfried zu (1879–1960), deutscher Rittergutsbesitzer, Standesherr und Parlamentarier
- Hohenlohe-Ingelfingen, Kraft zu (1827–1892), preußischer General der Artillerie, Militärschriftsteller
- Hohenlohe-Jagstberg, Albert zu (1842–1898), Standesherr des Königreichs Württemberg
- Hohenlohe-Jagstberg, Karl zu (1766–1838), deutscher Fürst
- Hohenlohe-Jagstberg, Ludwig zu (1802–1850), deutscher Fürst
- Hohenlohe-Kirchberg, Christian Friedrich Karl zu (1729–1819), deutscher Erbreichsmarschall und Politiker
- Hohenlohe-Kirchberg, Christiane Louise zu (1754–1815), deutsche Porträtmalerin und Kunstsammlerin
- Hohenlohe-Kirchberg, Friedrich Eberhard zu (1737–1804), württembergischer Oberstleutnant
- Hohenlohe-Kirchberg, Friedrich Karl zu (1751–1791), Offizier und Maler
- Hohenlohe-Kirchberg, Friedrich Wilhelm zu (1732–1796), österreichischer Feldzeugmeister
- Hohenlohe-Kirchberg, Georg Ludwig Moritz zu (1786–1836), deutscher Standesherr
- Hohenlohe-Kirchberg, Heinrich zu (1788–1859), württembergischer Generalleutnant
- Hohenlohe-Kirchberg, Karl August zu (1707–1767), deutscher Fürst und Politiker
- Hohenlohe-Kirchberg, Karl Friedrich Ludwig zu (1780–1861), württembergischer Standesherr
- Hohenlohe-Langenburg, Alfonso zu (1924–2003), spanisches Mitglied des internationalen Jet-Sets
- Hohenlohe-Langenburg, Constantin Prinz zu (1893–1973), deutscher Maler, Denkmalpfleger und Museumsleiter
- Hohenlohe-Langenburg, Elise zu (1864–1929), Fürstin Reuß jüngerer Linie
- Hohenlohe-Langenburg, Ernst I. zu (1794–1860), Fürst von Hohenlohe-Langenburg
- Hohenlohe-Langenburg, Ernst II. zu (1863–1950), Regent des Herzogtums Sachsen-Coburg-Gotha, MdR
- Hohenlohe-Langenburg, Feodora zu (1839–1872), Herzogin von Sachsen-MeiningenFeodora zu Hohenlohe-Langenburg (1839–1872)

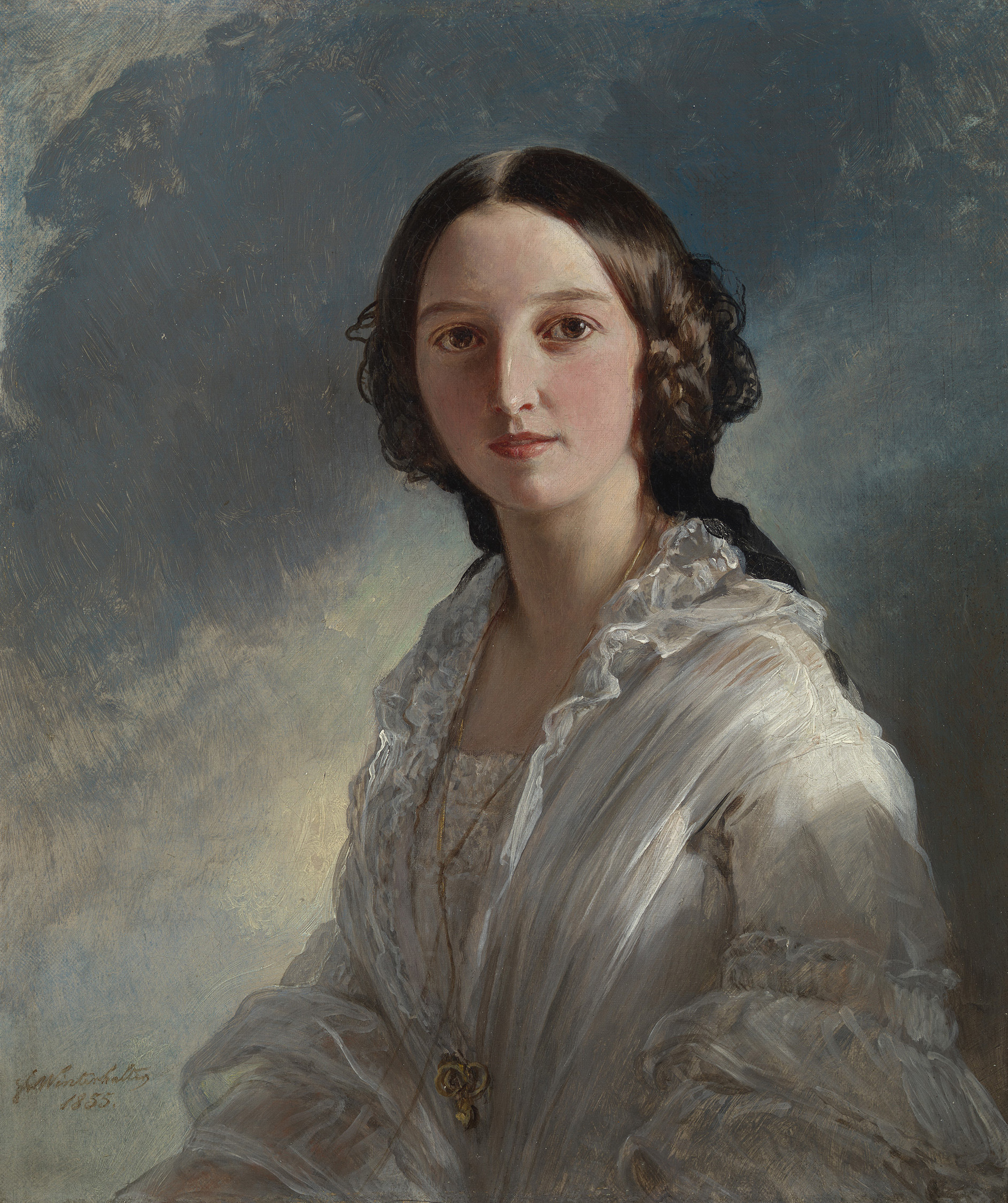
Feodora zu Hohenlohe-Langenburg (1839–1872)

- Hohenlohe-Langenburg, Gottfried zu (1860–1933), böhmischer Magnat
- Hohenlohe-Langenburg, Gottfried zu (1897–1960), Chef des Hauses Hohenlohe-Langenburg
- Hohenlohe-Langenburg, Gustav Heinrich zu (1806–1861), österreichischer Feldmarschallleutnant
- Hohenlohe-Langenburg, Helene zu (1807–1880), Prinzessin
- Hohenlohe-Langenburg, Hermann zu (1832–1913), deutscher Adliger und Politiker, MdR
- Hohenlohe-Langenburg, Johanna Sophie zu (1673–1743), deutsche Adlige und durch Heirat Gräfin zu Schaumburg-Lippe
- Hohenlohe-Langenburg, Karl Gustav Wilhelm zu (1777–1866), österreichischer Feldzeugmeister
- Hohenlohe-Langenburg, Karl zu (1829–1907), Fürst zu Hohenlohe-Langenburg
- Hohenlohe-Langenburg, Kraft zu (1935–2004), deutscher Adelsnachkomme, Chef des Hauses Hohenlohe-Langenburg
- Hohenlohe-Langenburg, Louise Eleonore zu (1763–1837), Herzogin von Sachsen-Meiningen
- Hohenlohe-Langenburg, Ludwig zu (1823–1866), österreichischer Oberst

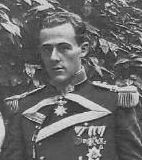
Max Egon zu Hohenlohe-Langenburg (1897–1968)

- Hohenlohe-Langenburg, Max Egon zu (1897–1968), AdligerMax Egon zu Hohenlohe-Langenburg (1897–1968)
- Hohenlohe-Langenburg, Max Karl zu (1901–1943), österreichisch-deutscher Künstler und Publizist
- Hohenlohe-Langenburg, Philipp zu (* 1970), deutscher Chef des Hauses Hohenlohe-Langenburg
- Hohenlohe-Langenburg, Victoria Elisabeth Prinzessin zu (* 1997), deutsch-spanische Adlige
- Hohenlohe-Langenburg, Viktor zu (1833–1891), britischer Admiral, Bildhauer, Künstler und Aquarellmaler
- Hohenlohe-Neuenstein, Eleonore Klara von (1632–1709), Gräfin von Nassau-Saarbrücken
- Hohenlohe-Oehringen, August zu (1784–1853), deutscher Standesherr
- Hohenlohe-Oehringen, Christian Kraft zu (1848–1926), deutscher Standesherr, Unternehmer und Politiker, MdR
- Hohenlohe-Oehringen, Felix zu (1818–1900), württembergischer Oberst
- Hohenlohe-Oehringen, Friedrich zu (1812–1892), württembergischer Politiker und Generalmajor
- Hohenlohe-Oehringen, Hugo Prinz zu (1864–1928), deutscher Verwaltungsbeamter und Finanzinvestor
- Hohenlohe-Oehringen, Hugo zu (1816–1897), deutscher General und Politiker, MdR
- Hohenlohe-Oehringen, Kraft-Alexander zu (1925–2006), deutscher Schauspieler und Theaterintendant
- Hohenlohe-Oehringen, Mathilde zu (1814–1888), Fürstin von Schwarzburg-Sondershausen
- Hohenlohe-Oehringen, Max zu (1860–1922), preußischer Generalmajor

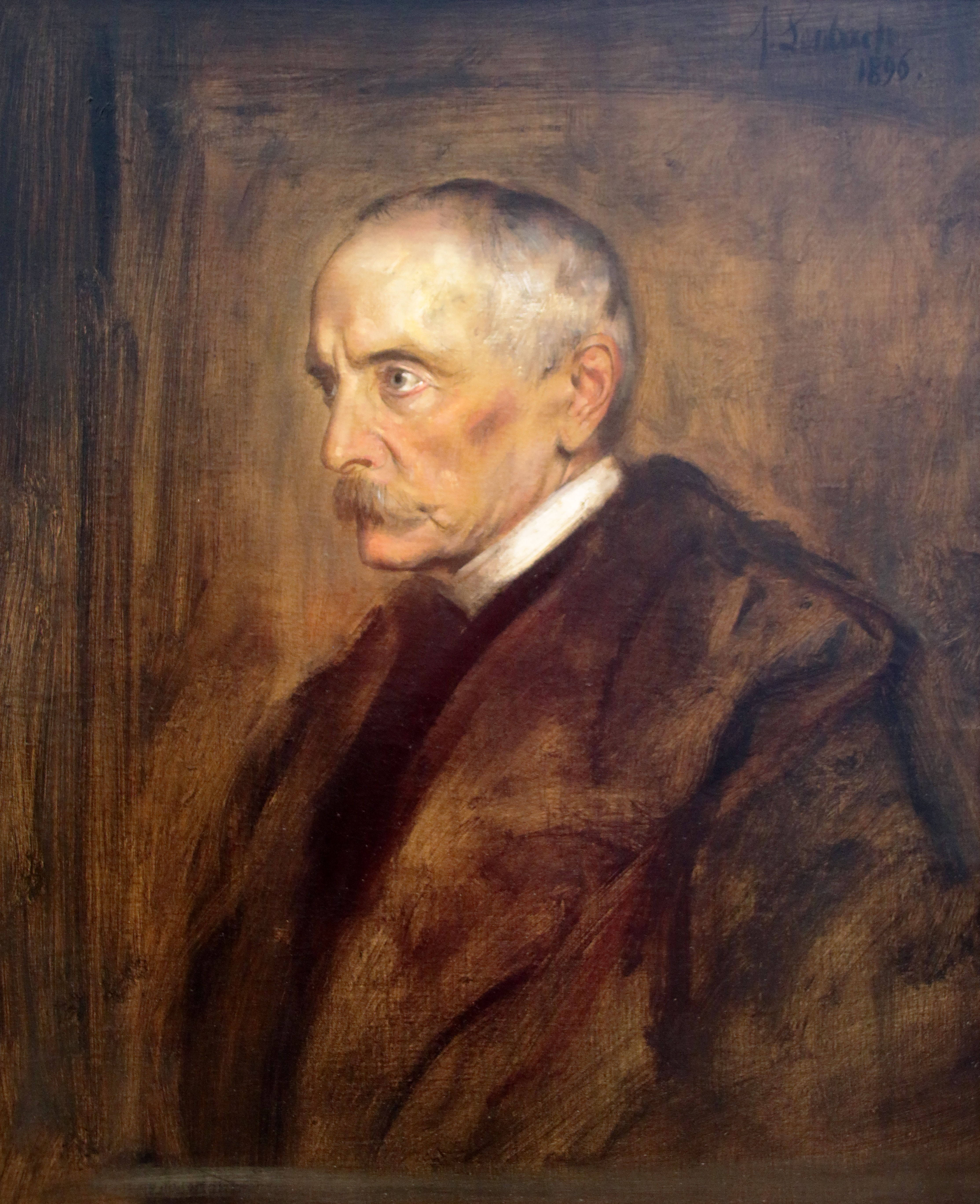
Chlodwig zu Hohenlohe-Schillingsfürst (1819–1901)

- Hohenlohe-Schillingsfürst, Alexander zu (1862–1924), deutscher Diplomat, Publizist und Politiker, MdR
- Hohenlohe-Schillingsfürst, Chlodwig zu (1819–1901), deutscher Politiker (LRP), MdRChlodwig zu Hohenlohe-Schillingsfürst (1819–1901)
- Hohenlohe-Schillingsfürst, Franz Josef zu (1894–1970), deutscher Genealoge
- Hohenlohe-Schillingsfürst, Franz Joseph zu (1787–1841), deutscher Standesherr
- Hohenlohe-Schillingsfürst, Gottfried zu (1867–1932), österreichischer Militär, General und Diplomat
- Hohenlohe-Schillingsfürst, Gustav Adolf zu (1823–1896), deutscher Kardinalbischof
- Hohenlohe-Schillingsfürst, Konrad zu (1863–1918), österreichischer Politiker
- Hohenlohe-Schillingsfürst, Konstantin zu (1828–1896), österreichischer Obersthofmeister und General
- Hohenlohe-Schillingsfürst, Marie zu (1837–1920), österreichische Adlige und Mäzenin
- Hohenlohe-Schillingsfürst, Moritz zu (1862–1940), deutscher Staatsmann
- Hohenlohe-Schillingsfürst, Philipp Ernst zu (1853–1915), deutscher Staatsmann
- Hohenlohe-Schillingsfürst, Philipp zu (1864–1942), österreichischer Benediktiner, Professor für Kirchenrecht
- Hohenlohe-Waldenburg, Therese zu (1869–1927), deutsche Adlige; Förderin der landwirtschaftlichen Hausfrauenvereine in Württemberg
- Hohenlohe-Waldenburg-Bartenstein, Joseph Christian Franz zu (1740–1817), Fürstbischof von Breslau
- Hohenlohe-Waldenburg-Bartenstein, Karl August zu (1788–1844), württembergischer Standesherr und Offizier
- Hohenlohe-Waldenburg-Bartenstein, Ludwig Leopold zu (1731–1799), deutscher Reichsfürst und Kunstmäzen

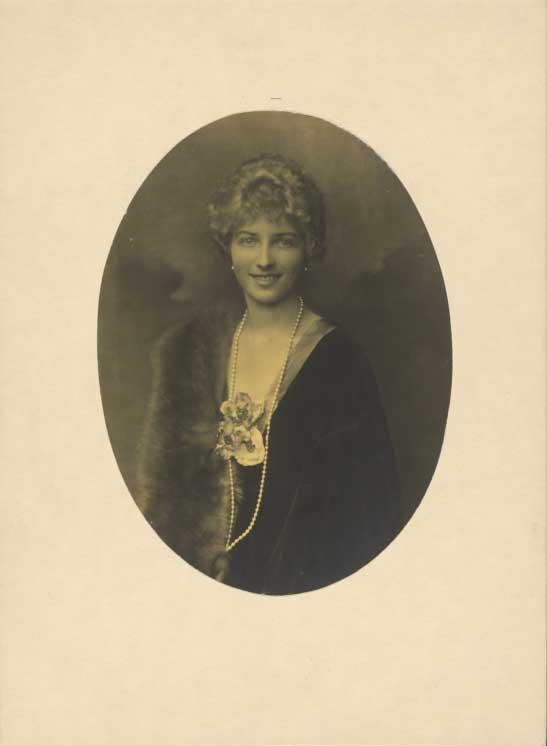
Franziska zu Hohenlohe-Waldenburg-Schillingsfürst (1897–1989)

- Hohenlohe-Waldenburg-Schillingsfürst, Franz Karl Joseph zu (1745–1819), Weihbischof und Bischof von Augsburg
- Hohenlohe-Waldenburg-Schillingsfürst, Franziska zu (1897–1989), deutsche Adelige, Prinzessin zu Hohenlohe-Waldenburg-Schillingsfürst (bis 1918)Franziska zu Hohenlohe-Waldenburg-Schillingsfürst (1897–1989)
- Hohenlohe-Waldenburg-Schillingsfürst, Friedrich Franz zu (1879–1958), österreichisch-ungarischer Adeliger und Militärattaché
- Hohenlohe-Waldenburg-Schillingsfürst, Friedrich Karl I. zu (1814–1884), Fürst der Standesherrschaft Hohenlohe-Waldenburg-Schillingsfürst, Heraldiker und Sphragistiker
- Hohenlohe-Waldenburg-Schillingsfürst, Friedrich Karl III. zu (1908–1982), deutscher Adliger
- Hohenlohe-Waldenburg-Schillingsfürst, Friedrich Karl zu (1846–1924), deutscher Adliger und Standesherr
- Hohenlohe-Waldenburg-Schillingsfürst, Nikolaus zu (1841–1886), deutscher Adliger und Standesherr
- Hohenlohe-Waldenburg-Schillingsfürst, Stéphanie zu (1891–1972), ungarische Adlige, Spionin im Dienste der Nationalsozialisten

###### Hohenn
- Hohenner, Heinrich (1874–1966), deutscher Geodät und Hochschullehrer für Geodäsie
- Hohenner, Richard (1896–1981), deutscher Verwaltungsbeamter und Kommunalpolitiker

###### Hohenr
- Hohenrechberg, Franz von († 1452), Abt von Einsiedeln (1447–1452)
- Hohenrechberg, Konrad III. von († 1526), Abt von Einsiedeln
- Höhenrieder, Margarita (* 1956), deutsche Pianistin und Professorin
- Hohenrodeck, Rosula Röder von († 1544), Äbtissin von Lichtenthal

###### Hohens
- Hohensax, Johann Philipp von (1550–1596), Schweizer Adliger, Freiherr und Oberst
- Hohensax, Rudolf III. von, Abt von Einsiedeln (1438–1447)
- Hohenschild, Auguste (1851–1938), deutsche Konzertsängerin und Gesangspädagogin
- Hohenschildin, Eva (1584–1620), deutsches Hexenprozess-Opfer
- Hohenschutz, Friedrich (1796–1856), preußischer Kreisdeputierter, Rittergutsbesitzer und Landrat
- Hohenschwert, Friedrich (1921–2003), deutscher Prähistoriker
- Hohensee, Thomas (* 1955), deutscher Autor und Coach für Persönlichkeitsentwicklung
- Hohensee, Wolfgang (1927–2018), deutscher Komponist
- Hohensinner, Karl (* 1967), österreichischer Germanist, Historiker, Heimatforscher und Lokalpolitiker
- Hohensinner, Kurt (* 1978), österreichischer Behindertenpädagoge und Politiker (ÖVP)Kurt Hohensinner (* 1978)

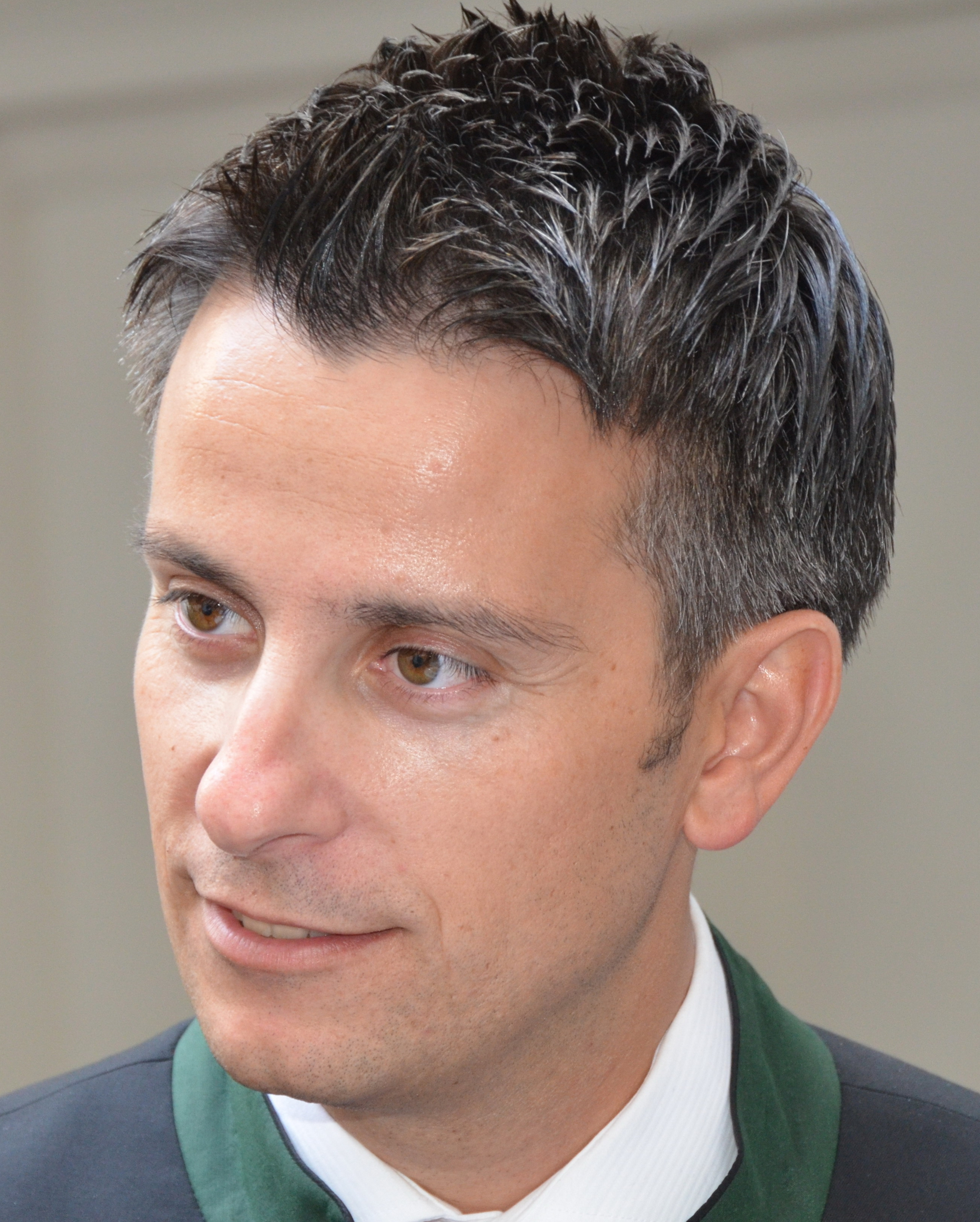
Kurt Hohensinner (* 1978)

- Hohenstatter, Ernst (1883–1954), deutscher Journalist und Schriftsteller
- Höhensteiger, Petrus (* 1963), deutscher Ordensgeistlicher, Abt der Benediktinerabtei Schäftlarn
- Hohenstein, Adolf (1881–1937), deutscher Polizeipräsident
- Hohenstein, Adolfo (1854–1928), deutscher Maler, Illustrator, Bühnenbildner und Kostümdesigner
- Hohenstein, Lily (1896–1984), deutsche Schriftstellerin
- Hohenstein, Viktor (1888–1974), deutscher Paläontologe und Geologe
- Hohenstein, Werner Breder von († 1531), adeliger Benediktiner und Abt des Klosters Limburg
- Hohenstern, Victor Borosini von (1872–1968), deutsch-österreichischer Offizier und Diplomat
- Hohenstock, Karl August von (1723–1788), königlich preußischer Generalmajor, Chef des Husaren-Regiments Nr. 5

###### Hohent
- Hohenthal, Carl Ludwig August von (1769–1826), sächsischer Amtshauptmann und Rittergutsbesitzer
- Hohenthal, Karl Adolf von (1811–1875), sächsischer Diplomat und Politiker
- Hohenthal, Karl Friedrich Anton von (1803–1852), sächsischer Fideikommissherr und Mitglied der Ersten Kammer des Sächsischen Landtages
- Hohenthal, Louise Charlotte von (1808–1845), deutsche Philanthropin und Sozialreformerin
- Hohenthal, Moritz von (1840–1927), deutscher Rittergutsbesitzer und Parlamentarier
- Hohenthal, Peter Alfred von (1806–1860), sächsischer Standesherr und Kammerherr
- Hohenthal, Peter Carl von (1784–1856), königlich-sächsischer Geheimer Finanzrat, Kreishauptmann, Standesherr und Erb-, Lehn- und Gerichtsherr
- Hohenthal, Peter Carl Wilhelm von (1754–1825), Jurist und sächsischer Minister
- Hohenthal, Peter Friedrich von (1735–1819), kursächsischer Geheimer Rat, Konferenzminister, Reichstagsgesandter
- Hohenthal, Peter von (1726–1794), kursächsischer Kreishauptmann
- Hohenthal, Peter Wilhelm von (1799–1859), deutscher Jurist und Schriftsteller
- Hohenthal, Sebastian (* 1984), schwedischer Rennfahrer
- Hohenthal, Walburga von (1839–1929), britische Autorin
- Hohenthal, Wilhelm von (1853–1909), sächsischer Politiker

###### Hohenw
- Hohenwart, Franz von (1771–1844), österreichischer Verwaltungsbeamter und Naturforscher
- Hohenwart, Karl Sigmund von (1824–1899), österreichischer Staatsmann
- Hohenwart, Sigismund Anton von (1730–1820), Fürsterzbischof der Erzdiözese Wien
- Hohenwart, Sigismund Ernst von (1745–1825), österreichischer katholischer Geistlicher, Bischof von Linz
- Hohenwarter, Markus (* 1976), österreichischer Mathematiker

###### Hohenz
- Hohenzollern, Albrecht Prinz von (1898–1977), deutscher Violinist und Komponist
- Hohenzollern, Eitel Friedrich von (1582–1625), Bischof von Osnabrück
- Hohenzollern, Ferfried Prinz von (1943–2022), deutscher Rechtsanwalt und Tourenwagen-RennfahrerFerfried Prinz von Hohenzollern (1943–2022)

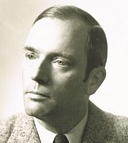
Ferfried Prinz von Hohenzollern (1943–2022)

- Hohenzollern, Friedrich von (1891–1965), Prinz von Hohenzollern, später Chef des Hauses
- Hohenzollern, Friedrich Wilhelm von (1924–2010), deutscher Industrieller, Oberhaupt des Hauses Hohenzollern
- Hohenzollern, Johann Georg von (1932–2016), deutscher Kunsthistoriker
- Hohenzollern, Josefa von (* 1974), deutsche Bürgermeisterin, Kreisrätin
- Hohenzollern, Karl Friedrich von (* 1952), deutscher Unternehmer, Chef des Hauses Hohenzollern-SigmaringenKarl Friedrich von Hohenzollern (* 1952)

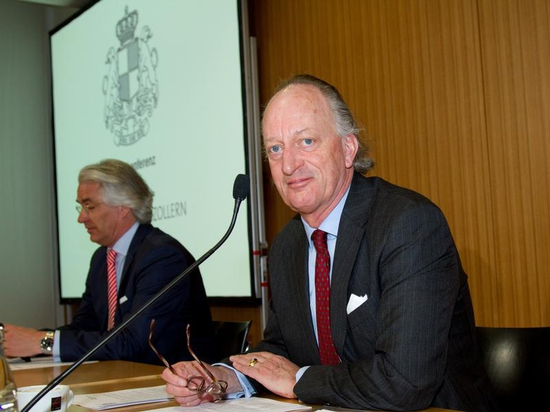
Karl Friedrich von Hohenzollern (* 1952)

- Hohenzollern, Wilhelm von (1864–1927), Fürst von Hohenzollern, preußischer General der Infanterie
- Hohenzollern-Berg, Franz Wilhelm von (1704–1737), Graf von Berg-s'Heerenberg
- Hohenzollern-Emden, Franz Joseph von (1891–1964), deutscher Adliger, Prinz von Hohenzollern
- Hohenzollern-Hechingen, Friedrich Franz Anton von (1790–1847), Prinz zu Hohenzollern-Hechingen, Burggraf zu Nürnberg sowie Generalfeldmarschallleutnant
- Hohenzollern-Hechingen, Hermann von (1777–1827), preußischer Generalmajor
- Hohenzollern-Hechingen, Joseph von (1776–1836), Fürstbischof von Ermland
- Hohenzollern-Hechingen, Karl von (1732–1803), Fürstbischof von Ermland
- Hohenzollern-Sigmaringen, Anton von (1841–1866), Sohn von Karl Anton Fürst zu Hohenzollern
- Hohenzollern-Sigmaringen, Ferdinand Leopold von (1692–1750), Domherr und Minister
- Hohenzollern-Sigmaringen, Franz Christoph Anton von (1699–1767), Domherr und Minister
- Hohenzollern-Sigmaringen, Maria Luise von (1845–1912), Prinzessin von Hohenzollern-Sigmaringen, Gräfin von Flandern
- Hohenzollern-Sigmaringen, Oswald von (1715–1765), Domherr in Köln

##### Hoher
- Höher, Alois (1862–1941), österreichischer Politiker (CS) sowie Fleischhauer, Gast- und Landwirt
- Höher, Christopher (* 1997), österreichischer Automobilrennfahrer
- Höher, Hans (* 1939), deutsches Original (Leipzig)
- Höher, Heinz (1938–2019), deutscher Fußballspieler und -trainerHeinz Höher (1938–2019)

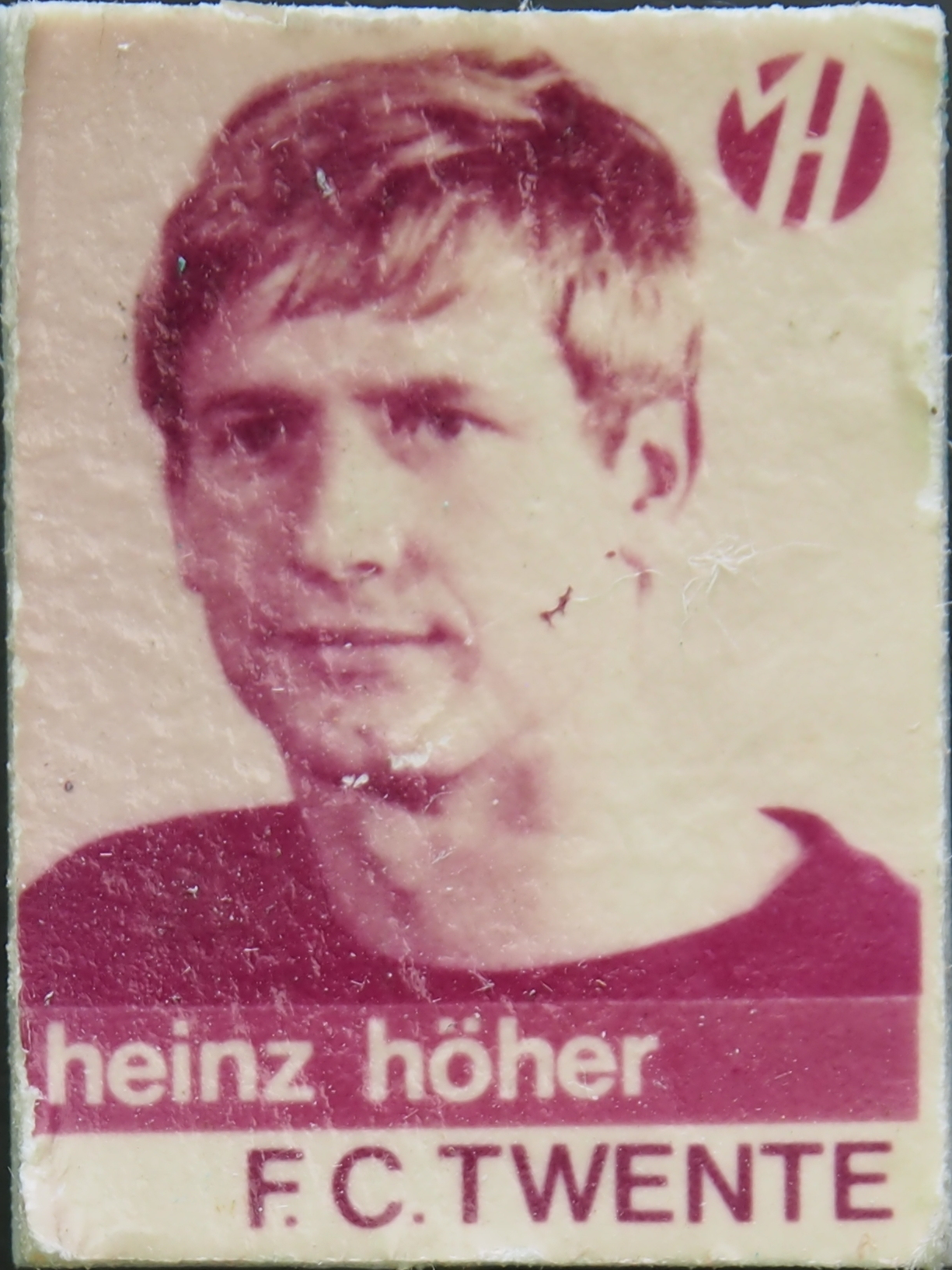
Heinz Höher (1938–2019)

- Hoher, Klaus (* 1968), deutscher Politiker (FDP), MdL
- Höher, Martin (* 1957), deutscher Kardiologe und Hochschullehrer
- Höher, Peter (* 1962), deutscher Ingenieur und Hochschullehrer
- Höher, Walter (1925–2015), deutscher Lehrer und Mundartdichter
- Höher, Wolfgang (1914–1959), deutscher Doppelagent
- Hohermann, Alice (1902–1943), polnische Malerin jüdischer Abstammung

#### Hohf
- Höhfeld, Volker (* 1940), deutscher Geograph

#### Hohk
- Hohkamp, Michaela (* 1958), deutsche Historikerin

#### Hohl
- Hohl, Alfred (1930–2004), Schweizer Diplomat
- Höhl, André (* 1967), deutscher Tänzer, Kabarettist und Schauspieler
- Hohl, Andrea (* 1975), deutsche Basketballspielerin
- Hohl, Anton Friedrich (1789–1862), deutscher Arzt
- Hohl, Arthur (1889–1964), US-amerikanischer Theater- und Filmschauspieler
- Hohl, Arturo, uruguayischer Fußballspieler
- Hohl, Astrid (* 1951), deutsch-britische Ruderin
- Höhl, Claudia (* 1959), deutsche Kunsthistorikerin und Museumskuratorin
- Hohl, Emil (1958–2019), schweizerischer Erfinder und Unternehmer
- Hohl, Ernst (1886–1957), deutscher Althistoriker
- Höhl, Gudrun (1918–2009), deutsche Geographin
- Höhl, Hans Leopold (1910–1995), deutscher Kaufmann
- Hohl, Hans Ueli (1929–2020), Schweizer Kaufmann, Kantonsrat und Regierungsrat
- Hohl, Heinrich (1900–1968), deutscher Landwirt und Politiker (CNBL, CDU), MdB
- Hohl, Jennifer (* 1986), Schweizer Radrennfahrerin
- Hohl, Johann Jakob (1809–1859), Schweizer Gemeindepräsident, Kantonsrat und Gründer der Ausserrhoder Assekuranz
- Hohl, Johann Jakob (1834–1913), Schweizer Gemeindepräsident, Kantonsrat, Regierungsrat und Ständerat
- Hohl, Johann Ulrich (1833–1890), Schweizer Unternehmer und Konsul
- Hohl, Johannes (1813–1878), Schweizer Kantonspolizeidirektor, Kantonsrat, Landammann, Nationalrat und Ständerat
- Hohl, Julius Robert (1835–1916), Schweizer Textilunternehmer, Gemeindepräsident, Kantonsrat und Regierungsrat
- Hohl, Jürgen (* 1944), deutscher oberschwäbischer Heimatkundler und Restaurator
- Hohl, Karl von (1825–1899), deutscher Jurist und Politiker
- Hohl, Ludwig (1904–1980), Schweizer Schriftsteller
- Höhl, Martha (1930–2018), deutsche Bibliothekarin und Bibliotheksdirektorin
- Hohl, Michael (* 1959), deutscher Jurist und Politiker (CSU)
- Hohl, Michael K. (* 1946), Schweizer Gynäkologe und Hochschullehrer
- Hohl, Peter (* 1941), deutscher Schriftsteller, Publizist und VerlegerPeter Hohl (* 1941)

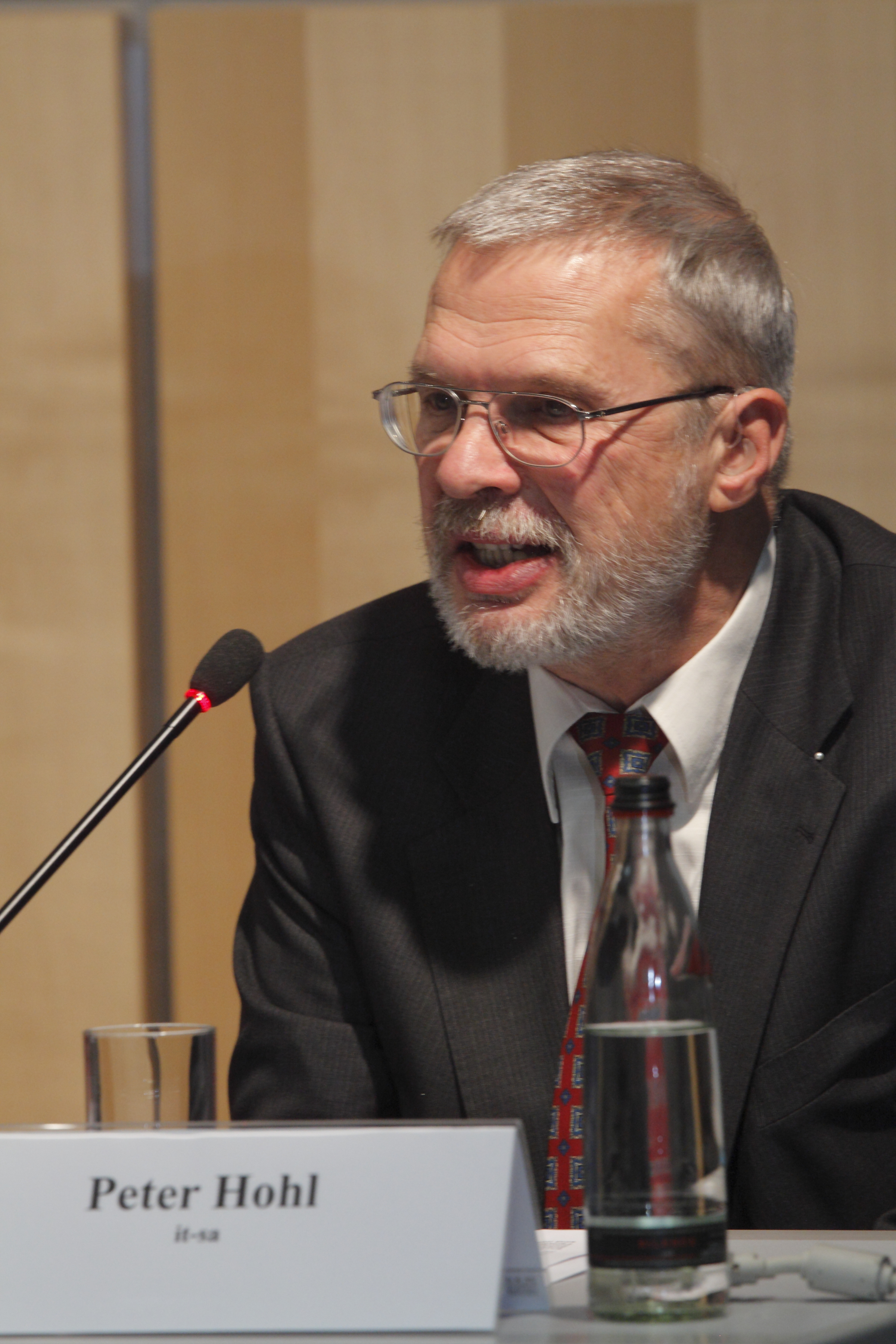
Peter Hohl (* 1941)

- Hohl, Reinhard (1893–1975), Schweizer Jurist und Diplomat
- Hohl, Reinhold (1929–2014), Schweizer Kunsthistoriker
- Hohl, Rudolf (1838–1872), deutscher Mediziner
- Hohl, Rudolf (1906–1992), deutscher Geologe
- Höhl, Thomas (* 1967), deutscher Autor
- Hohl-Custer, Reinhard (1865–1952), Schweizer Textilunternehmer und Kantonsrat aus dem Kanton Appenzell Ausserrhoden
- Hohl-Stein, Matthias Zágon (* 1952), deutscher Bildhauer, Maler und Grafiker
- Hohl-Tobler, Reinhard (1841–1930), Schweizer Textilunternehmer, Gemeindepräsident, Kantonsrat und Regierungsrat
- Hohla, Michael (* 1963), österreichischer Lehrer, Botaniker und Naturschützer
- Hohlbach, Gerd (* 1944), deutscher Chirurg und Hochschullehrer
- Hohlbaum, Josef (1884–1945), deutscher Chirurg und Hochschullehrer in Leipzig und Prag
- Höhlbaum, Konstantin (1849–1904), deutscher Historiker und Archivar
- Hohlbaum, Robert (1886–1955), österreichischer Bibliothekar, Romanautor und Dramatiker
- Hohlbein, Bernhard (* 1954), deutscher Jurist
- Hohlbein, Hans (* 1953), deutscher Schauspieler und Synchronsprecher
- Hohlbein, Heike (* 1954), deutsche Fantasyautorin
- Hohlbein, Hubert, deutscher Fluchthelfer an der innerdeutschen Grenze
- Hohlbein, Rebecca (* 1977), deutsche Kinderbuch- und Fantasyautorin
- Hohlbein, Wolfgang (* 1953), deutscher SchriftstellerWolfgang Hohlbein (* 1953)

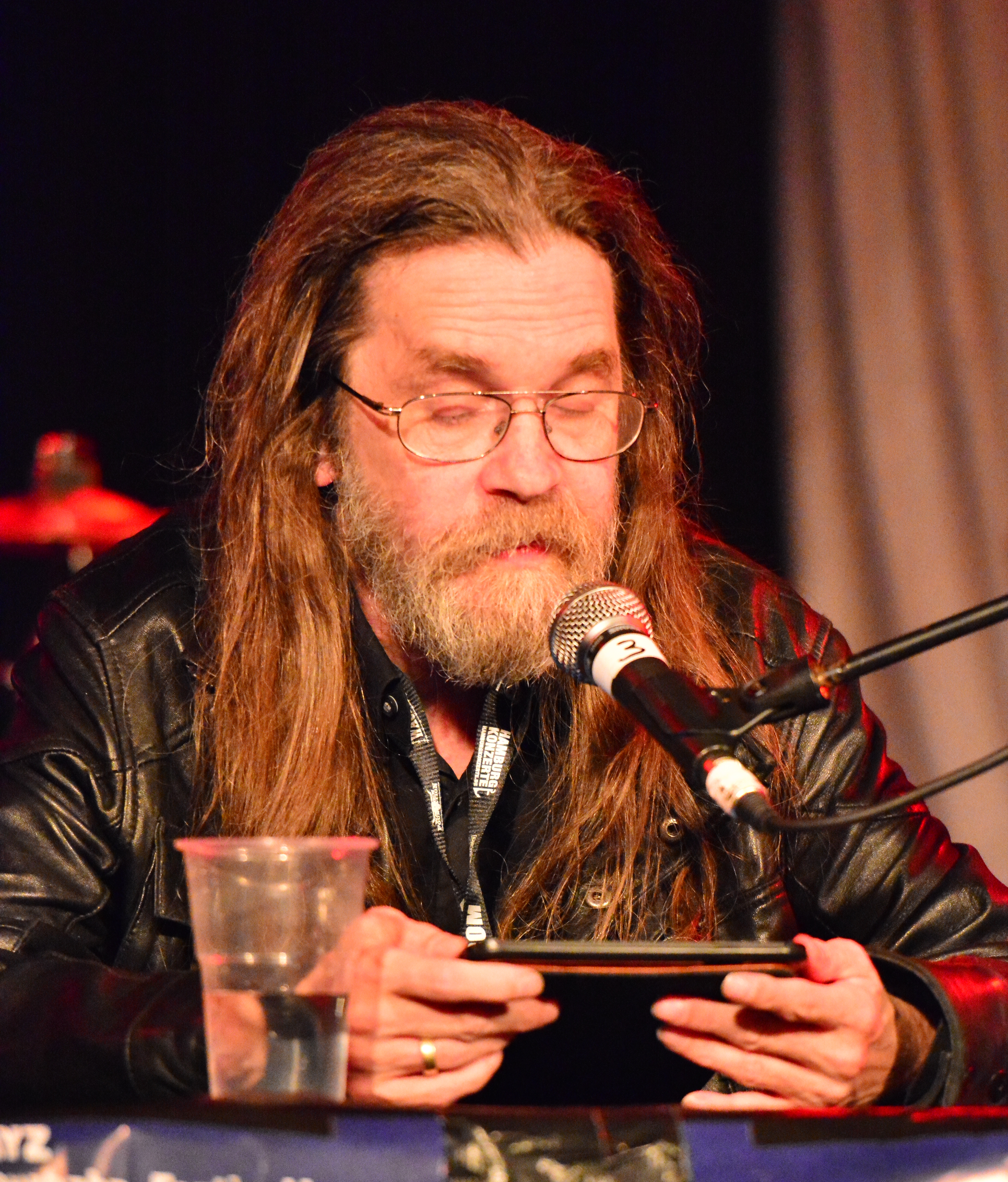
Wolfgang Hohlbein (* 1953)

- Höhle, Christian (1775–1849), deutscher Kaufmann und Politiker
- Höhle, Eva-Maria (* 1948), österreichische Kunsthistorikerin
- Höhle, Helmi (1924–2012), deutsche Florettfechterin
- Höhle, Henrich (1806–1849), deutscher Bürgermeister und Politiker, MdL Waldeck
- Höhle, Jacob (1777–1846), deutscher Politiker, MdL Waldeck
- Höhle, Lenelies (1931–1990), deutsche Opernsängerin (Koloratursopran)
- Höhle, Michael (* 1961), deutscher römisch-katholischer Kirchenhistoriker
- Höhle, Thomas (1926–2012), deutscher Literaturwissenschaftler und Historiker
- Hohlefelder, Walter (* 1945), deutscher Manager
- Hohlenberg, Johannes (1881–1960), dänischer Schriftsteller, Künstler und Anthroposoph
- Höhler, Albrecht (1898–1933), Mitglied der Kommunistischen Partei Deutschlands (KPD) und des Roten Frontkämpferbundes (RFB)
- Hohler, August E. (1925–2002), Schweizer Psychotherapeut, Journalist und Schriftsteller
- Hohler, Beti (* 1981), slowenische Juristin und Richterin am Internationalen Strafgerichtshof
- Höhler, Ernst (1942–2019), deutscher Architekt
- Höhler, Frank (* 1955), deutscher Fotograf
- Hohler, Franz (* 1943), Schweizer Schriftsteller, Kabarettist und LiedermacherFranz Hohler (* 1943)

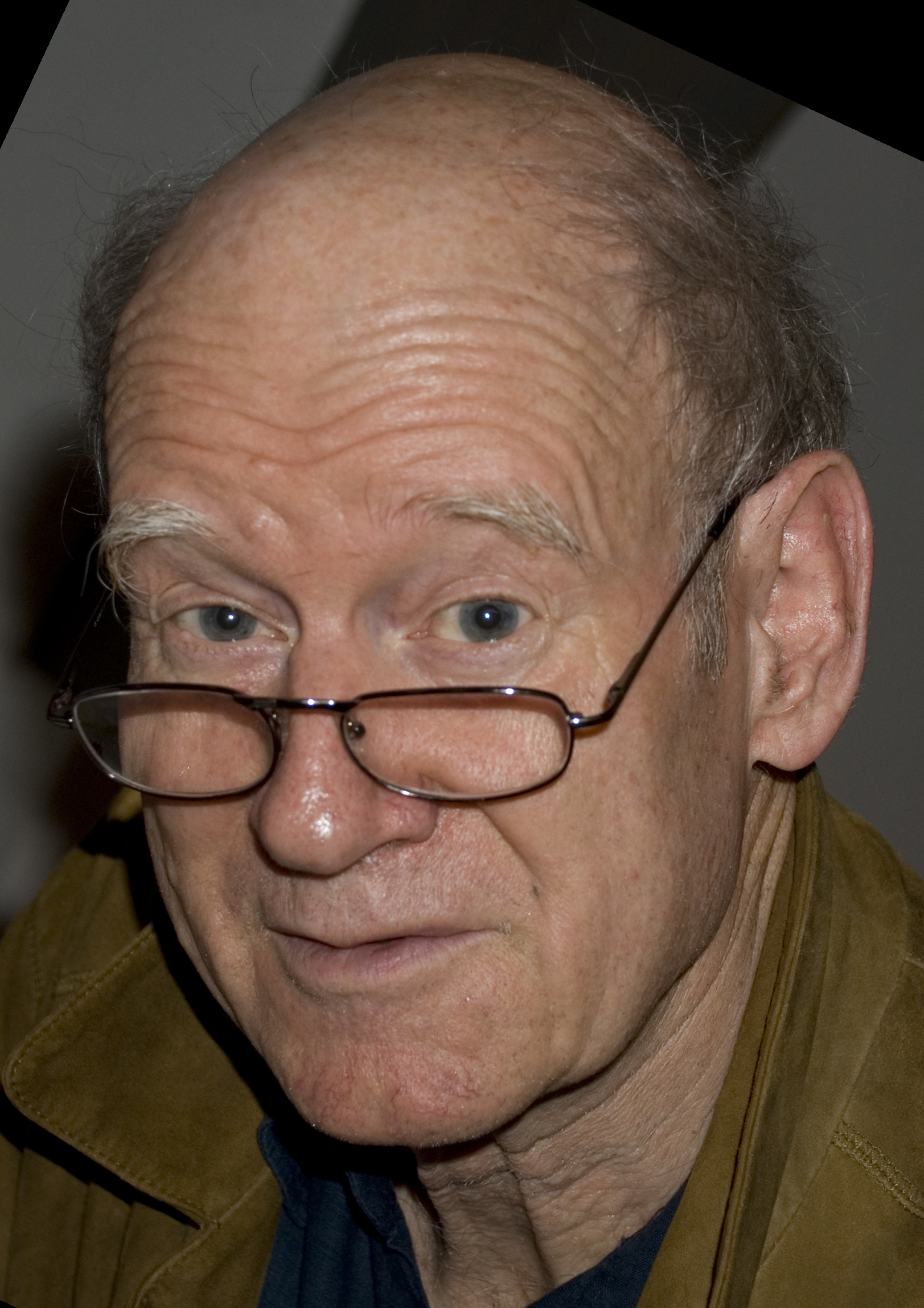
Franz Hohler (* 1943)

- Höhler, Gerd (* 1949), deutscher Journalist
- Höhler, Gertrud (* 1941), deutsche PublizistinGertrud Höhler (* 1941)

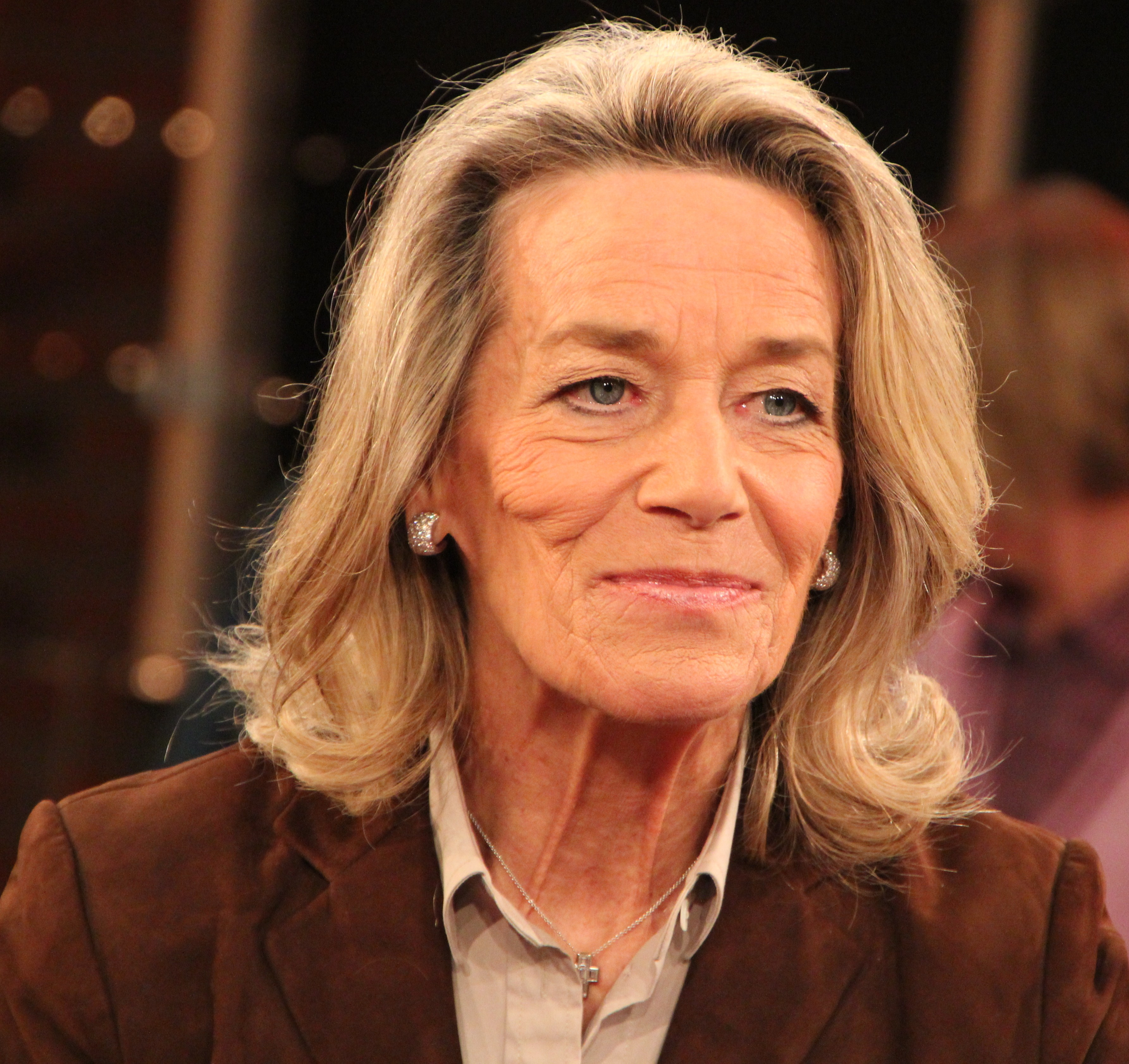
Gertrud Höhler (* 1941)

- Höhler, Heinrich (1907–1995), deutscher evangelisch-reformierter Geistlicher
- Höhler, Knut (* 1983), deutscher Leichtathlet und Hindernisläufer
- Höhler, Matthias (1847–1923), deutscher römisch-katholischer Theologe
- Hohler, Thomas, deutscher Musicaldarsteller und Sänger
- Hohler, Thomas (1871–1946), britischer Diplomat
- Höhler, Walter (1907–1967), deutscher Zahnarzt im KZ Mauthausen
- Höhler-Knösel, Angela (* 1949), deutsche Rennrodlerin
- Hohlfeld, Alexander Rudolf (1865–1956), deutscher Germanist
- Hohlfeld, Andreas (1906–1945), deutscher nationalsozialistischer Pädagoge
- Hohlfeld, Bruno (1862–1917), deutscher akademischer Porträtmaler
- Hohlfeld, Christoph (1922–2010), deutscher Musiktheoretiker und Komponist
- Hohlfeld, Dora (1860–1931), deutsche Schriftstellerin
- Hohlfeld, Emil (1840–1896), sächsischer Generalleutnant
- Hohlfeld, Hagen (* 1987), deutscher Basketballspieler
- Hohlfeld, Hans Herbert (1903–1956), deutscher Wirtschaftswissenschaftler
- Hohlfeld, Heinz (1923–1989), deutscher Schachspieler und -funktionär
- Hohlfeld, Johann Friedrich (1809–1861), deutscher Politiker, Redakteur und Verleger, MdNV, MdL
- Hohlfeld, Johannes (1888–1950), deutscher Genealoge und Historiker
- Hohlfeld, Lena (* 1980), deutsche Fußballspielerin
- Hohlfeld, Oliver (* 1965), deutscher Autor und Dramaturg
- Hohlfeld, Ralf (* 1966), deutscher Kommunikationswissenschaftler
- Hohlfeld, Reinhard (* 1953), deutscher Neurologe
- Hohlfeld, Tony (* 1989), deutscher Koch
- Hohlfeld, Vera (* 1972), deutsche Radrennfahrerin
- Höhlig, Georg (1879–1960), deutscher Maler
- Höhlig, Helmut (* 1934), deutscher Diplomat, Botschafter der DDR
- Höhlig, Marcel (* 1979), deutscher Nordischer Kombinierer
- Höhlig, Martin (1882–1948), deutscher Fotograf
- Hohlmeier, Monika (* 1962), deutsche Politikerin (CSU), MdL, MdEPMonika Hohlmeier (* 1962)

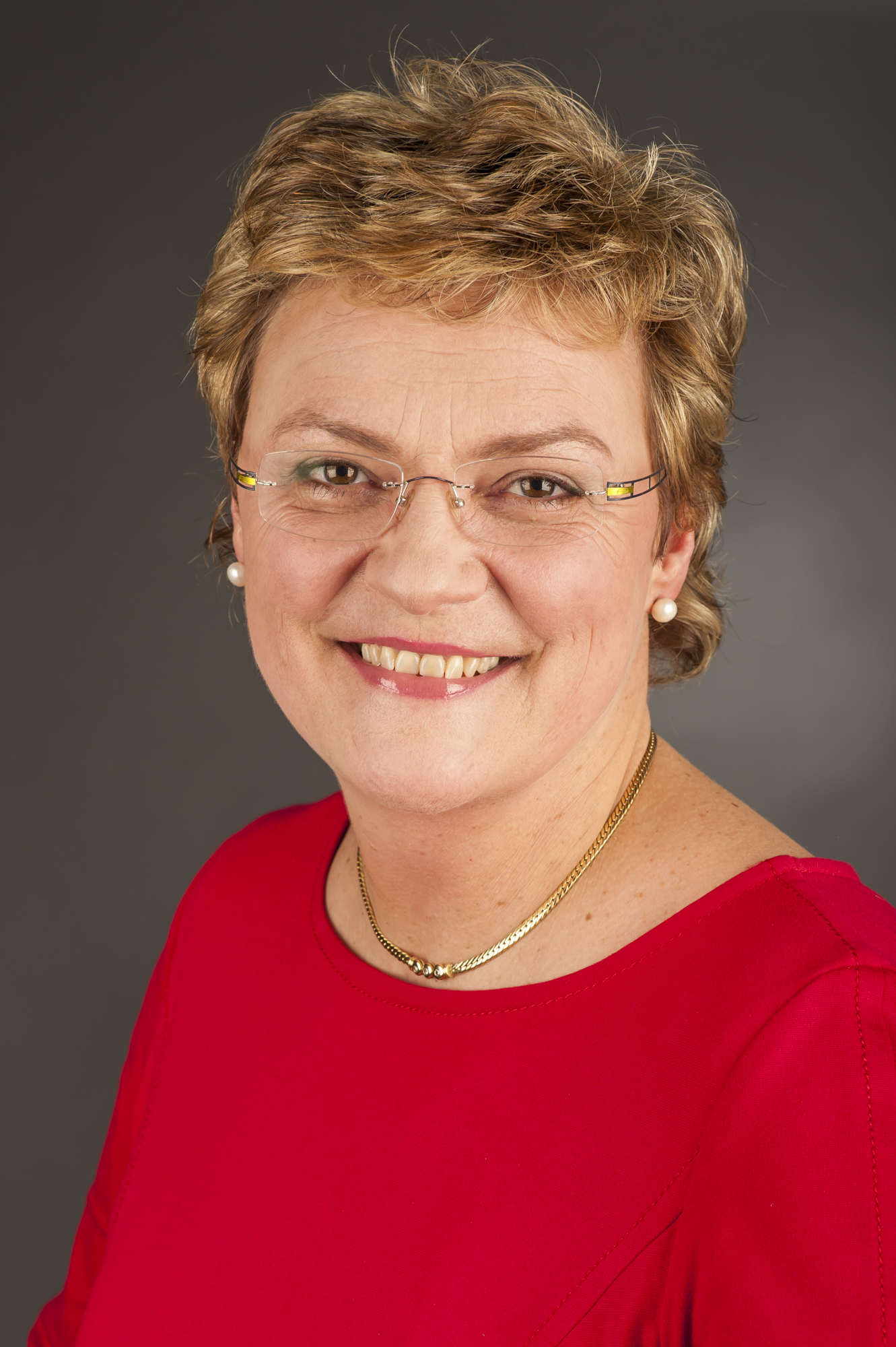
Monika Hohlmeier (* 1962)

- Hohlneicher, Georg (1937–2020), deutscher Physiker und Hochschullehrer
- Hohloch, Dennis (* 1989), deutscher Politiker (AfD)
- Hohloch, Gerhard (* 1944), deutscher Rechtswissenschaftler und Hochschullehrer
- Hohloch, Johanna C. (* 1964), Schweizer Schauspielerin
- Hohlov-Simson, Sergei (* 1972), estnischer Fußballspieler
- Hohlrieder, Alexander (* 1970), österreichischer Skispringer, nordischer Kombinierer und Radfahrer
- Hohls, Otto (1862–1899), südafrikanischer Generalarzt
- Hohls, Rüdiger (* 1955), deutscher Historiker
- Hohlt, Otto (1889–1960), deutscher Bildhauer und Gefäßkeramiker
- Hohlt, Ricci (* 1945), deutsche Schauspielerin und Sängerin
- Hohlweg, Armin (1933–2022), deutscher Byzantinist
- Hohlweg, Walter (1902–1992), österreichischer Endokrinologe
- Hohlwegler, Ermin (1900–1970), deutscher Gewerkschafter und Politiker (SPD), MdL
- Hohlwein, Hans (1902–1996), deutscher evangelischer Theologe
- Hohlwein, Ludwig (1874–1949), deutscher Plakatkünstler
- Hohly, Richard (1902–1995), deutscher Künstler und Kunstmaler

#### Hohm
- Hohm, Jean-Pascal (* 1997), deutscher Politiker (AfD), MdL
- Hohmann, Andreas (* 1957), deutscher Sportwissenschaftler und Hochschullehrer
- Hohmann, Angela (* 1963), deutsche Politikerin (SPD), MdB
- Hohmann, Bastian (* 1990), deutscher Fußballspieler
- Hohmann, Christian Heinrich (1811–1861), fränkischer Komponist, Musikpädagoge und Violinschulverfasser
- Hohmann, Christiane (* 1964), deutsche Diplomatin
- Hohmann, Christoph (* 1960), deutscher Schauspieler und Hörspielsprecher
- Hohmann, Dania (* 1974), deutsche Theaterregisseurin
- Hohmann, David (* 1976), deutscher Bühnenbildner
- Hohmann, Dietrich (1930–2012), deutscher Orthopäde
- Hohmann, Dietrich (* 1939), deutscher Schriftsteller
- Höhmann, Egon (1926–1979), deutscher Politiker (SPD), MdB
- Hohmann, Florian (1823–1888), Mitglied des Kurhessischen Kommunallandtages des Regierungsbezirks Kassel
- Hohmann, Friedrich Gerhard (1928–2025), deutscher Historiker und Gymnasiallehrer
- Hohmann, Georg (1880–1970), deutscher Chirurg und Orthopäde
- Höhmann, Georg (1884–1973), deutscher Maler und Grafiker
- Hohmann, Hadiya (* 1968), deutsche Fernsehmoderatorin
- Höhmann, Hans-Hermann (* 1933), deutscher Sozialwissenschaftler
- Hohmann, Hasso (* 1943), deutscher Architekt und Hochschullehrer
- Hohmann, Heinrich (1820–1876), Bürgermeister, Mitglied des Kurhessischen Kommunallandtages des Regierungsbezirks Kassel
- Hohmann, Heinz (1879–1949), deutscher Maler
- Hohmann, Heinz (* 1931), deutscher Fußballspieler
- Hohmann, Henry (* 1962), deutsch-Schweizer Aktivist und Kunsthistoriker
- Hohmann, Joachim S. (1953–1999), deutscher Schriftsteller, Pädagoge, Soziologe, Lyriker und habilitierter Hochschullehrer
- Hohmann, Johannes (1792–1870), Generalvikar im Bistum Fulda und Abgeordneter
- Hohmann, Karl (1908–1974), deutscher Fußballspieler
- Hohmann, Kathrin (* 1983), deutsche Kindheitspädagogin, Autorin, Podcasterin und Fortbildnerin
- Hohmann, Lew (* 1944), deutscher Filmemacher und Filmwissenschaftler
- Hohmann, Lothar (* 1963), deutscher Schauspieler
- Hohmann, Manfred (* 1950), deutscher Geburtshelfer und Perinatalmediziner
- Hohmann, Marinus (* 2004), deutscher Schauspieler
- Hohmann, Martin (* 1948), deutscher Jurist und Politiker (AfD, früher CDU), MdBMartin Hohmann (* 1948)

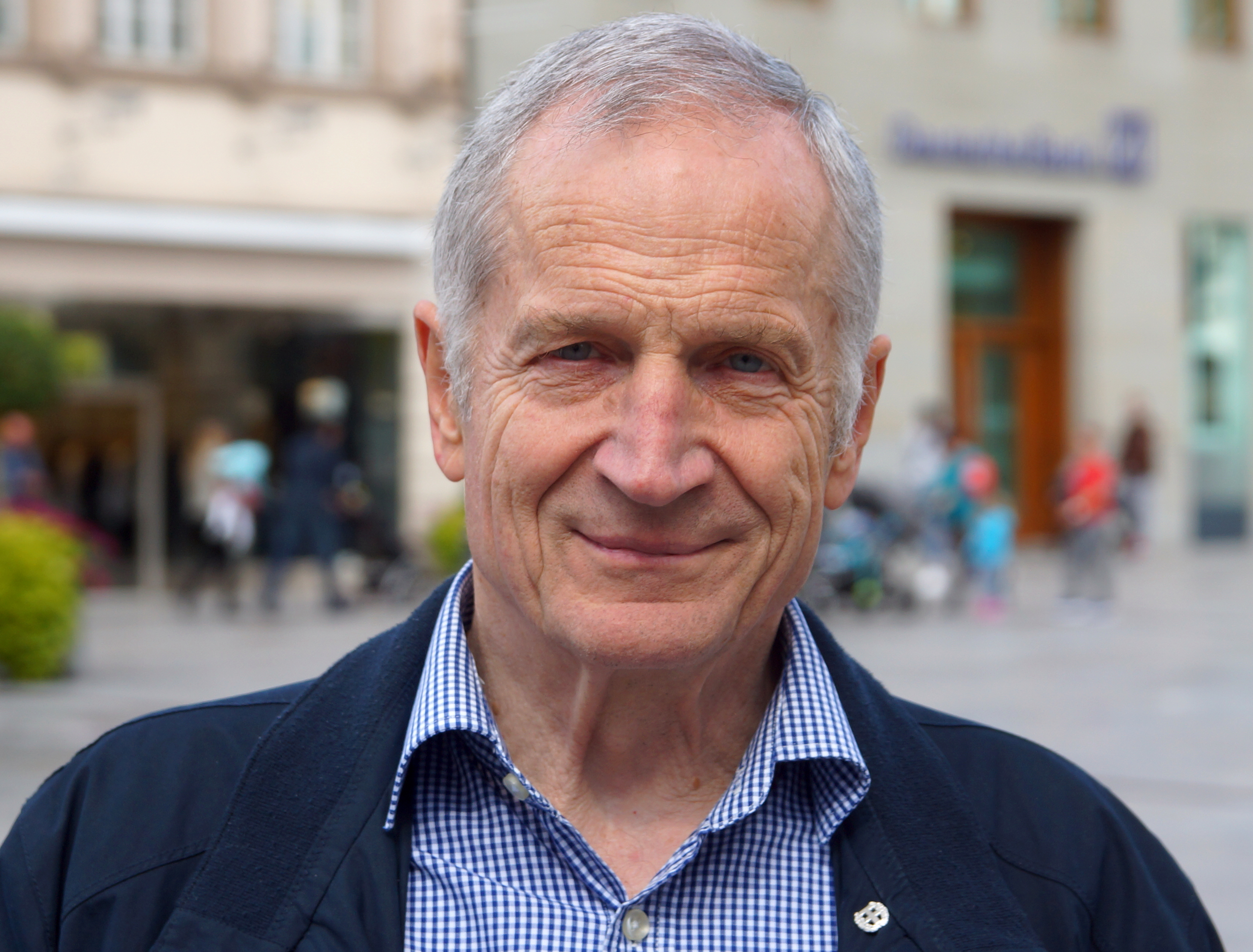
Martin Hohmann (* 1948)

- Hohmann, Monika (* 1959), deutsche Politikerin (PDS, Linke), MdL
- Hohmann, Monika (* 1963), deutsche Fußballspielerin
- Hohmann, Patrick (* 1950), Schweizer Unternehmer und Pionier der Bio-Baumwolle
- Hohmann, Peter (1663–1732), deutscher Handels- und Ratsherr
- Höhmann, Peter (* 1943), deutscher Soziologe
- Hohmann, Peter (* 1978), deutscher Autor
- Hohmann, Peter Franz-Josef (* 1960), deutscher Wirtschaftsinformatiker
- Höhmann, Ruth (1915–2004), deutsche Kunstsammlerin, Mäzenin und letzte private Besitzerin des Höhmannhauses Augsburg
- Hohmann, Ruth (* 1931), deutsche Jazzsängerin
- Hohmann, Siegfried (* 1932), deutscher Schmied und Mitglied der Volkskammer der DDR
- Hohmann, Thorsten (* 1979), deutscher Poolbillardspieler
- Hohmann, Tilla (1898–1991), deutsche Schauspielerin
- Hohmann, Tobias (* 1975), deutscher Buchautor
- Hohmann, Ulf (* 1963), deutscher Verhaltensforscher
- Höhmann, Uli (* 1973), deutscher Kabarettist, Journalist, Moderator und Autor
- Höhmann, Ulrike (* 1956), deutsche Pflegewissenschaftlerin und Professorin
- Hohmann, Walter (1880–1945), deutscher Bauingenieur, Prüfingenieur für Baustatik, RaumfahrtpionierWalter Hohmann (1880–1945)

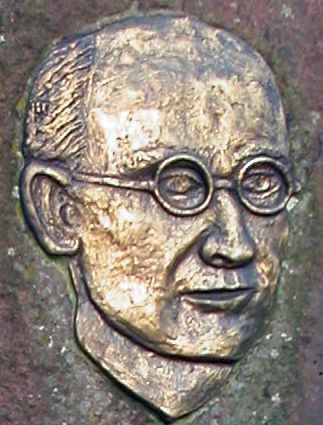
Walter Hohmann (1880–1945)

- Hohmann, Walther (* 1883), deutscher nationalsozialistischer leitender Schulbeamter
- Hohmann-Dennhardt, Christine (* 1950), deutsche Politikerin (SPD), MdL und Richterin des Bundesverfassungsgerichts
- Hohmeier, Fritz (1876–1950), deutscher Chirurg und Ärzteschaftsfunktionär
- Hohmeier, Nils (* 1998), deutscher Tischtennisspieler
- Hohmeister, Harry (* 1964), deutscher Manager, Vorstandsmitglied Deutsche Lufthansa AG
- Hohmeister, Heinz (1940–2017), deutscher Dachdecker und Kirchenmann in Delligsen
- Hohmeyer, Ernst (1882–1966), deutscher Landwirt und Politiker (DNVP), MdL
- Hohmeyer, Olav (* 1953), deutscher Ökonom, Professor für Energie- und Ressourcenwirtschaft
- Hohmeyer-Lichtblau, Susanne (* 1970), deutsche Journalistin
- Hohmuth, Erhardt (* 1915), deutscher DBD-Funktionär, MdV
- Hohmuth, Jürgen (* 1960), deutscher Fotograf

#### Hohn
- Höhn, Andreas (* 1965), deutscher Punkrock-Labelinhaber und Punk-Musiker
- Höhn, Annemarie (1914–2001), deutsche Bildhauerin
- Hohn, Annette (* 1966), deutsche Ruderin
- Höhn, Annick (* 1979), deutsche Autorin und Ärztin
- Höhn, August (1904–1982), deutscher SS-Untersturmführer und Schutzhaftlagerführer im KZ Sachsenhausen
- Hohn, Barbara (* 1939), österreichische Molekularbiologin
- Höhn, Bärbel (* 1952), deutsche Politikerin (Bündnis 90/Die Grünen), MdL, MdB
- Höhn, Carola (1910–2005), deutsche SchauspielerinCarola Höhn (1910–2005)

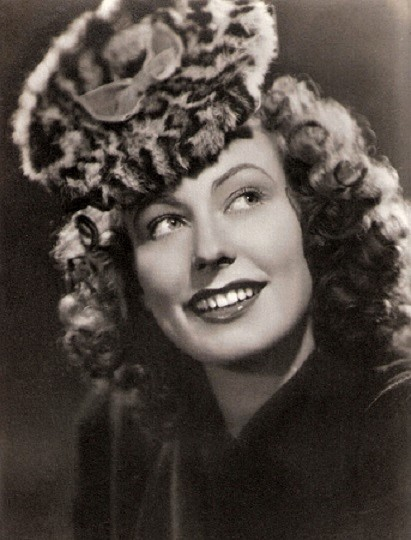
Carola Höhn (1910–2005)

- Höhn, Carola (* 1961), deutsche Opernsängerin (Sopran)
- Höhn, Charlotte (* 1945), deutsche Bevölkerungswissenschaftlerin
- Höhn, Christiane (* 1984), deutsche Schauspielerin und Musicaldarstellerin
- Hohn, Christopher (* 1966), britischer Inhaber und Chef des britischen Hedgefonds The Children’s Investment Fund (TCI)
- Hohn, Dietmar (* 1960), deutscher Fußballspieler
- Hohn, Edmund, österreichischer Orgelbauer
- Höhn, Elfriede (1915–2003), deutsche Erziehungswissenschaftlerin
- Hohn, Friedrich (1908–1944), deutscher Kommunalpolitiker
- Höhn, Friedrich Wilhelm (1839–1892), deutscher Polizeioffizier
- Höhn, Fritz (1896–1918), deutscher Offizier der Fliegertruppe im Ersten Weltkrieg
- Höhn, Georg (1812–1879), deutscher Landschaftsmaler
- Höhn, Gerhard (* 1939), deutscher Literaturwissenschaftler
- Höhn, Hans-Joachim (* 1957), deutscher römisch-katholischer Theologe
- Hohn, Hans-Willy (* 1953), deutscher Soziologe
- Hohn, Hermann (1897–1968), deutscher Generalleutnant im Zweiten Weltkrieg
- Höhn, Hermann (1912–1997), deutscher evangelischer Pfarrer
- Höhn, Immanuel (* 1991), deutscher Fußballspieler
- Höhn, Johann der Ältere (* 1607), Medailleur in Danzig
- Höhn, Johann der Jüngere († 1693), Medailleur in Danzig
- Höhn, Johanna Catharina (1759–1783), Magd und Mörderin
- Höhn, Johannes (* 1889), deutscher Politiker in Danzig
- Höhn, Josef (1881–1961), deutscher Politiker (CDU), MdL
- Höhn, Josef (1902–1945), deutscher Widerstandskämpfer gegen den Nationalsozialismus
- Höhn, Karl (1880–1942), deutscher Unternehmer
- Höhn, Karl-Heinz (1920–2004), deutscher Kommunalpolitiker
- Hohn, Krisztina (* 1972), ungarische Politikerin
- Hohn, Manfred (1941–2019), österreichischer Schriftsteller und Betreiber des Grubenbahnmuseums Knappenberg in Kärnten
- Höhn, Maria (* 1955), deutsche Historikerin
- Hohn, Mario (* 1989), deutscher Fußballspieler
- Höhn, Matthias (* 1975), deutscher Politiker (Die Linke), MdLMatthias Höhn (* 1975)

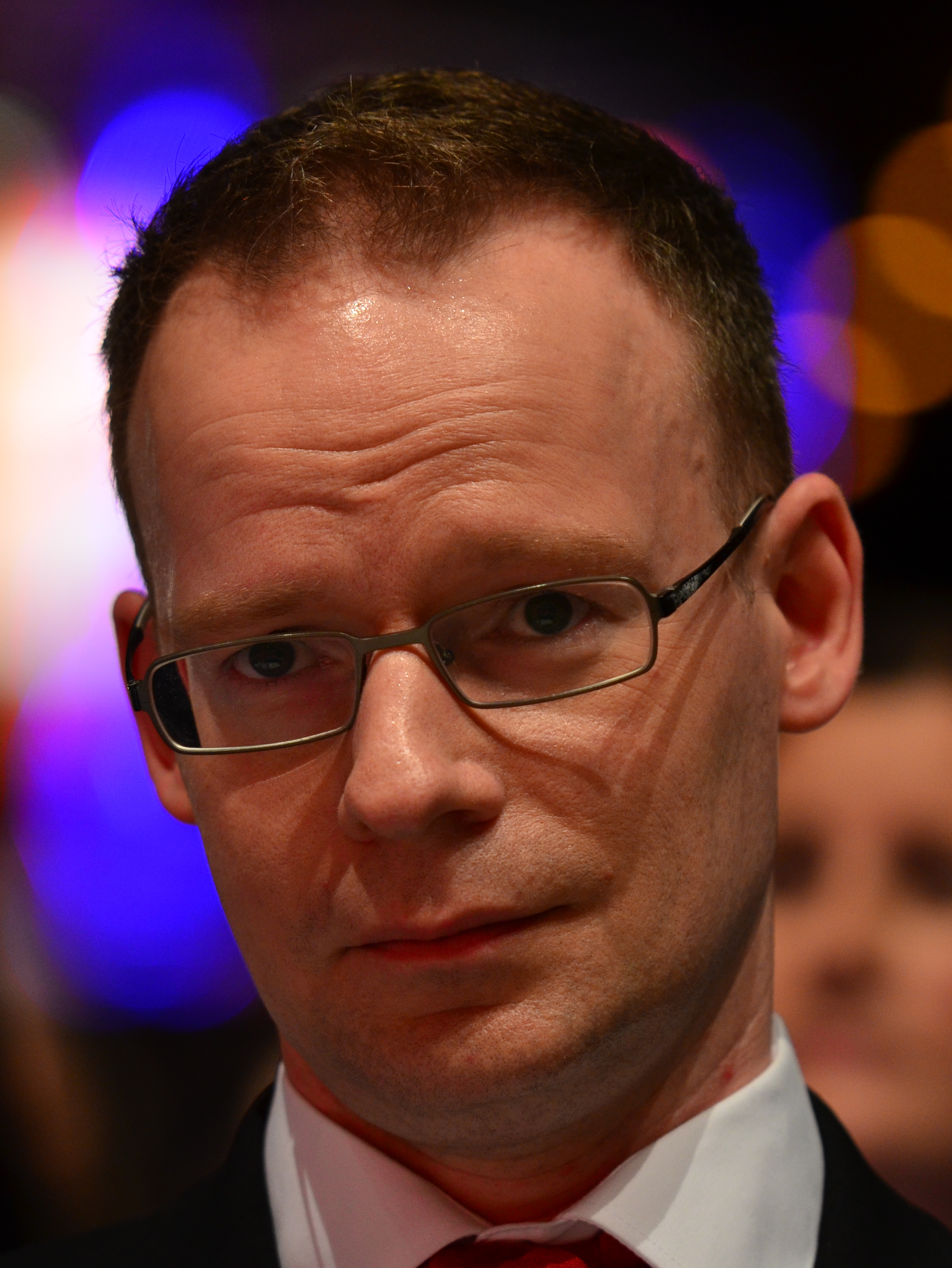
Matthias Höhn (* 1975)

- Höhn, Maximilian von (1859–1936), bayerischer General der Artillerie
- Höhn, Reinhard (1904–2000), deutscher Staats- und Verwaltungsrechtler
- Hohn, Reinhold (* 1948), deutscher Politiker (FDP), MdL
- Höhn, Rudolph (1834–1906), Bürgermeister und Abgeordneter
- Höhn, Tilmann (* 1964), deutscher Gitarrist und Komponist
- Hohn, Ull (1960–1995), deutscher Maler
- Hohn, Uta (* 1960), deutsche Geographin und Hochschullehrerin
- Höhn, Uwe (* 1958), deutscher Politiker (SPD), MdL
- Hohn, Uwe (* 1962), deutscher SpeerwerferUwe Hohn (* 1962)

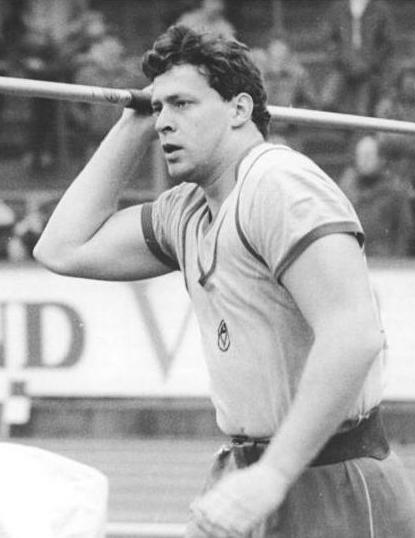
Uwe Hohn (* 1962)

- Hohn, Wilhelm (1881–1972), deutscher Kirchenmusiker
- Hohnbaum, Carl (1780–1855), deutscher Arzt und Publizist
- Hohnbaum, Christian (1747–1825), Dichter geistlicher Lieder und Mitherausgeber der Hildburghäuser Dorfzeitung
- Hohnbaum, Gottfried (1785–1857), deutscher Mechaniker sowie Königlich Hannoverscher Hof-Lieferant
- Höhnberg, Ulrich (* 1941), deutscher Jurist und Ministerialdirigent a. D.
- Höhndorf, Walter (1892–1917), deutscher Jagdflieger im Ersten Weltkrieg
- Höhne, Adalbert (1928–1976), deutscher Gewerkschafter, Mitglied der Hamburgischen Bürgerschaft (SPD)
- Höhne, Alwin (1878–1940), deutscher Architekt und Baumeister
- Höhne, André (* 1978), deutscher Geher
- Höhne, Andrea, deutsche Schauspielerin
- Höhne, Anton (1744–1795), Baumeister und Architekt
- Höhne, Anton (* 2000), deutscher Bahnradsportler
- Höhne, Benjamin (* 1978), deutscher Politikwissenschaftler
- Höhne, Björn (* 1991), deutscher Volleyballspieler
- Höhne, Bruno (1908–1959), deutscher Jurist
- Höhne, Christoph (* 1941), deutscher Leichtathlet und Olympiasieger
- Höhne, Eitel Oskar (1922–1998), deutscher Politiker (SPD), MdL
- Höhne, Erich (1912–1999), deutscher Fotograf
- Höhne, Evelyne (* 1950), deutsche Basketballspielerin
- Höhne, Florian (* 1980), deutscher evangelischer Theologe
- Höhne, Franz, deutscher Fußballtorhüter
- Höhne, Franz (1892–1980), deutscher Maler und Kunsterzieher
- Höhne, Franz (1904–1980), deutscher Politiker (SPD), MdB
- Höhne, Friedrich Wilhelm (* 1896), deutscher Politiker (DVP), MdR
- Höhne, Gerd, deutscher Basketballspieler
- Höhne, Gerd (1929–2019), deutscher Diplomat
- Höhne, Gisela (* 1949), deutsche Regisseurin
- Höhne, Günter (* 1943), deutscher Journalist
- Höhne, Gustav (1893–1951), deutscher General der Infanterie im Zweiten Weltkrieg
- Höhne, Hans (* 1921), deutscher Fußballspieler
- Höhne, Heinz (1892–1968), deutscher Apotheker und Komponist
- Höhne, Heinz (1926–2010), deutscher Journalist, Sachbuchautor und Historiker
- Höhne, Holger (* 1970), deutscher Curler
- Höhne, Jacob (* 1979), deutscher Theaterintendant und Geschäftsführer
- Höhne, Johann (1802–1886), österreichischer Baumeister und Architekt
- Höhne, Johannes (1910–1978), deutscher katholischer Bischof
- Höhne, Juliane (* 1983), deutsche Basketballspielerin
- Höhne, Jürgen (1936–2015), deutscher Laiendarsteller
- Höhne, Jutta (* 1951), deutsche Florettfechterin
- Höhne, Karl Heinz (* 1937), deutscher Medizin-Informatiker, Hochschullehrer und Pionier der medizinischen Bildverarbeitung und Computergraphik
- Höhne, Klaus (1927–2006), deutscher Schauspieler und Synchronsprecher
- Höhne, Knut (* 1949), deutscher Fechter, deutscher Meister und Olympiateilnehmer
- Höhne, Lothar (* 1938), deutscher Radsportler, DDR-Meister
- Höhne, Lothar (* 1952), deutscher Fußballspieler
- Höhne, Maike Mia (* 1971), deutsche Filmregisseurin, Drehbuchautorin, Filmproduzentin und Filmkuratorin
- Höhne, Niklas (* 1970), deutscher Klimaforscher
- Höhne, Otto (1895–1969), deutscher Generalmajor der Luftwaffe im Zweiten WeltkriegOtto Höhne (1895–1969)

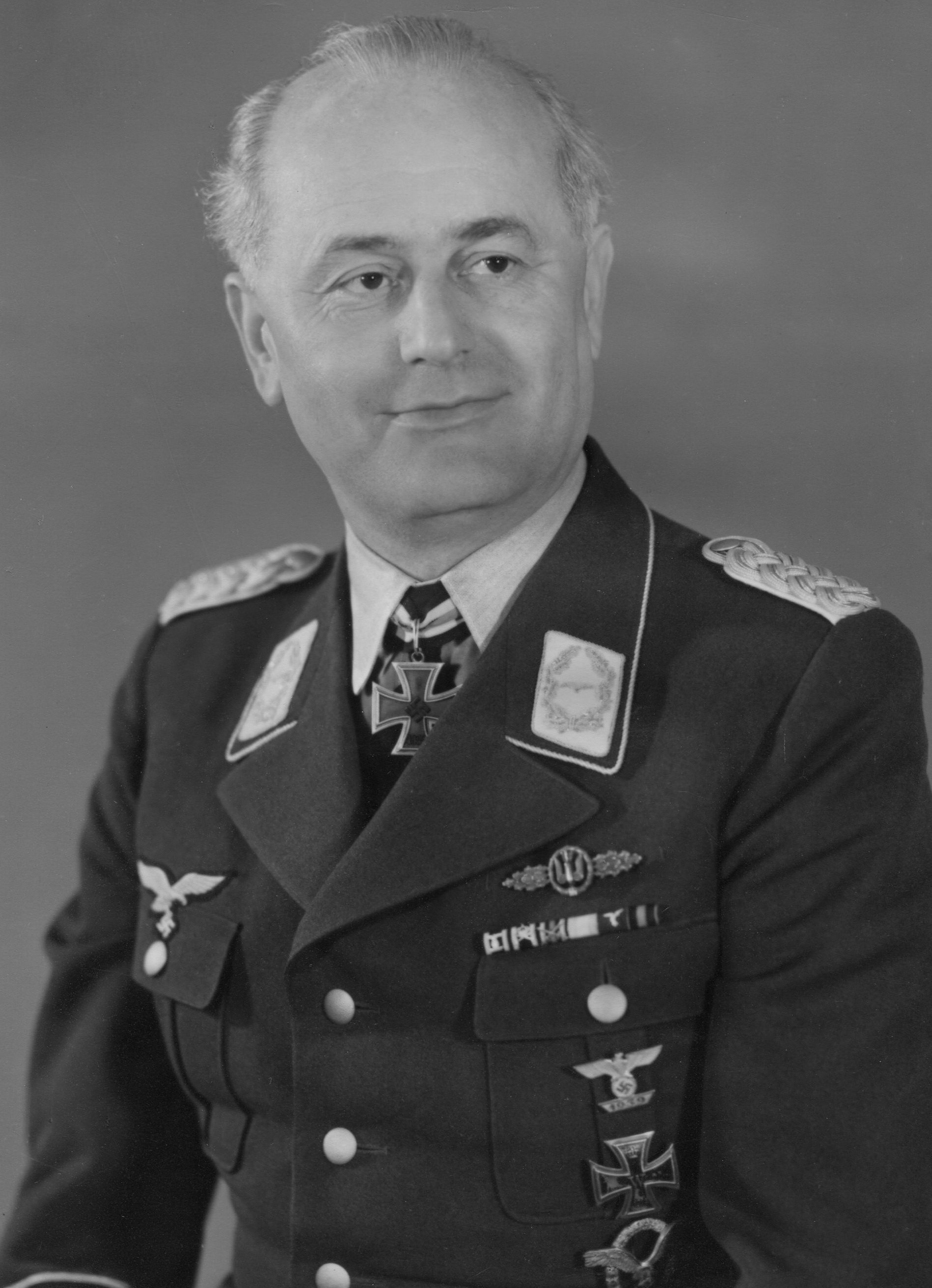
Otto Höhne (1895–1969)

- Höhne, Otto (1926–2024), deutscher Sportfunktionär
- Höhne, Peter (* 1951), deutscher Handballtrainer und Handballtorwart
- Höhne, Philipp (* 1986), deutscher Sportökonom
- Höhne, Roland A. (1936–2022), deutscher Politikwissenschaftler, Historiker und Hochschullehrer
- Höhne, Rolf (1908–1947), deutscher Geologe und Prähistoriker
- Höhne, Steffen (* 1958), deutscher Kulturwissenschaftler, Germanist, Politikwissenschaftler, Historiker und Hochschullehrer
- Höhne, Thomas (* 1962), deutscher Erziehungswissenschaftler
- Höhne, Thomas (* 1964), deutscher Schauspieler, Theaterregisseur, Dozent, Hörspiel- und Synchronsprecher
- Höhne, Walter (1894–1972), Funktionshäftling und Widerstandskämpfer im KZ Buchenwald
- Höhne, Will (1909–1993), deutscher Schlagersänger und Kabarettist
- Höhne, Wolfgang (* 1948), deutscher Biochemiker und Professor an der Humboldt-Universität zu Berlin
- Hohneck, Adolf (1810–1879), deutscher Landschaftsmaler, Lithograf und Grafiker
- Hohneck, Maria, deutsche Grafikerin und Illustratorin
- Höhnel, Franz von (1852–1920), österreichischer Botaniker und Hochschullehrer
- Höhnel, Karl (1900–1984), deutscher Archivar
- Höhnel, Ludwig von (1857–1942), österreichischer Marineoffizier, Afrikaforscher und Geograph
- Höhnel, Valeska (1871–1947), deutschsprachige Schriftstellerin
- Höhnel, Wilhelm Gotthelf (1871–1941), österreichischer Tiermaler
- Hohnen, Hans-Jürgen (* 1955), deutscher Beamter
- Höhnen, Heinz Anton (* 1932), deutscher Chorleiter, Kirchenmusiker und Musikpädagoge
- Höhnen, Leopold (1870–1941), deutscher Verwaltungsjurist und Politiker
- Höhnen, Olaf (1933–2009), deutscher Bildhauer, Grafiker und Maler
- Hohner, Ernst (1886–1965), deutscher Musikinstrumenten-Fabrikant
- Hohner, Heidi (* 1970), deutsche Autorin
- Hohner, Heinz (1907–1967), deutscher Politiker (CSU), Bürgermeister der Stadt Augsburg
- Höhner, Markus (* 1965), deutscher Fußball-Kommentator
- Hohner, Matthias (1833–1902), deutscher Musikinstrumentenbauer und UnternehmerMatthias Hohner (1833–1902)

Matthias Hohner (1833–1902)

- Hohnfeldt, Hans Albert (* 1897), deutscher NSDAP-Gauleiter
- Hohnhausen, Walter (1945–2023), deutscher Fußballspieler
- Hohnholz, Jürgen (* 1938), deutscher Geograph
- Hohnhorst, Agnese Maria von (1672–1755), deutsche Äbtissin
- Hohnhorst, Carl von (1809–1858), deutscher Verwaltungsjurist
- Hohnhorst, Ernst von (1865–1940), deutscher Generalleutnant
- Hohnhorst, Günther von (1863–1936), deutscher Verwaltungsbeamter und Rittergutsbesitzer
- Hohnhorst, Levin Karl von (1772–1836), deutscher Jurist, Kanzleirat, Reichskammergerichts-Assessor, Staatsrat, Oberhofrichter und Gerichtspräsident
- Hohnhorst, Ludolf von (1899–1978), deutscher Konteradmiral im Zweiten Weltkrieg
- Höhnk, Helene (1859–1944), deutsche Heimatforscherin
- Höhnl, Rudolf (* 1946), tschechoslowakischer Skispringer
- Höhnle, Albert (1902–1982), deutscher Politiker (CDU)
- Hohnloser, Felician (* 1986), deutscher Schauspieler
- Hohnsbein, Hartwig (* 1937), deutscher evangelischer Pfarrer, Politikwissenschaftler und Autor
- Hohnstedt, Michael (* 1988), deutscher Fußballspieler
- Hohnstedt, Quirin von (1640–1699), kurbrandenburger Generalmajor
- Hohnstein, Maria (* 1926), deutsche Theater- und Dokumentarfilm-Regisseurin
- Hohnstein, Otto (1842–1909), deutscher Lehrer und Historiker
- Hohnstein, Volkmar Wolf von (1512–1580), vorletzte Regent der Grafschaft Hohnstein

#### Hoho
- Hohoff, Curt (1913–2010), deutscher Schriftsteller, Literaturkritiker und Essayist
- Hohoff, Heinz (1910–1943), deutscher HJ-Funktionär und Politiker (NSDAP), MdR
- Hohoff, Tay (1898–1974), US-amerikanische Lektorin
- Hohoff, Ulrich (* 1956), deutscher Germanist und Bibliothekar
- Hohoff, Ute (* 1967), deutsche Juristin, Richterin am Bundesgerichtshof
- Hohoff, Wilhelm (1848–1923), deutscher Pfarrer und Sozialist
- Hohol, Ostap († 1679), Hetman der rechtsufrigen Ukraine
- Hohorst, Luise (1884–1950), deutsche Bühnen- und Filmschauspielerin

#### Hohp
- Hohpe, Gregor, deutschstämmiger Softwareentwickler, IT-Architekt, -Berater und Autor

#### Hohr
- Höhr, Salomon (1807–1882), deutscher Buchhändler und Verleger
- Hohrath, Alexander (1878–1913), deutscher Architekt
- Hohrath, Clara (1873–1962), deutsche Schriftstellerin
- Hohrath, Daniel (* 1960), deutscher Militärhistoriker
- Hohrmann, Friedrich (1912–1987), deutscher Rechtsanwalt und Politiker (WdF), MdBB

#### Hohs
- Höhs, Christa (1941–2018), deutsche Modeagenturleiterin
- Hohs, David (* 1988), deutscher Fußballtorwart
- Hohs, Hans (* 1960), deutscher Fußballspieler
- Höhs, Henner (* 1944), deutscher Redakteur, Produzent und Autor

#### Hoht
- Höhtker, Christoph (* 1967), deutscher Schriftsteller

### Hoi
- Høi, Carsten (* 1957), dänischer Schachgroßmeister
- Hoi, Klaus (* 1942), österreichischer Bergsteiger
- Hoi, Martin (* 1974), österreichischer Kraftsportler
- Hoiberg, Fred (* 1972), US-amerikanischer Basketballspieler
- Høiberg, Markus (* 1991), norwegischer Curler
- Høibråten, Marius (* 1995), norwegischer Fußballspieler
- Høiby, Jasper (* 1977), dänischer Jazzmusiker
- Hoiby, Lee (1926–2011), US-amerikanischer Komponist und Konzertpianist
- Høiby, Mette-Marit Tjessem (* 1973), norwegische Ehefrau des norwegischen Kronprinzen HaakonMette-Marit Tjessem Høiby (* 1973)

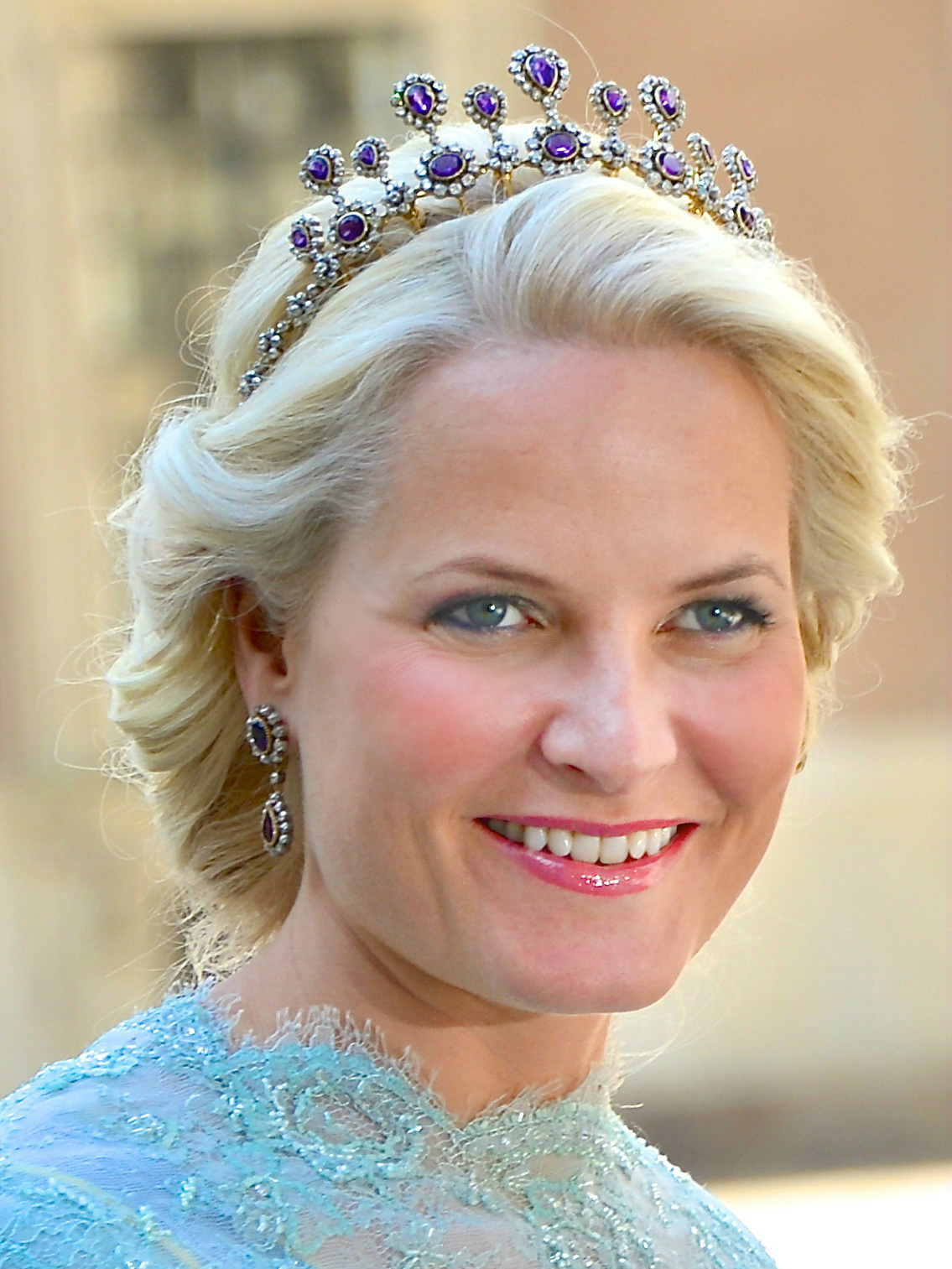
Mette-Marit Tjessem Høiby (* 1973)

- Hoidale, Einar (1870–1952), US-amerikanischer Politiker
- Høidalen, Vegard (* 1971), norwegischer Beachvolleyballspieler
- Høie, Bent (* 1971), norwegischer Politiker (Høyre), Mitglied des Storting
- Høie, Gudrun Annette (* 1970), norwegische Ringerin
- Hoier, H. Heiner (* 1944), deutscher Zeichner, Maler, Autor und Hochschullehrer
- Hoier, Henner (* 1945), deutscher Komponist, Sänger und Gitarrist
- Høier, Pernille Kaae (* 1991), dänische Schauspielerin
- Hoigné, Jürg (1930–2014), Schweizer Chemiker und Hochschullehrer
- Hoika, Jürgen (1941–2005), deutscher Vor- und Frühgeschichtler
- Høiland, Jon Inge (* 1977), norwegischer Fußballspieler
- Høiland, Ole (1797–1848), norwegischer Verbrecher und Volksheld
- Hoilett, Junior (* 1990), kanadischer Fußballspieler
- Hoilette, Rupert (1946–2023), jamaikanischer Sprinter
- Hõim, Karoliine (* 1989), estnische Badmintonspielerin
- Hoiman, Sibylle (* 1970), deutsche Kunsthistorikerin
- Hoin, Richard (1879–1944), deutscher Politiker (SPD), NS-Opfer
- Hoinckhusen, Bertram Christian von (1651–1722), deutscher Jurist, Richter und Kartograph
- Hoinckhusen, Johann Heinrich von (1694–1746), mecklenburgischer Genealoge und Heraldiker
- Höing, Bernd (* 1955), deutscher Olympiasieger im Rudern
- Höing, Franz-Josef (* 1965), deutscher StadtplanerFranz-Josef Höing (* 1965)

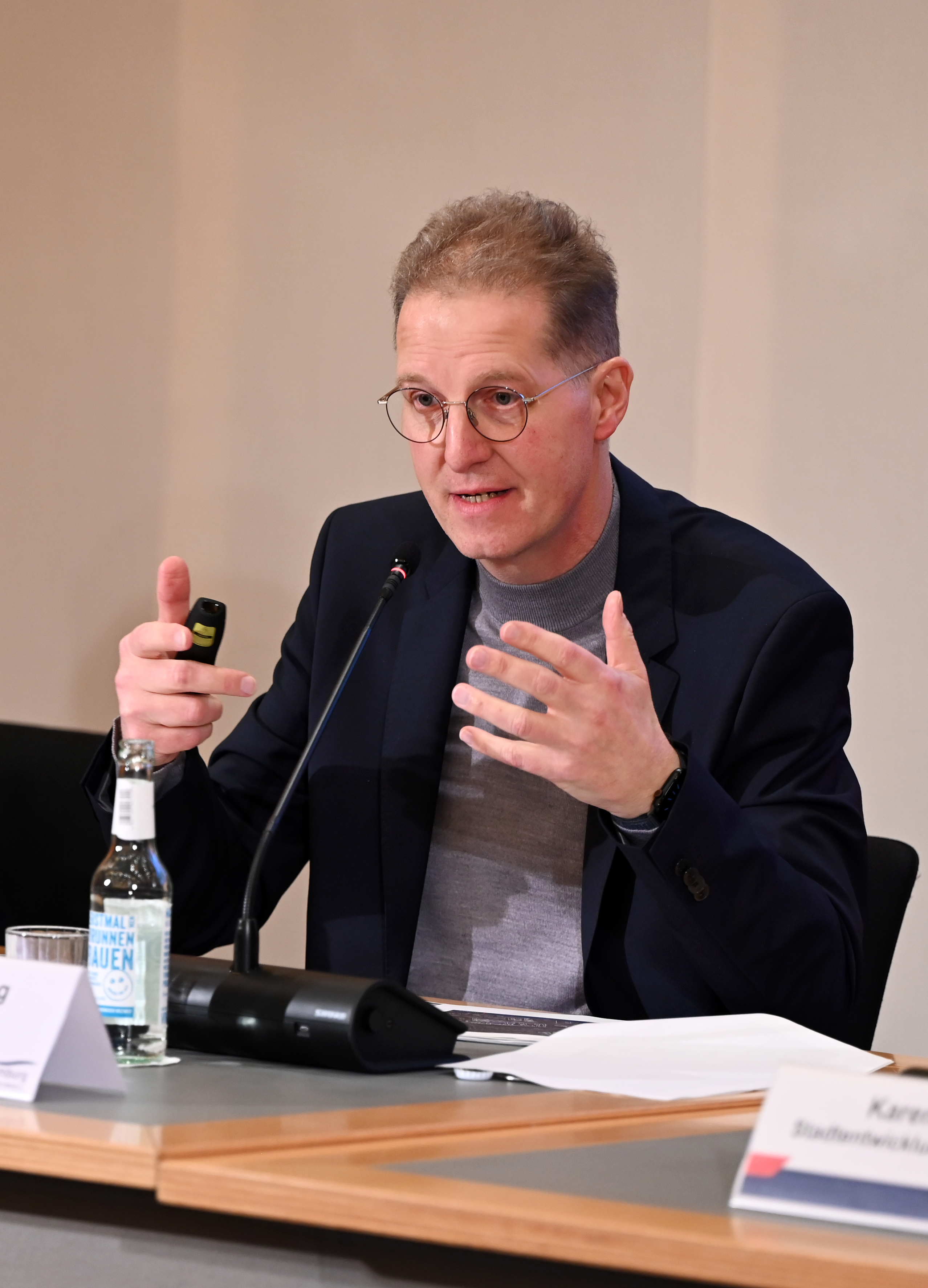
Franz-Josef Höing (* 1965)

- Höing, Jens (* 1987), deutscher Automobilrennfahrer
- Höing, Karl (* 1957), deutscher Textildesigner und Hochschullehrer
- Hoiningen, Ernst von (1849–1924), preußischer General der Infanterie sowie Militärattaché
- Hoiningen-Huene, Christine (1848–1920), deutsche Historikerin
- Höink, Dominik (* 1981), deutscher Musikwissenschaftler
- Hoinkes, Herfried (1916–1975), österreichischer Meteorologe und Glaziologe
- Hoinkes, Ulrich (* 1961), deutscher Romanist
- Hoinkis, Ewald (1897–1960), deutscher Fotograf
- Hois, Amélie (* 1996), österreichische Sängerin (Sopran) und Schauspielerin
- Hoischen, Christian (* 1966), deutscher Künstler
- Hoischen, Franz (1903–1969), deutscher Kunsterzieher, Maler und Grafiker
- Hoischen, Melina (* 1993), deutsche Autorin, Moderatorin und WebvideoproduzentinMelina Hoischen (* 1993)

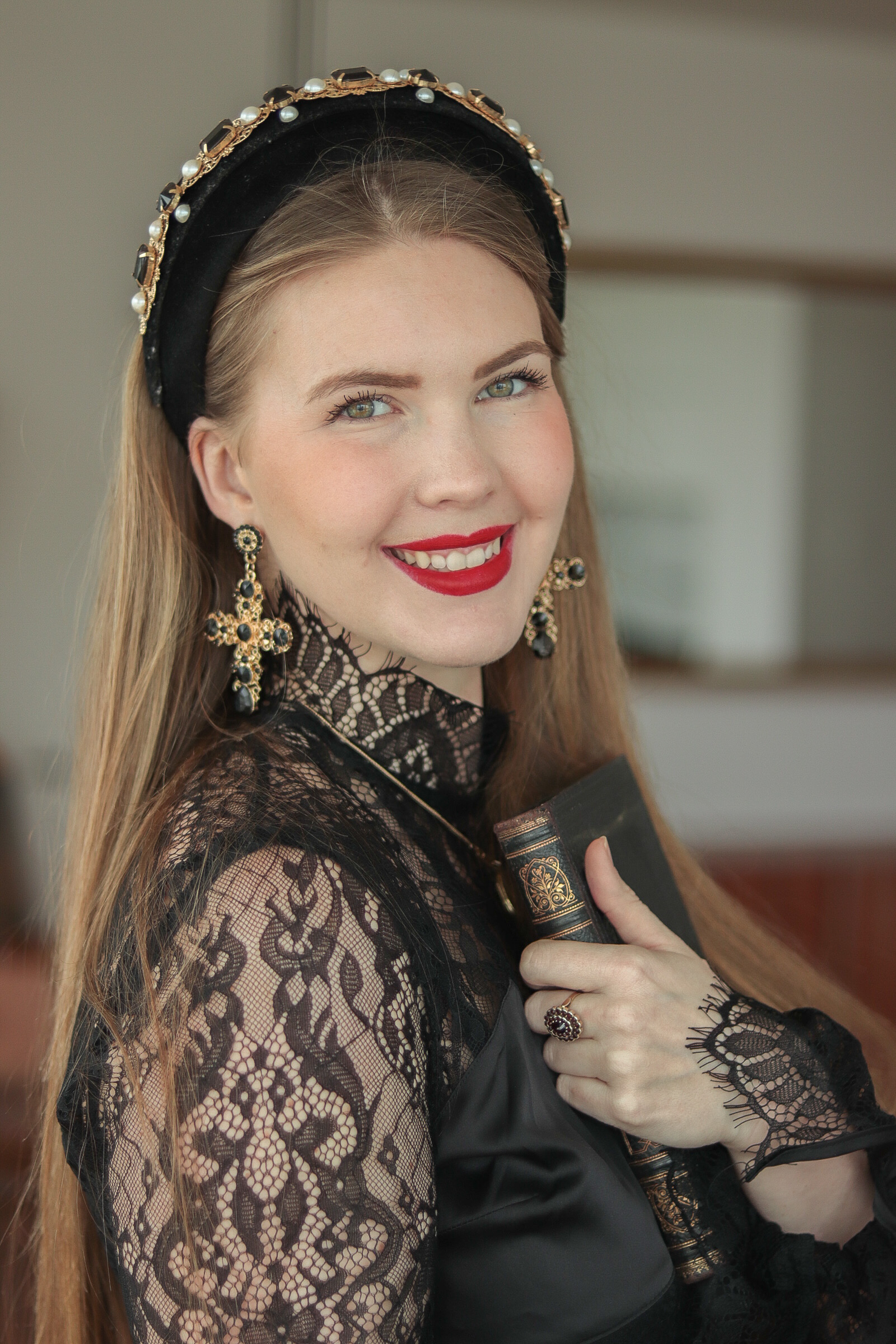
Melina Hoischen (* 1993)

- Høiseth, Edel Therese (* 1966), norwegische Eisschnellläuferin
- Hoish, Mohammed al- (* 1986), saudi-arabischer Fußballschiedsrichter
- Hoisl, Karin (* 1976), deutsche Wirtschaftswissenschaftlerin und Hochschullehrerin
- Hoisl, Richard (* 1932), deutscher Geodät und Universitätsprofessor
- Hoiß, Hilarius (1888–1950), deutscher römisch-katholischer Ordensmann, Missionar und Märtyrer
- Hoitz, Joachim (* 1957), deutscher Offizier, Generalarzt der Bundeswehr
- Hoitzing, Marloes (* 2001), niederländische Handballspielerin
- Hoivala, Atte (* 1992), finnischer Fußballspieler

### Hoj
- Høj Madsen, Magnus (* 2003), dänischer Basketballspieler
- Høj, Frank (* 1973), dänischer Radrennfahrer
- Høj, Peter (* 1957), dänisch-australischer Biochemiker und Hochschullehrer
- Hoja, Anna (* 1992), deutsche Volleyball- und Beachvolleyballspielerin
- Hoja, Dieter (1941–2023), deutscher Eishockeyspieler und -trainer
- Hoja, Ralf (* 1961), deutscher Eishockeyspieler
- Hojac, Nicolas (* 1992), Schweizer Extrembergsteiger
- Hojat, Damineh (* 1980), deutsch-persische Schauspielerin und Synchronsprecherin
- Højbjerg, Josephine (* 2003), dänische Schauspielerin
- Højbjerg, Pierre Emile (* 1995), dänischer FußballspielerPierre Emile Højbjerg (* 1995)

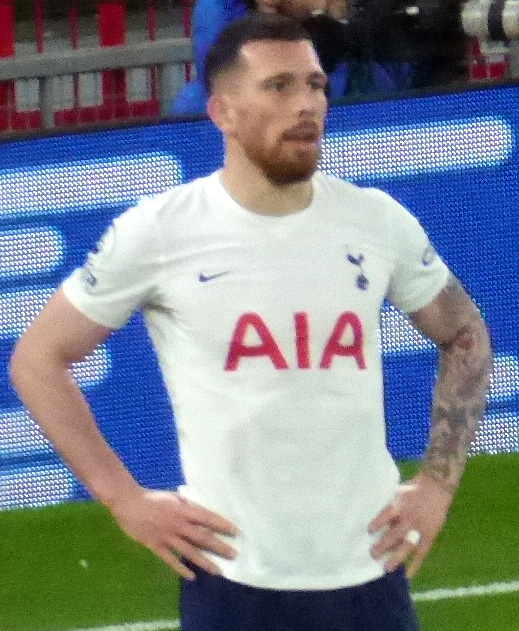
Pierre Emile Højbjerg (* 1995)

- Hojc, Mare (* 1982), österreichischer Handballspieler
- Højdahl, Odd (1921–1994), norwegischer Politiker (Arbeiderpartiet), Minister und Gewerkschaftsfunktionär
- Höjdén, Eric, schwedischer Musiker und Musikproduzent
- Højer Nielsen, Casper (* 1994), dänischer Fußballspieler
- Hojer, Andreas (1690–1739), deutsch-dänischer Historiker und Rechtswissenschaftler
- Hojer, Christa (* 1931), deutsche Politikerin (CDU der DDR), MdV, Mitglied des Zentralrats der FDJ
- Hojer, Ernst (1930–2018), deutscher Pädagoge und Hochschullehrer
- Höjer, Gerda (1893–1974), schwedische Krankenschwester, Gewerkschaftsfunktionärin und Präsidentin des International Council of Nurses
- Höjer, Gunnar (1875–1936), schwedischer Turner
- Hojer, Jan (* 1992), deutscher Sportkletterer
- Højer, Jesper (* 1978), dänischer Handelsmanager
- Hojer, Konrad, deutscher Kirchenlieddichter
- Højer, Oliver (* 2007), dänischer Fußballspieler
- Højer, Steffen (* 1973), dänischer Fußballspieler
- Højfeldt, Solbjørg (* 1947), dänische Schauspielerin
- Højgaard Jensen, Mathias, dänischer Jazzmusiker (Bass, Komposition)
- Højgaard, Kári P. (* 1951), färöischer Politiker der sozialliberalen Partei Sjálvstýrisflokkurin und Innenminister in der Landesregierung der Färöer
- Højholt, Malthe (* 2001), dänischer Fußballspieler
- Højholt, Per (1928–2004), dänischer Schriftsteller
- Hojiboyev, Abduhakim (* 1951), usbekischer Arzt, Wissenschaftler und Politiker
- Hojka, Piotr (* 1984), polnischer Ruderer
- Højland Nielsen, Jan (1952–2024), dänischer Fußballspieler
- Højlund, Emil (* 2005), dänischer Fußballspieler
- Højlund, Mie (* 1997), dänische Handballspielerin
- Højlund, Ole (* 1943), dänischer Radrennfahrer
- Højlund, Oscar (* 2005), dänischer Fußballspieler
- Højlund, Rasmus (* 2003), dänischer FußballspielerRasmus Højlund (* 2003)

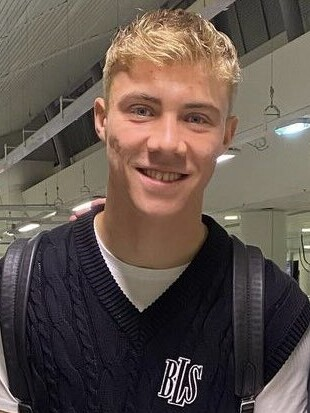
Rasmus Højlund (* 2003)

- Højmark, Pernille (* 1960), dänische Schauspielerin und Musikerin
- Hojnisz, Patrycja (* 1987), polnische Biathletin
- Hojnisz-Staręga, Monika (* 1991), polnische Biathletin
- Hōjō Shigetoki (1198–1261), japanischer Adliger
- Hōjō Tokiyori (1227–1263), fünfter Shikken des Kamakura-Shogunates in Japan (1246–1256)
- Hōjō Yoshitoki (1163–1224), Herrscher über das Kamakura-Shogunat
- Hōjō, Hideji (1902–1996), japanischer Dramatiker, Schauspieler und Essayist
- Hōjō, Masako (1157–1225), Frau des 1. Kamakura-Shoguns und Mutter des 2. und 3. Shoguns
- Hōjō, Sōun (1432–1519), japanischer Militärkommandeur
- Hōjō, Takatoki (1304–1333), japanischer Regent
- Hōjō, Tamio (1914–1937), japanischer Schriftsteller
- Hōjō, Tokimasa (1138–1215), japanischer Feudalherr und Daimyō
- Hōjō, Tokimune (1251–1284), japanischer Regent
- Hōjō, Tsukasa (* 1959), japanischer Manga-Zeichner
- Hōjō, Ujimasa (1538–1590), 4. Oberhaupt der Späten Hōjō und Daimyō
- Hōjō, Ujinao (1562–1591), japanischer Daimyō und letztes Oberhaupt des Klans der Hōjō
- Hōjō, Ujitsuna (1487–1541), japanischer Feldherr
- Hōjō, Ujiyasu (1515–1571), Daimyō der Sengoku-Zeit
- Hōjō, Yasutoki (1183–1242), japanischer Regent
- Højriis, Holger (1901–1942), dänisch-amerikanischer Pilot
- Hojsa, Thomas (* 1967), österreichischer Komponist, Musiker und Wienerlied-Interpret
- Hojsa, Walter (1924–2019), österreichischer Volksmusiksänger (Wien), Multiinstrumentalist und Songschreiber
- Hojsík, Martin (* 1977), slowakischer Aktivist, Umweltexperte und Politiker
- Højsleth, Andreas (* 1995), dänischer E-Sportler
- Højsted, Ingi (* 1985), färöischer Fußballspieler

### Hok
- Hokamp, Gustav (* 1897), deutscher Journalist und Politiker (NSDAP)
- Hokanson, Daniel R. (* 1963), US-amerikanischer General (US Army), Chief of the National Guard Bureau
- Hokanson, Leonard (1931–2003), US-amerikanischer Pianist
- Hoke, Dirk (* 1969), deutscher Maschinenbauingenieur und LuftfahrtmanagerDirk Hoke (* 1969)

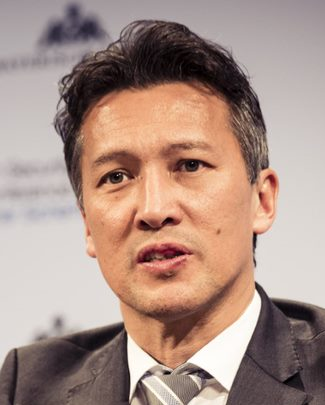
Dirk Hoke (* 1969)

- Hoke, Giselbert (1927–2015), österreichischer Künstler
- Hoke, Martin (* 1952), US-amerikanischer Politiker
- Hoke, Rudolf (1929–2025), österreichischer Rechtshistoriker, Professor an der Universität Wien
- Hökel, Dorett (* 1963), deutsche Badmintonspielerin
- Hoketsu, Hiroshi (* 1941), japanischer Dressurreiter
- Hökfelt, Tomas (* 1940), schwedischer Neurowissenschaftler
- Hoki, Takurō (* 1995), japanischer Badmintonspieler
- Hokindorf, Henczil, Dresdner Ratsherr und Bürgermeister
- Hokka, Joel (* 1993), finnischer Sänger, Gitarrist und Songwriter
- Hokland, Oddrun (1942–2022), norwegische Leichtathletin
- Hökmark, Gunnar (* 1952), schwedischer Politiker (Moderata samlingspartiet), Mitglied des Riksdag, MdEP
- Hoksary, Balázs (1902–1988), rumänischer Fußballspieler und -trainer
- Hoksrud, Bård (* 1973), norwegischer Politiker
- Hoku (* 1981), US-amerikanische Sängerin, Songschreiberin und Schauspielerin
- Hokutoumi, Nobuyoshi (* 1963), japanischer Sumōringer
- Hokwerda, Hero (* 1949), niederländischer Neogräzist und Übersetzer